# Leimkräuter
Die Leimkräuter (Silene) bilden eine artenreiche Pflanzengattung innerhalb der Familie der Nelkengewächse (Caryophyllaceae). Bei einige Arten dieser Gattung werden die Trivialnamen Lichtnelken oder Taubenkropf verwendet. Die 600 bis 700 Arten sind hauptsächlich in den gemäßigten Gebieten der Nordhalbkugel verbreitet.

## Beschreibung

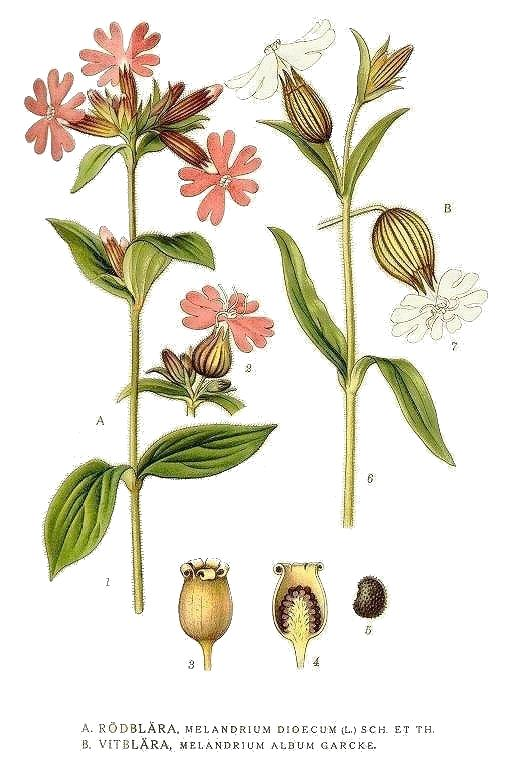
Rote Lichtnelke (Silene dioica) und Weiße Lichtnelke (Silene latifolia, rechts)

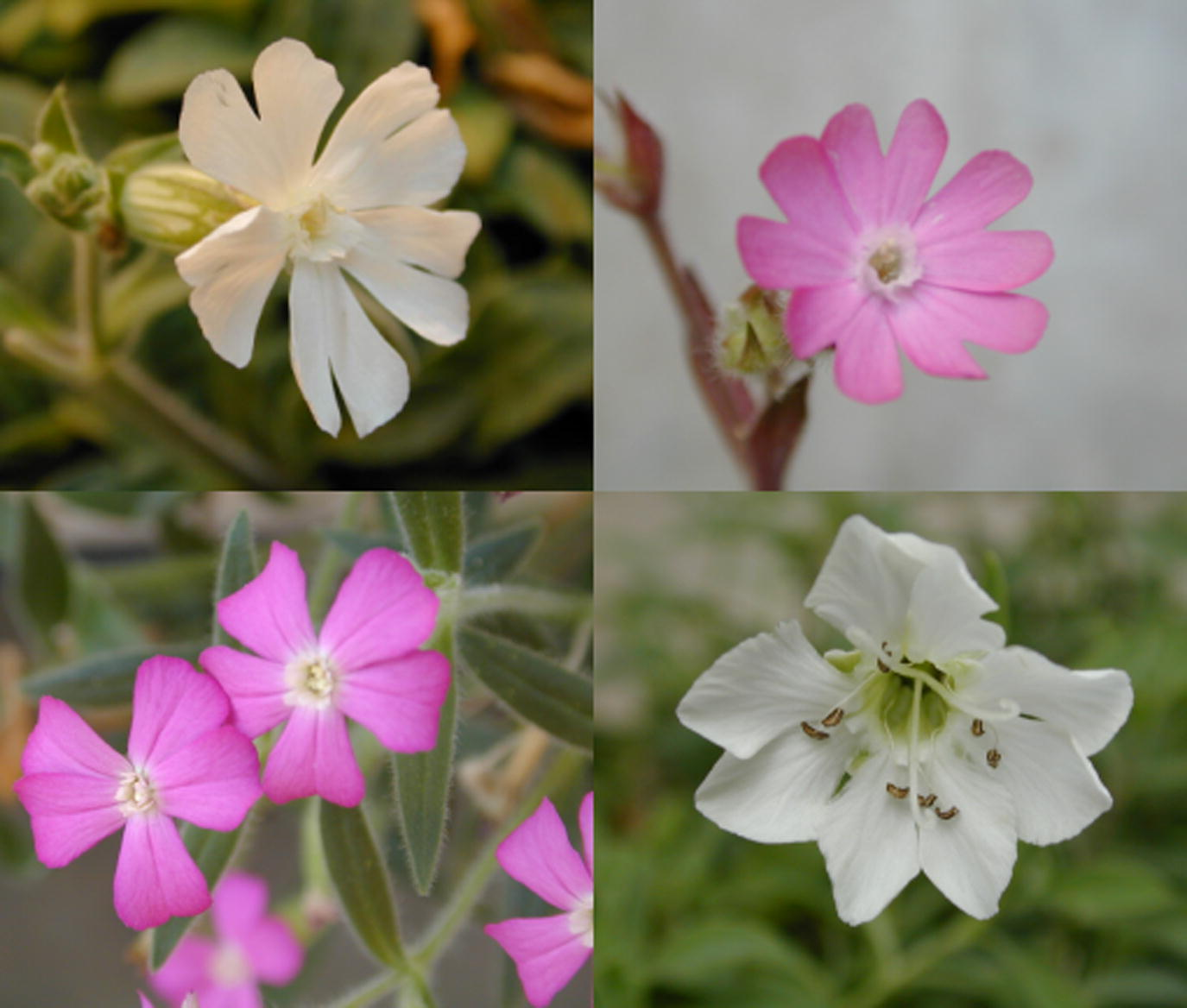
Obere Reihe: männliche Blüte von Silene latifolia und von Silene dioica
Untere Reihe: männliche Blüten von Silene diclinis und zwittrige Blüte von Silene vulgaris

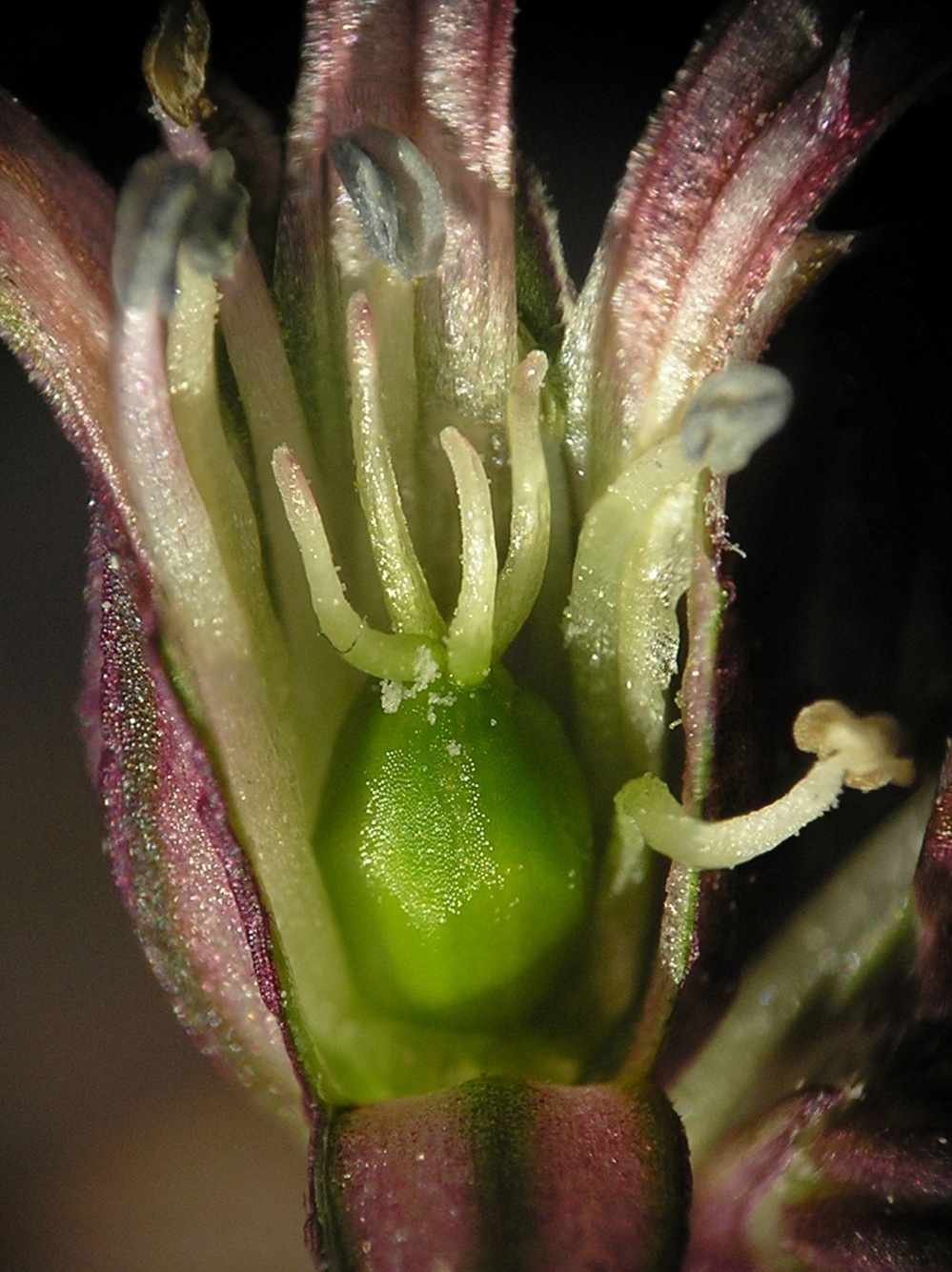
Fruchtknoten und freie Griffeläste (Stylodien) der Kuckucks-Lichtnelke (Silene flos-cuculi)

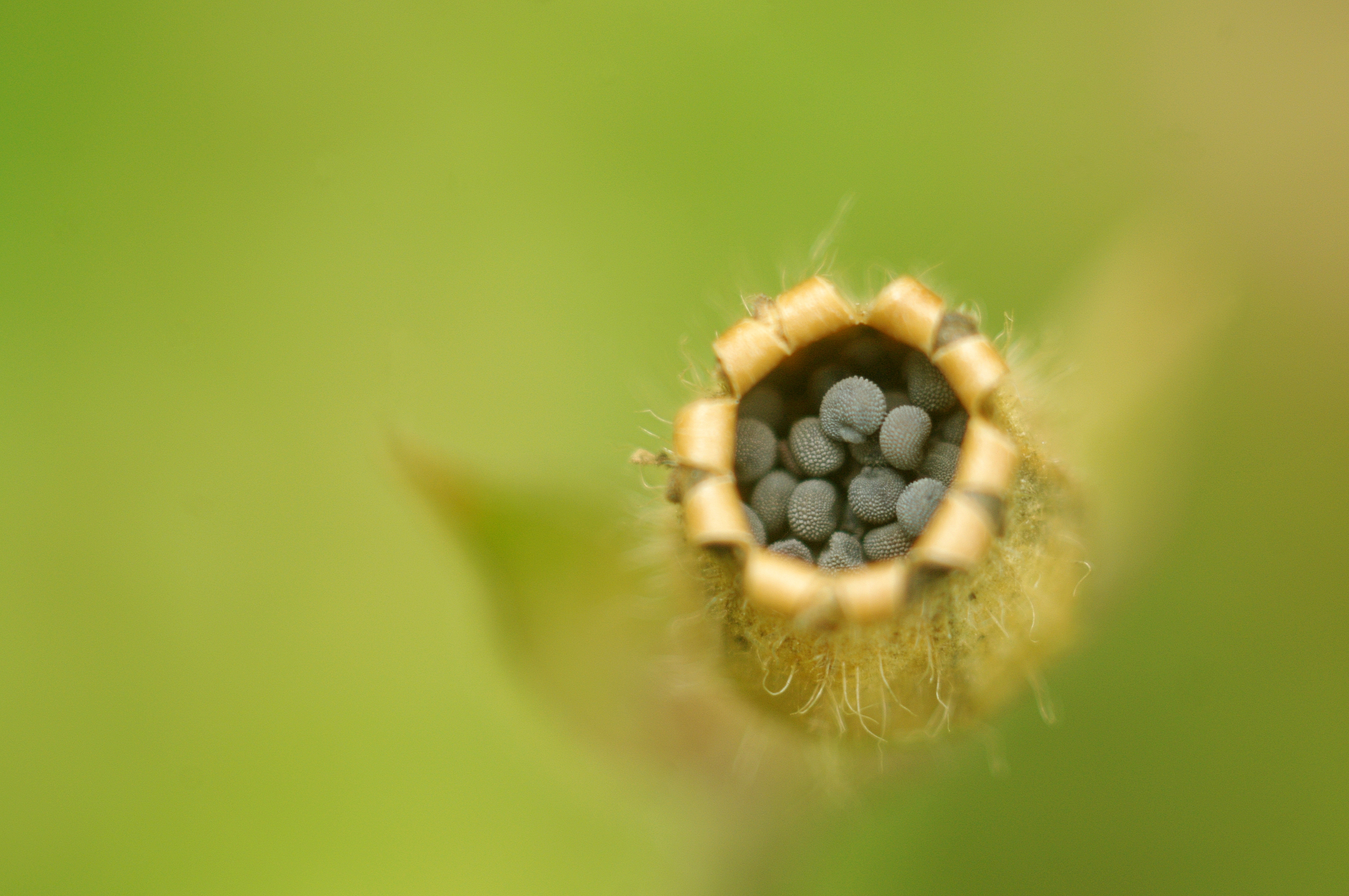
Offene Kapselfrucht mit Samen der Roten Lichtnelke (Silene dioica)

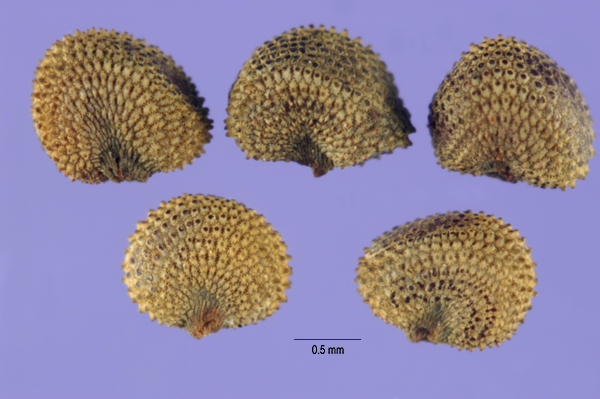
Samen von Silene latifolia

### Erscheinungsbild und Blätter
Silene-Arten wachsen als ein- bis zweijährige oder ausdauernde krautige Pflanzen, selten sind es Halbsträucher. Die Stängel sind selbständig aufrecht, aufsteigend oder kriechend.
Von den gegenständig angeordneten Laubblättern sind die unteren meist gestielt und die oberen meist sitzend. Die einfachen Blattspreiten sind pfriemförmig, linealisch, lanzettlich bis eiförmig-lanzettlich oder elliptisch.

### Blütenstände und Blüten
Die Blüten stehen einzeln oder sind in Blütenständen, die die Form von Monochasien, Dichasien oder Thyrsen aufweisen, zusammengefasst. Die Blüten sind zwittrig oder eingeschlechtig. Häufig kommen männliche, sterile Blüten mit deutlich kürzeren Androgynophoren und Blütenkronen an Pflanzenexemplaren mit sonst zwittrigen Blüten vor. Teilweise ist sekundär Zweihäusigkeit (Diözie) entstanden mit männlichen und weiblichen Blüten auf getrennten Pflanzen.
Die radiärsymmetrischen Blüten sind fünfzählig mit doppelter Blütenhülle. Die fünf Kelchblätter sind röhrig, trichter-, ei- bis glockenförmig verwachsen. Der Kelch ist meist zehnnervig. Die fünf Kelchzähne besitzen einen bewimperten, häutigen Rand. Die Kronblätter weisen ein breites Spektrum an Färbungen auf. Die fünf Kronblätter sind jeweils ungeteilt oder in zwei oder vier Lappen geteilt. Die Kronblätter sind meistens in Nagel und Platte aufgeteilt, wobei der als „Nagel“ bezeichnete länglich zulaufende Kronblattteil in die Kelchröhre reicht und die Platte jener Teil des Kronblatts ist, der abgeknickt den sichtbaren Teil der Krone bildet. Es sind Kronschuppen vorhanden, die ein Nebenkrönchen bilden.
Es sind zwei Kreise mit je fünf Staubblättern vorhanden. Drei oder fünf Fruchtblätter sind zu einem Fruchtknoten verwachsen. Der Fruchtknoten enthält viele Samenanlagen. Es sind drei oder fünf freie Griffel vorhanden. Das Androgynophor ist mehr oder weniger auffällig.

### Früchte und Samen
Die Kapselfrucht öffnet sich mit sechs, zehn oder selten fünf Zähnen. Selten werden Beeren gebildet (beispielsweise beim Taubenkropf (Silene baccifera); diese Arten waren früher in einer eigenen Gattung Cucubalus). Die winzigen, nierenförmigen Samen besitzen eine mehr oder weniger warzige Oberfläche und manchmal einen geflügelten Rand.

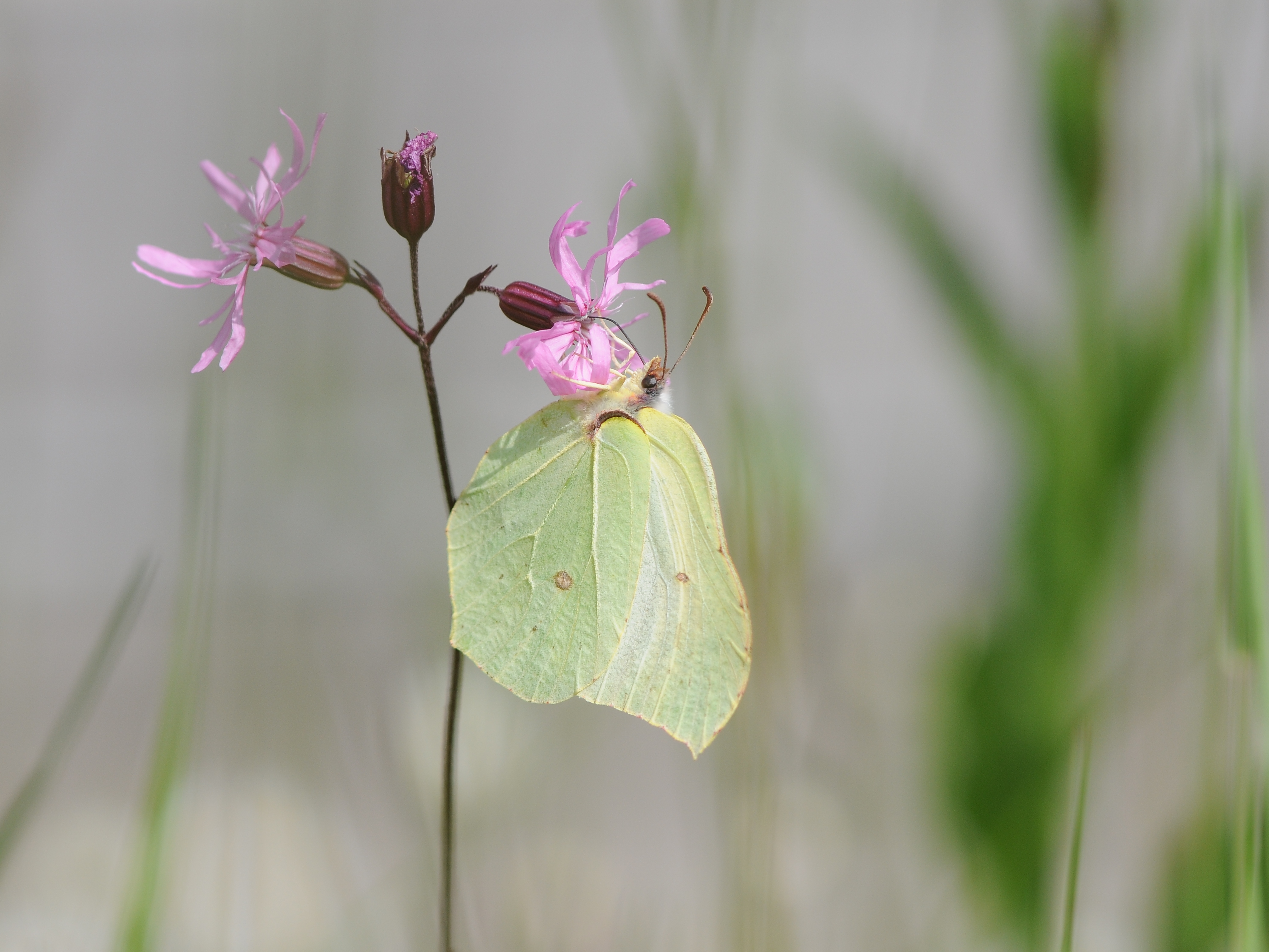
Männchen des Tagfalters Zitronenfalter (Gonepteryx rhamni) als Blütenbesucher auf einer Kuckucks-Lichtnelke (Silene flos-cuculi)

## Ökologie
Je nach Silene-Art handelt es sich um Therophyten, Hemikryptophyten oder Chamaephyten.
Die Gattung Silene ist bekannt für verschiedene Arten von Metallophyten (Metall-Zeigerpflanzen). Sie können größere Mengen an Schwermetallen (Zink, Cobalt, auch Cadmium, Quecksilber) aufnehmen.
Die Bestäubung erfolgt häufig durch Schmetterlinge. Oft werden jene Arten mit auffälligen Blütenfarben während des Tages von Tagfaltern bestäubt, dazu gehören alle Arten der ehemaligen Gattungen Lychnis und Viscaria. Dagegen besitzen viele Arten, die auch früher schon in der enggefassten Gattung Silene waren, weiße Blüten und werden während der Nacht durch Nachtfalter bestäubt.
Die Nachtblütigkeit scheint aus ursprünglich tagblühenden Arten mehrmals entstanden zu sein. Auch andere Insekten spielen bei der Bestäubung eine Rolle. Besonders bei den Therophyten kommt Selbstbestäubung (Autogamie oder Geitonogamie) vor. Selbstkompatibilität kommt bei vielen Arten vor. Einige Arten besitzen einen starken Duft.

## Systematik und Verbreitung
Die Gattung Silene wurde 1753 durch Carl von Linné in Species Plantarum aufgestellt. Zum Protolog gehört auch die Diagnose in Genera Plantarum. Der botanische Gattungsname Silene ist die weibliche Form von Silenus, einer Gestalt in der griechischen Mythologie. Silene L. nom. cons. wurde nach den Regeln der ICBN (Vienna Code Art. 14.4 & App. III) konserviert gegenüber Lychnis L. nom. rej. Weitere Synonyme für Silene L. sind: Anotites Greene, Behen Moench, Behenantha (Otth) Schur, Carpophora Klotzsch, Charesia E.A.Busch, Conosilene (Rohrb.) Fourr., Coronaria Guett., Corone Hoffmanns. ex Steud., Cucubalus L., Ebraxis Raf., Elisanthe (Fenzl ex Endl.) Rchb., Evactoma Raf., Gastrocalyx Schischk., Gastrolychnis (Fenzl) Rchb., Kaleria Adans., Leptosilene Fourr., Lychnanthos S.G.Gmel., Melandrium Röhl., Melandryum Rchb., Muscipula Fourr., Nanosilene (Otth) Rchb., Neoussuria Tzvelev, Oberna Adans., Oncerum Dulac, Petrocoma Rupr., Pleconax Raf., Polyschemone Schott, Nyman & Kotschy, Schischkiniella Steenis, Scribaea Borkh., Silenanthe Griseb. & Schenk, Sofianthe Tzvelev, Ussuria Tzvelev, Xamilenis Raf.
Der Gattungsname Silene bezieht sich auf Silen, den Begleiter des Bacchus in der griechischen Mythologie. Dieser wurde gerne aufgedunsen und fettleibig dargestellt, womit man den aufgeblasenen Kelch des Taubenkropf-Leimkrautes (Silene vulgaris) assoziierte.
Seit 2007 werden einige Arten in die Gattung Heliosperma (Rchb.) Rchb. ausgegliedert.
Die Gattung Silene gehört zur Tribus Sileneae innerhalb der Familie Caryophyllaceae.
Der Umfang der Gattungen Silene, Lychnis, Viscaria, Melandrium und Cucubalus wurde lange kontrovers diskutiert. Während letztere beiden Gattungen wohl heute sicher in Silene enthalten sind, gibt es noch immer fast gleichwertige Meinungen, Lychnis als eigenständige Gattung zu behalten oder ihre Arten auch in eine sehr artenreiche Gattung Silene zu stellen. Molekulargenetische Daten erlauben zwei Wege, um hier monophyletische Gattungen zu erhalten. Es gibt die Möglichkeit, entweder die Gattung Silene in mehrere kleinere Gattungen aufzugliedern, dann kann man auch die Gattung Lychnis behalten, oder man bildet eine große Gattung Silene, in der alle Arten (aus Cucubalus, Melandrium, Lychnis, Silene, Viscaria) enthalten sind.
Es gibt etwa 600 (oder mit den Lychnis-Arten 700) Silene-Arten. Sie sind hauptsächlich in den gemäßigten Zonen der Nordhalbkugel beheimatet. Aber es gibt auch Arten in Afrika und Südamerika. In China kommen 110 Arten (ohne Lychnis-Arten) vor, 67 davon nur dort. Es gibt Arten auf allen Höhenlagen, in Höhenlagen von etwa 5000 Meter kommen mindestens drei Arten vor, aber die Rekordhöhe von 5200 Meter erreicht in Tibet Silene zhongbaensis.

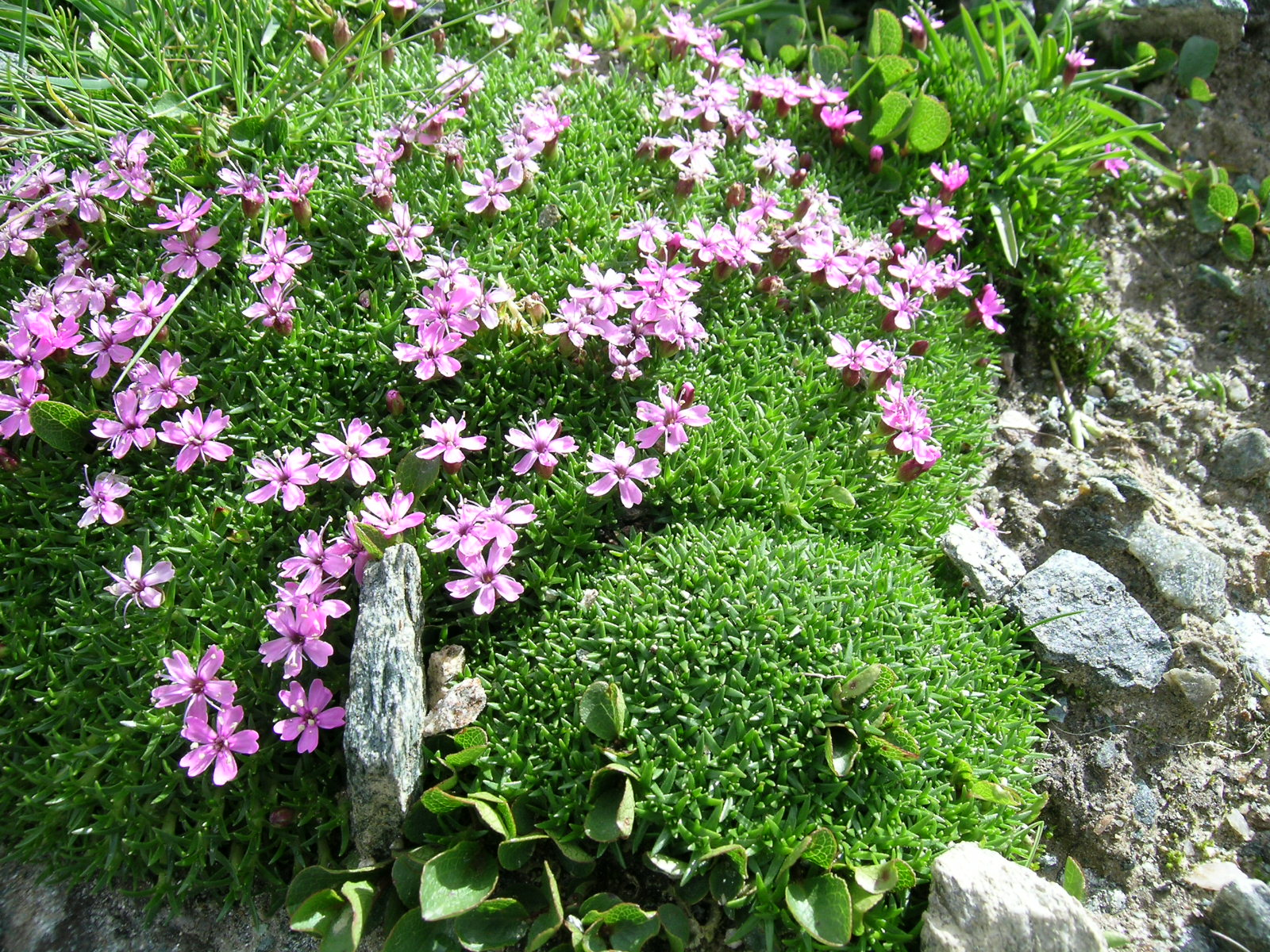
Habitus und Blüten des Stängellosen Leimkraut (Silene acaulis)

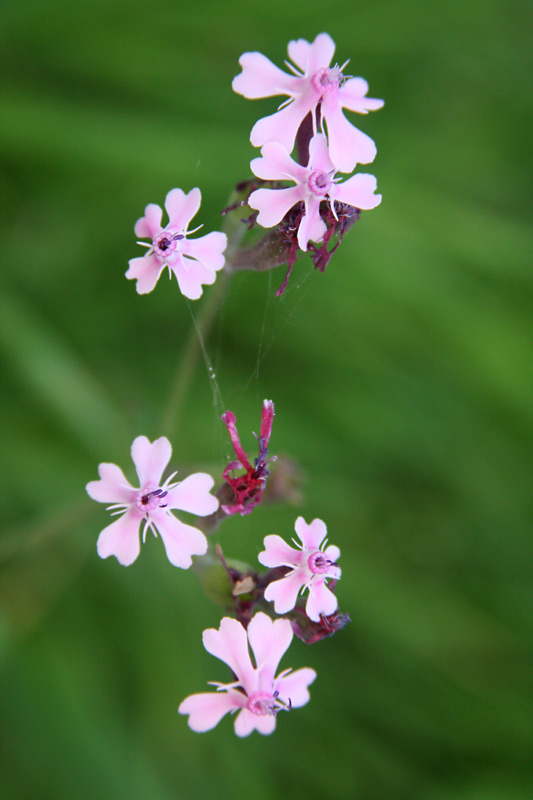
Blütenstand von Silene aegyptiaca

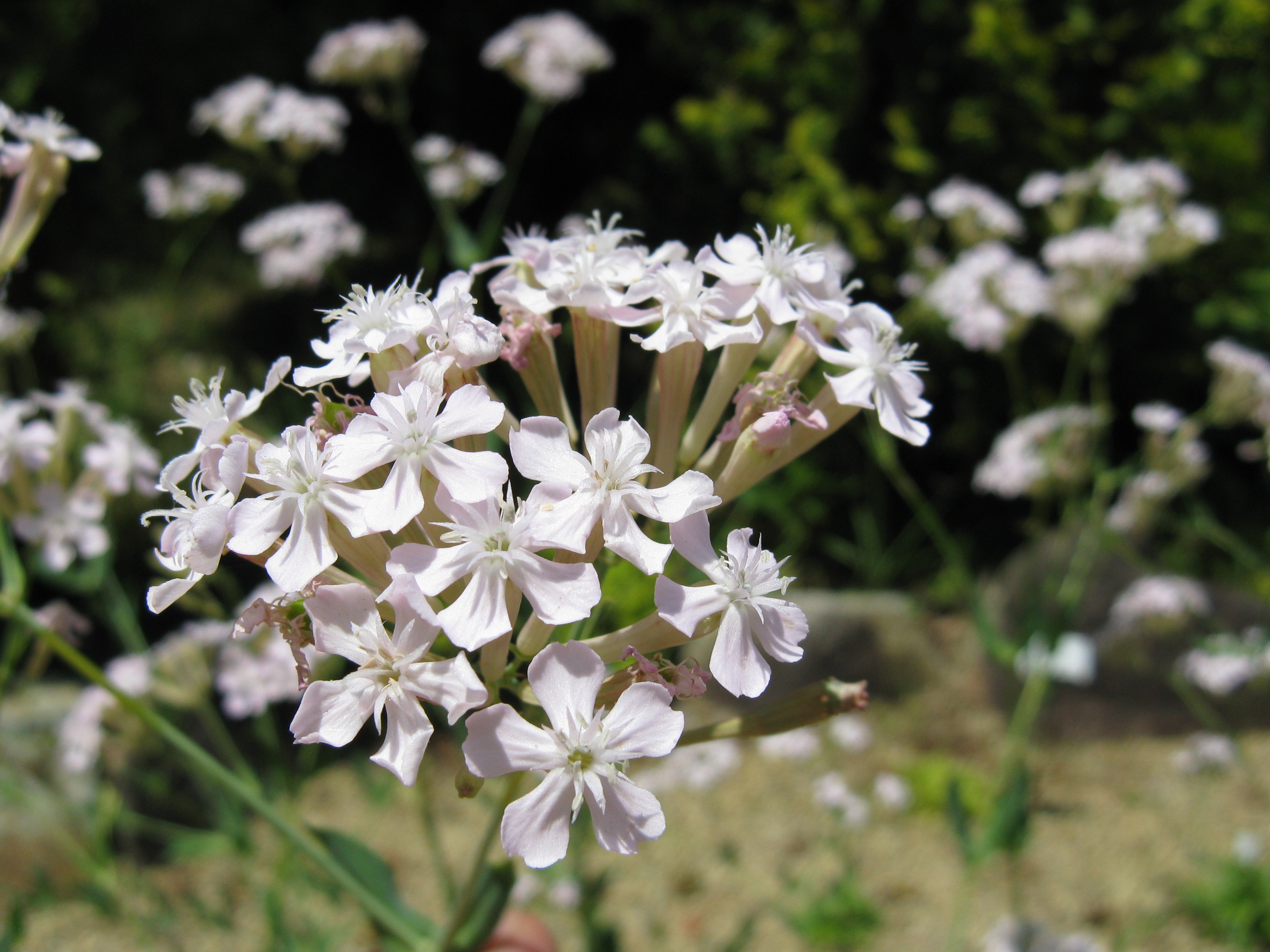
Blütenstand von Silene antirrhina

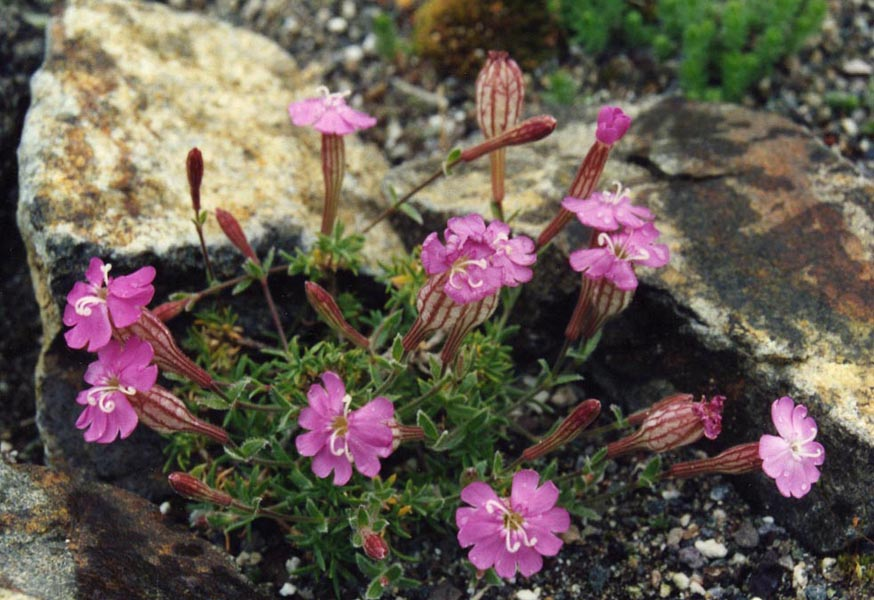
Habitus und Blüten von Silene argaea

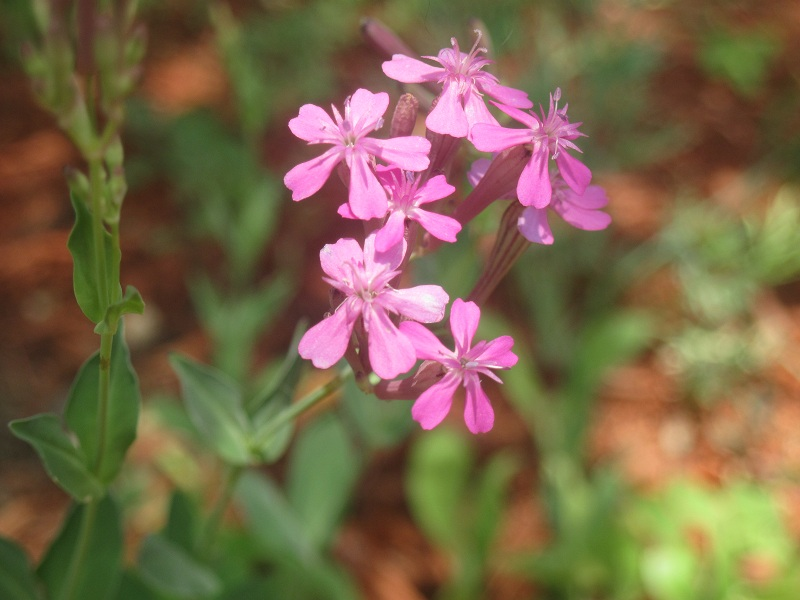
Blütenstand des Nelken-Leimkraut (Silene armeria)

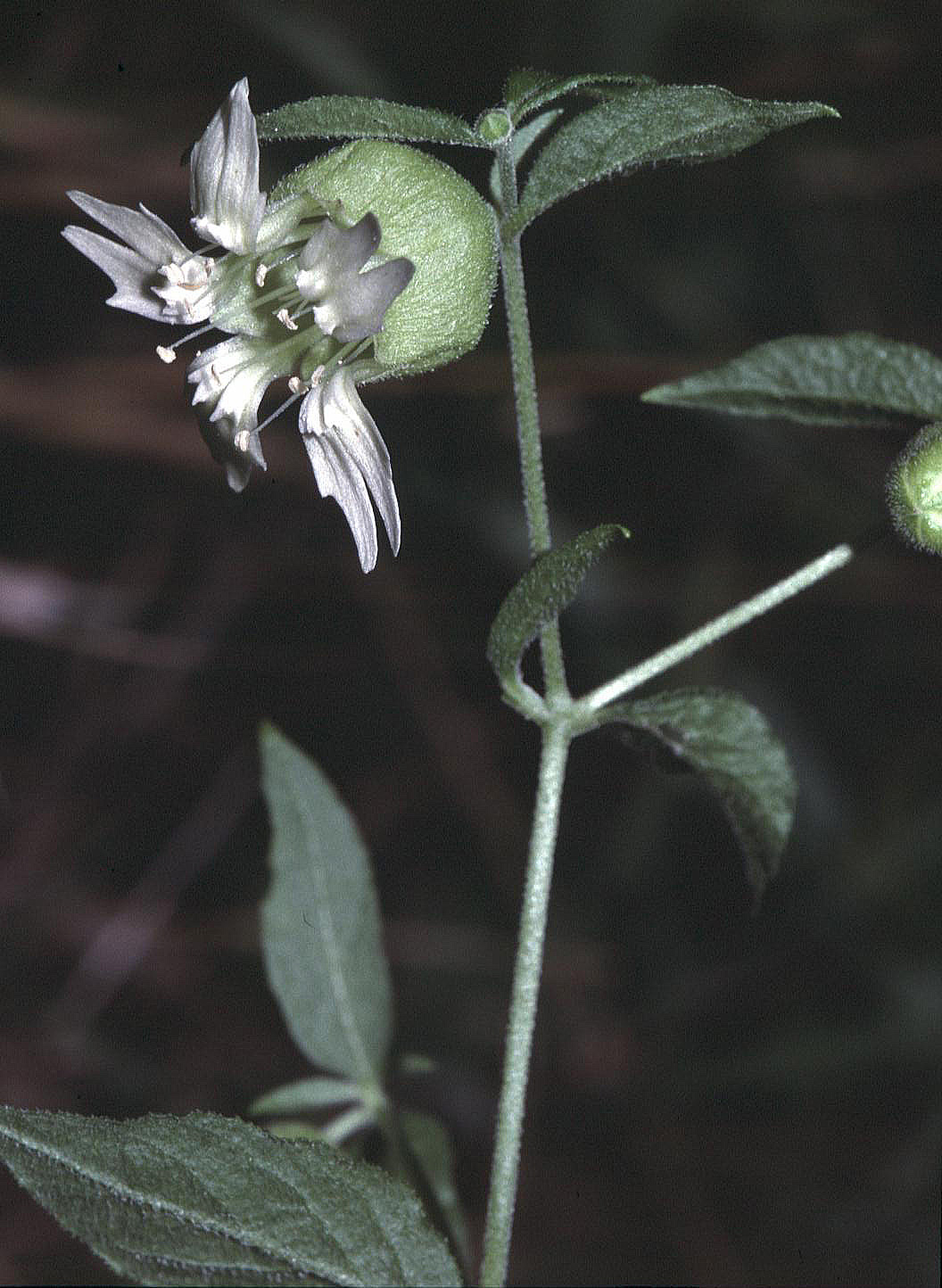
Taubenkropf (Silene baccifera)

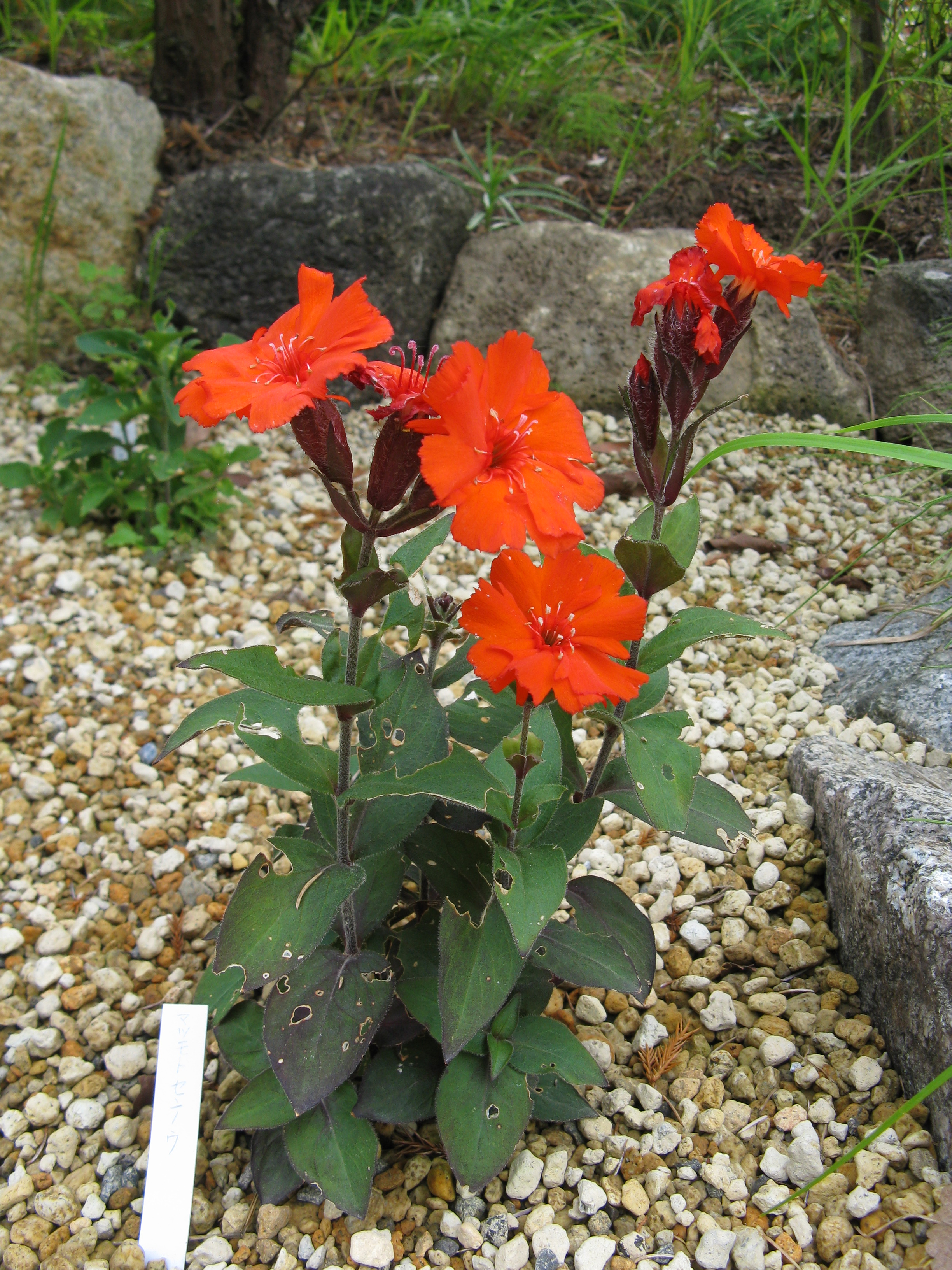
Habitus, Laubblätter und Blütenstände von Silene banksia

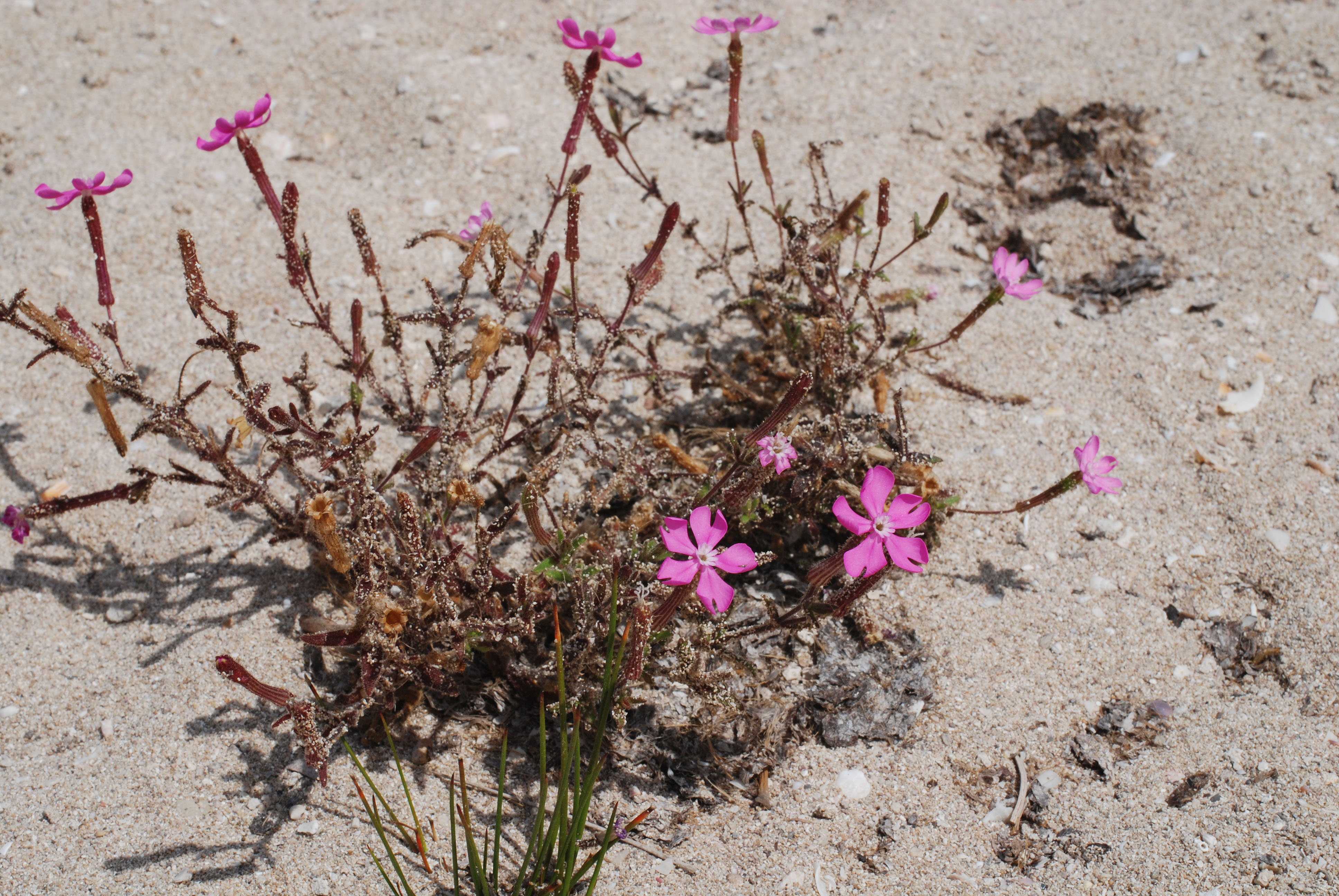
Habitus und Blüten von Silene cambessedesii

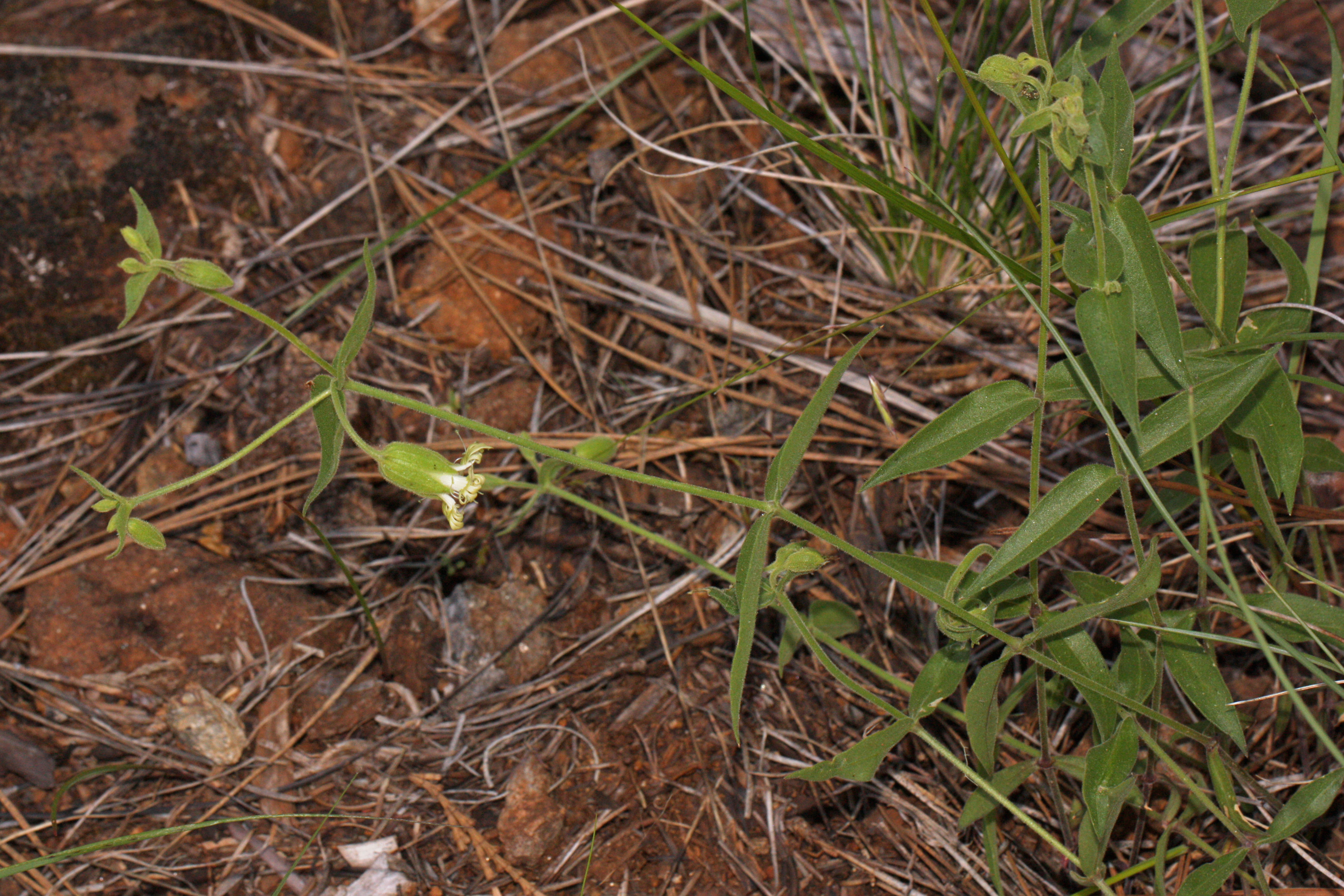
Habitus, Laubblätter und Blütenstände von Silene campanulata

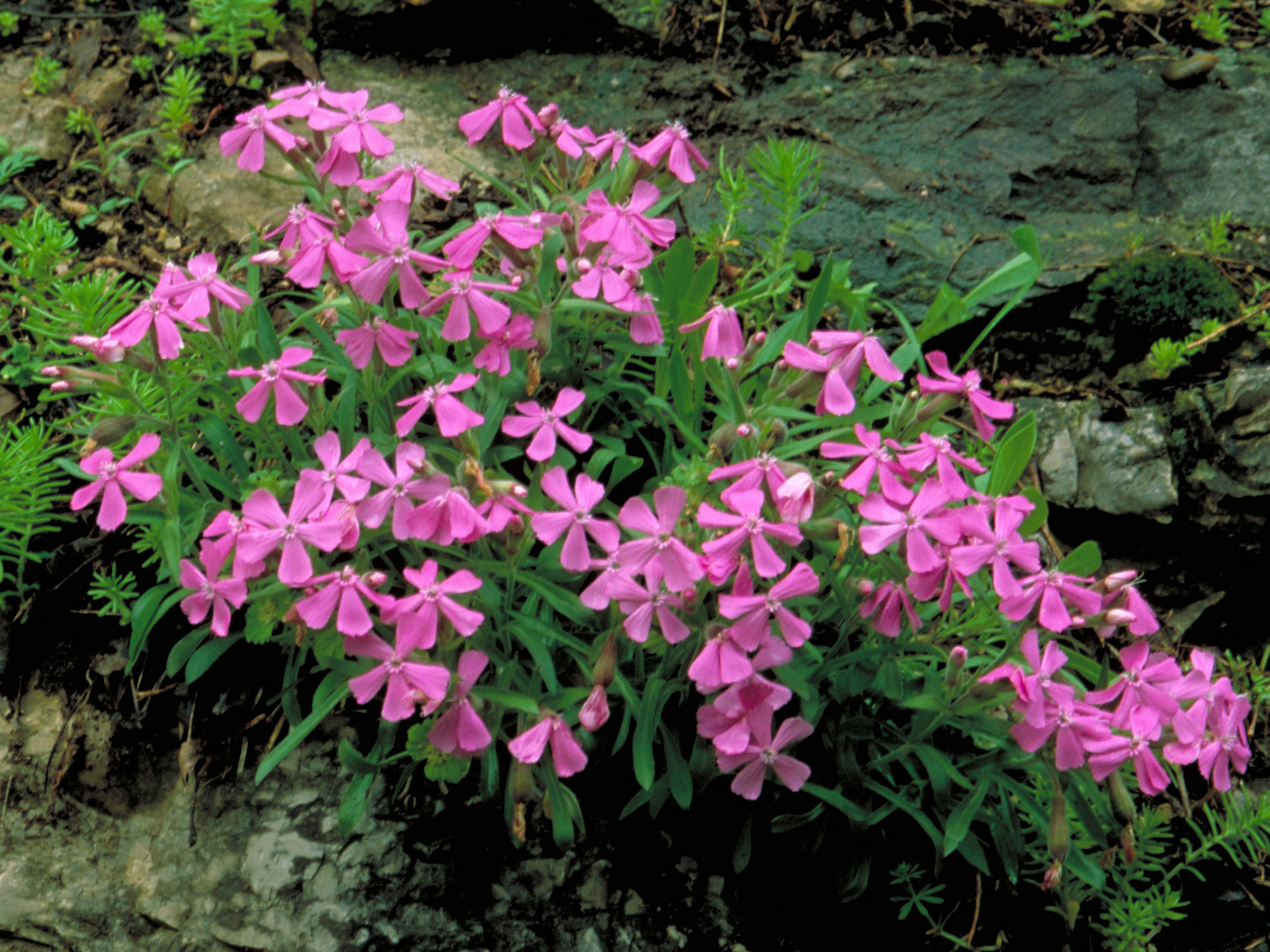
Habitus, Laubblätter und Blütenstände von Silene caroliniana

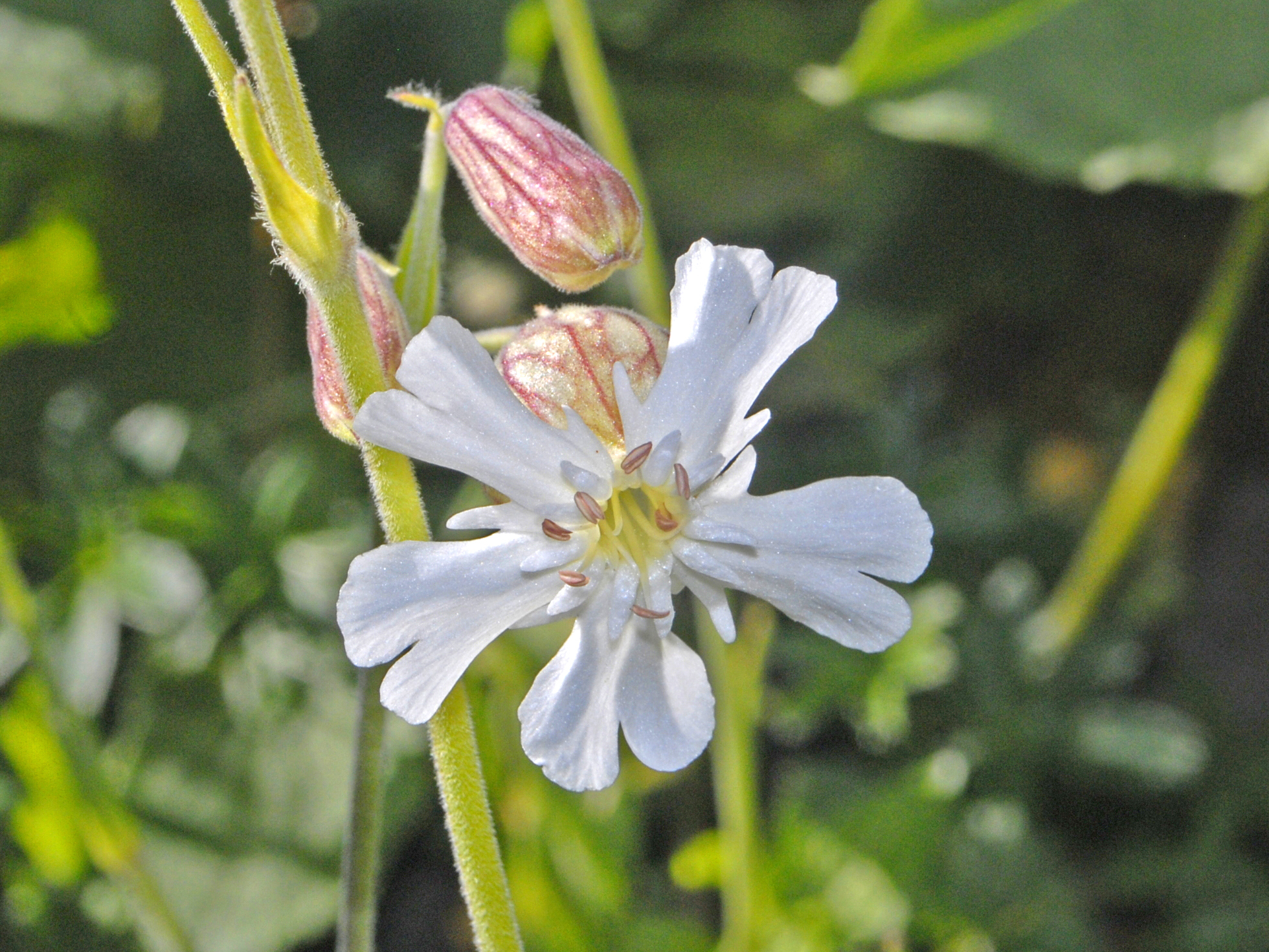
Blüte von Silene caucasica im Detail

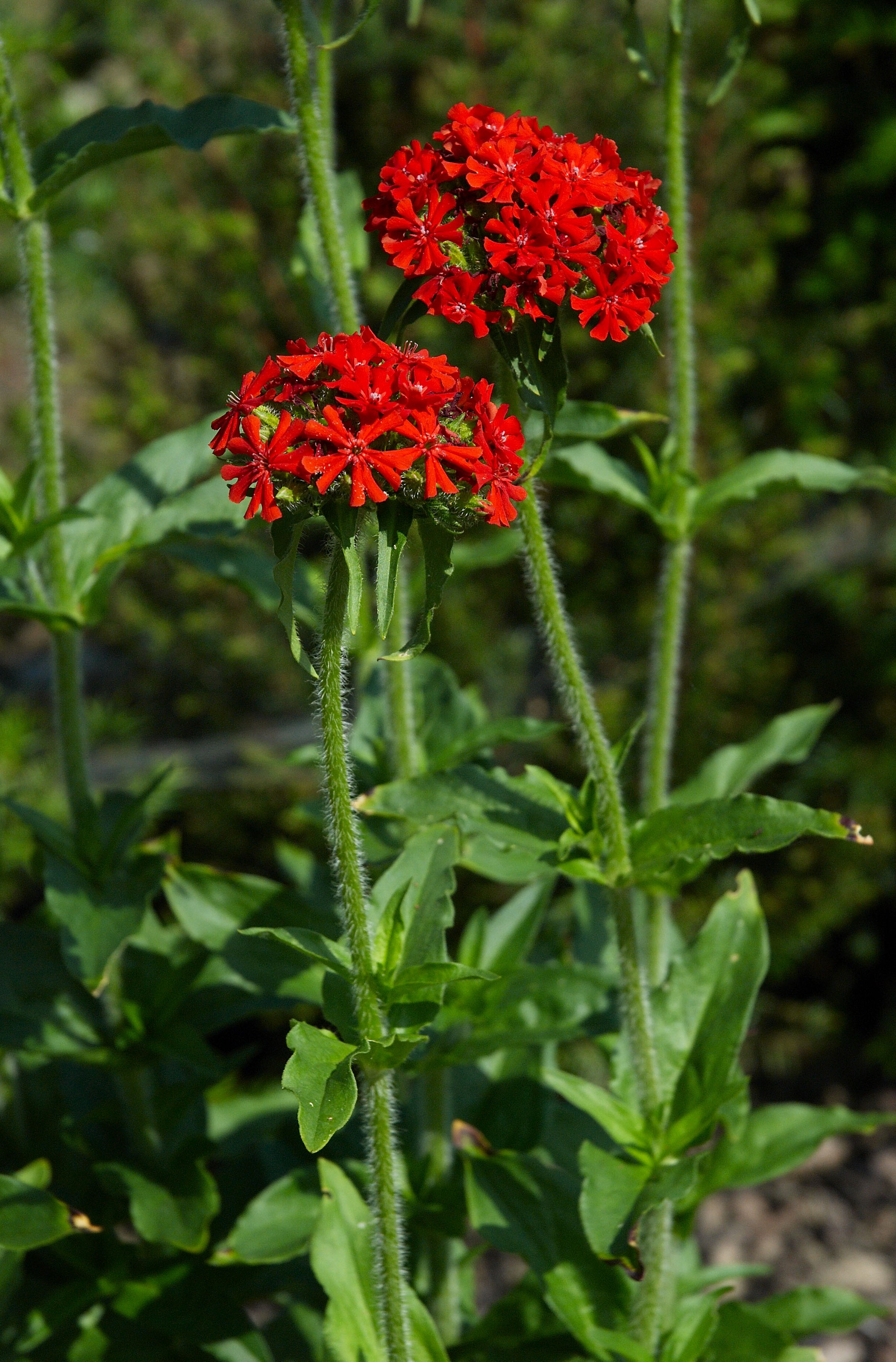
Brennende Liebe (Silene chalcedonica)

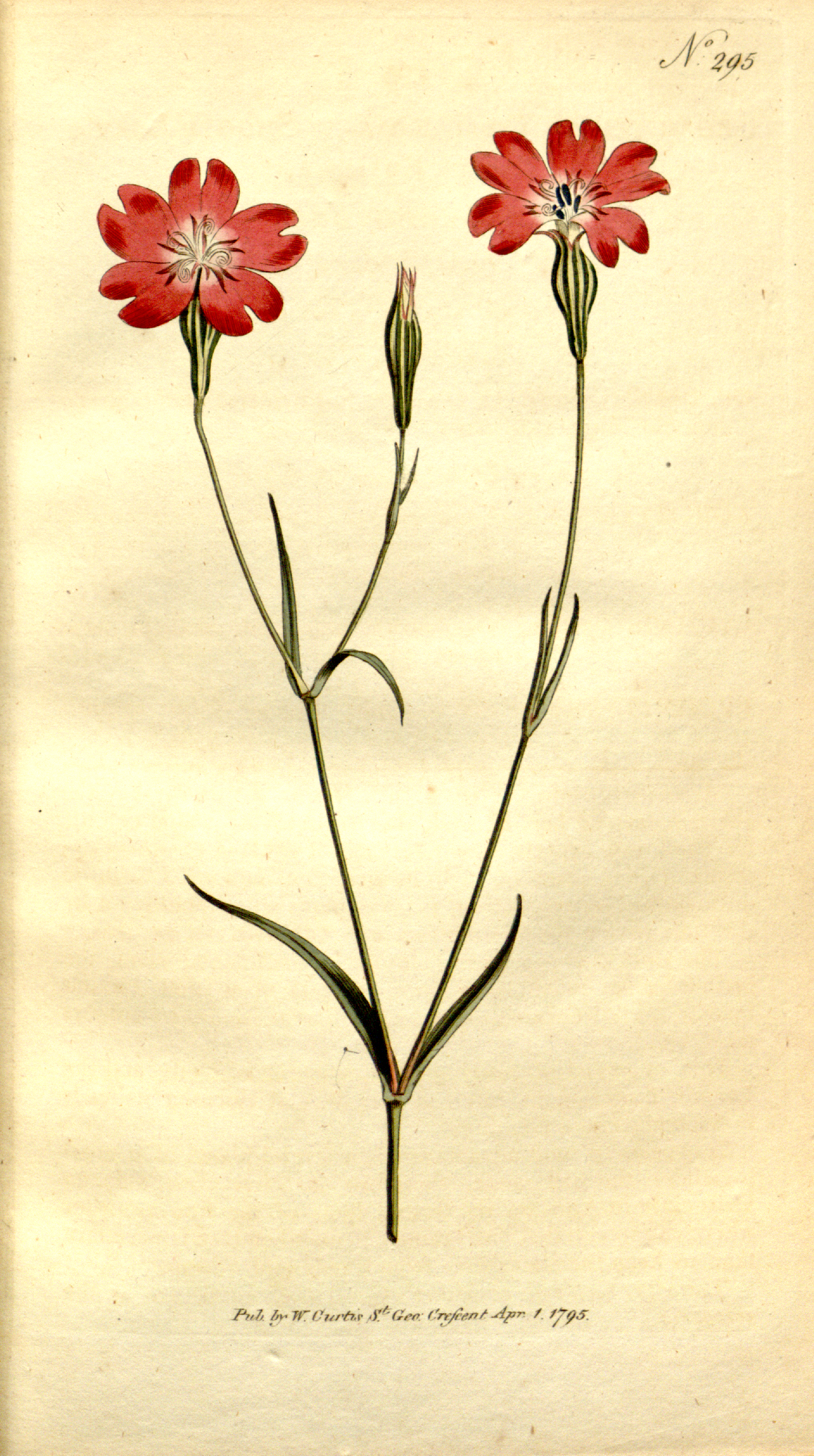
Illustration des Himmelsröschen (Silene coeli-rosa)

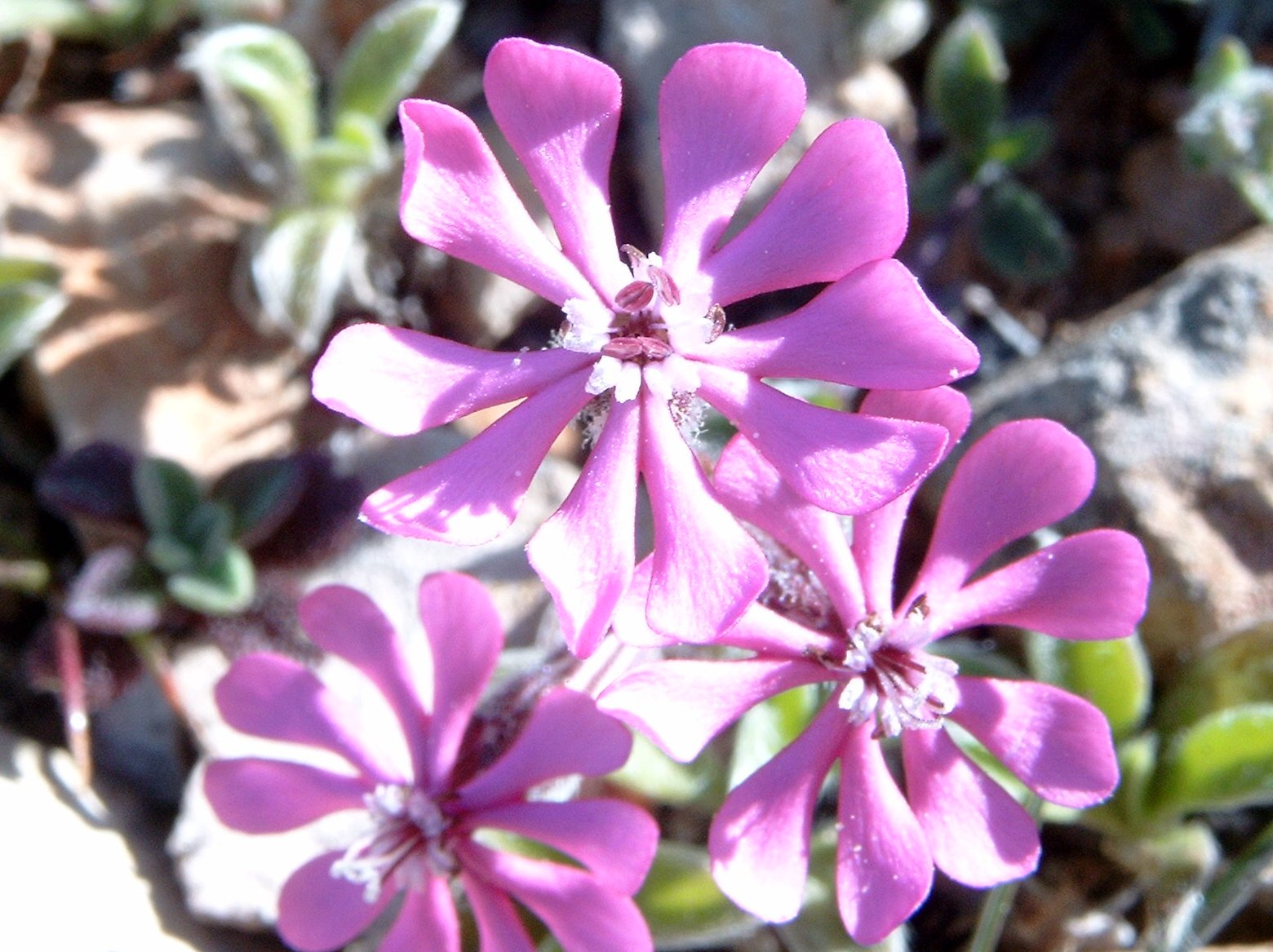
Blüten des Farbigen Leimkraut (Silene colorata)

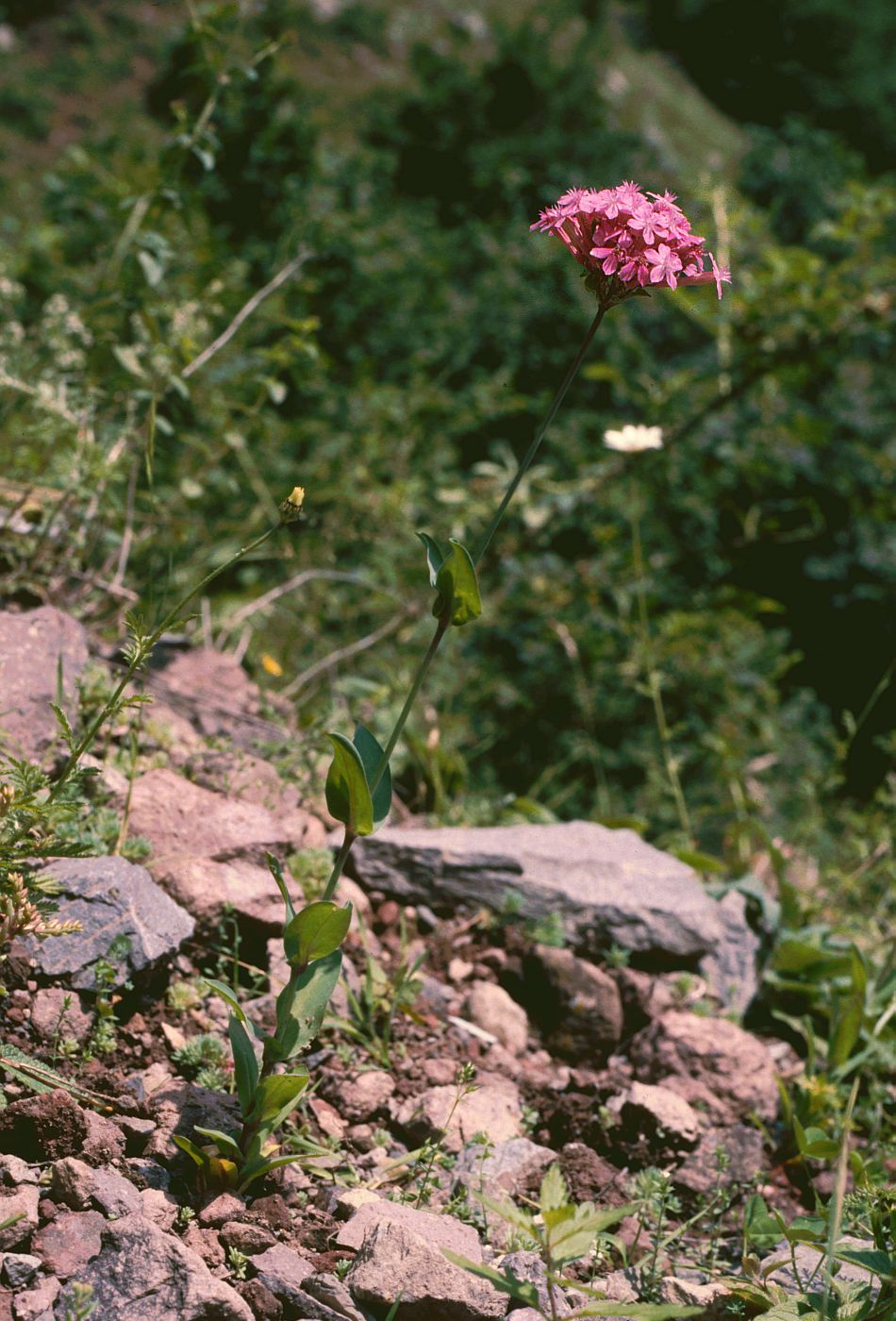
Silene compacta

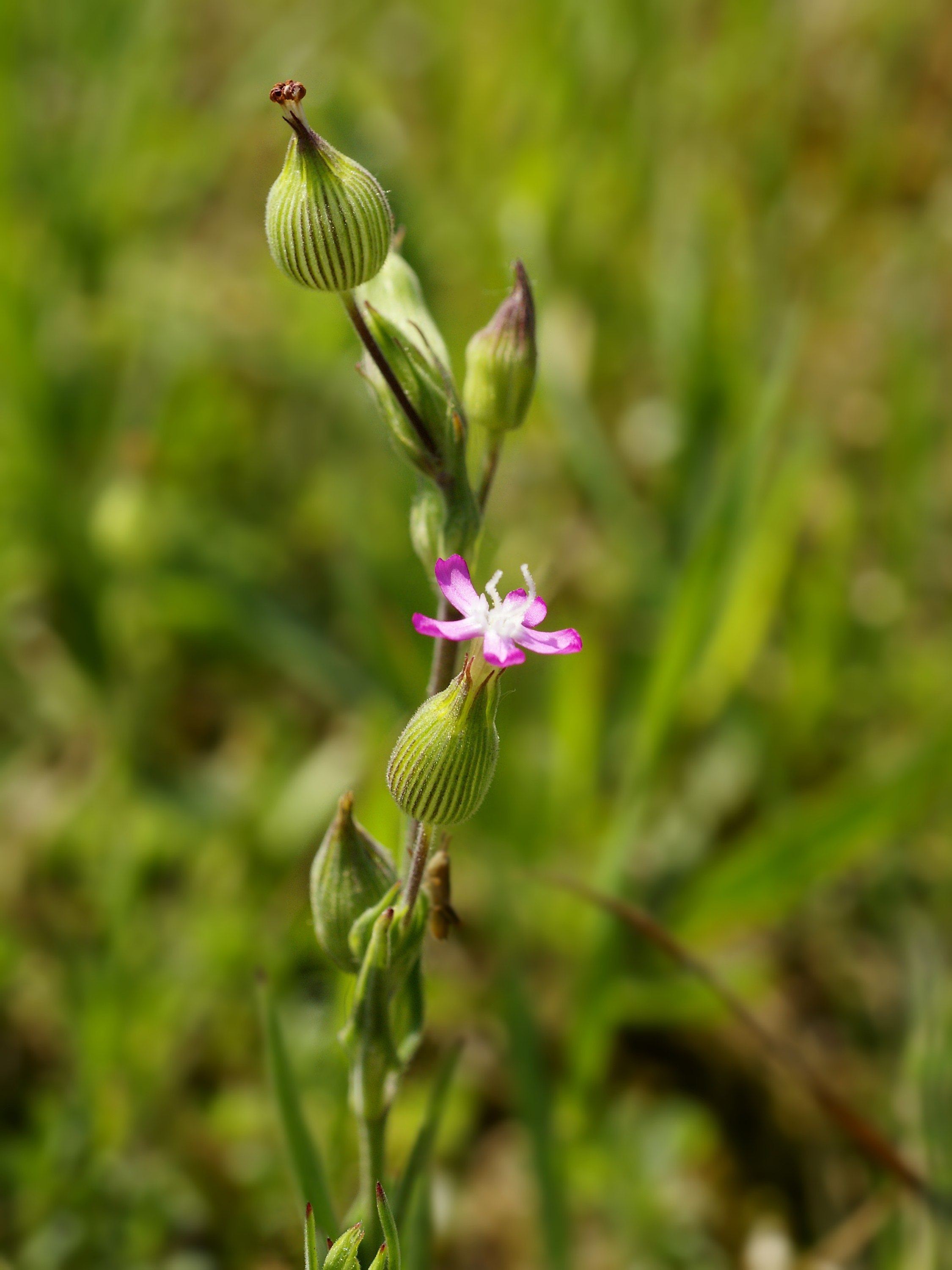
Kegelfrüchtiges Leimkraut (Silene conica)

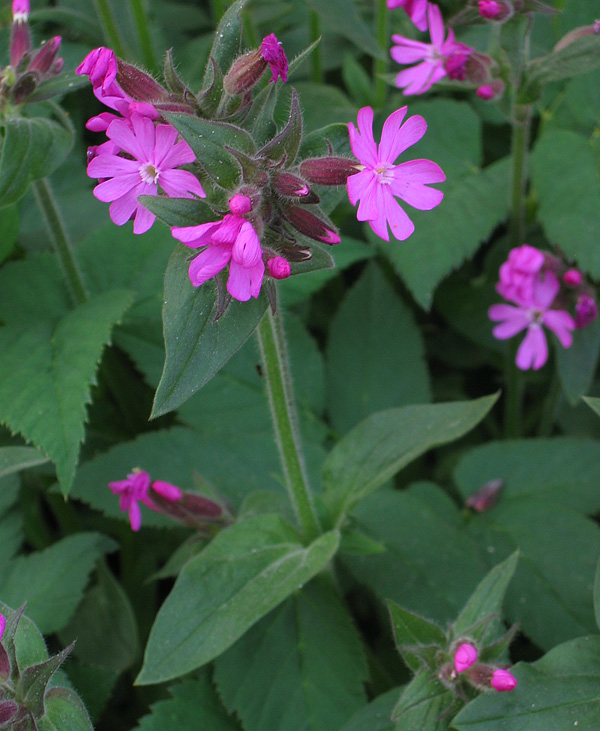
Rote Lichtnelke (Silene dioica)

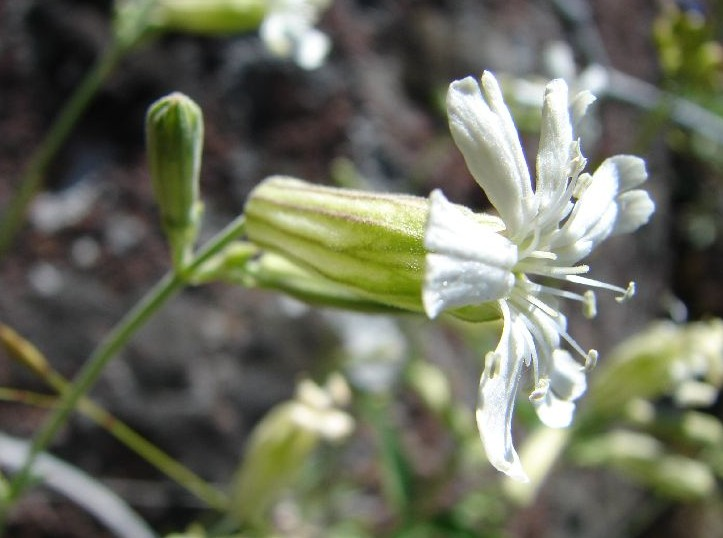
Blüte von Silene douglasii

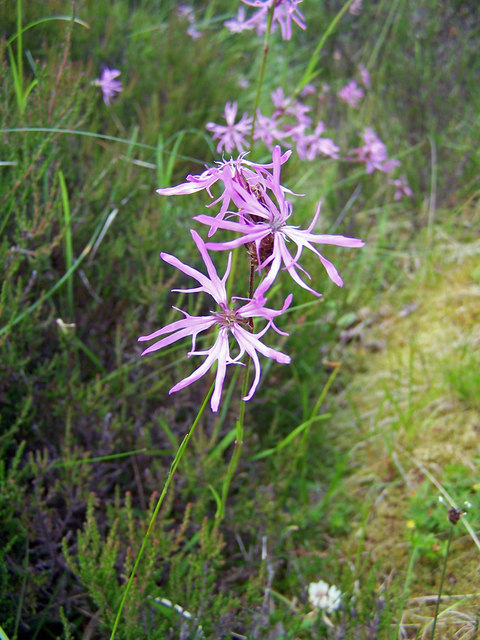
Blütenstand der Kuckucks-Lichtnelke (Silene flos-cuculi)

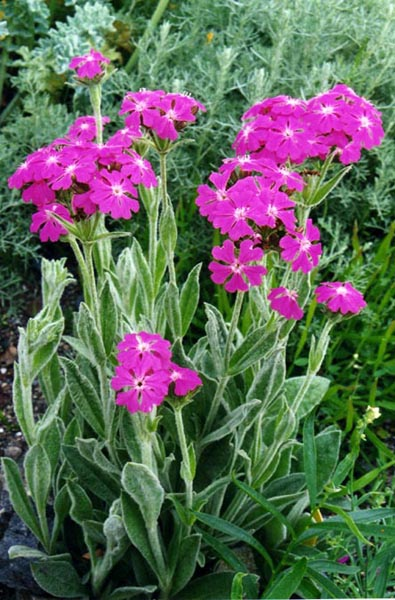
Habitus, Laubblätter und Blütenstände der Jupiternelke (Silene flos-jovis)

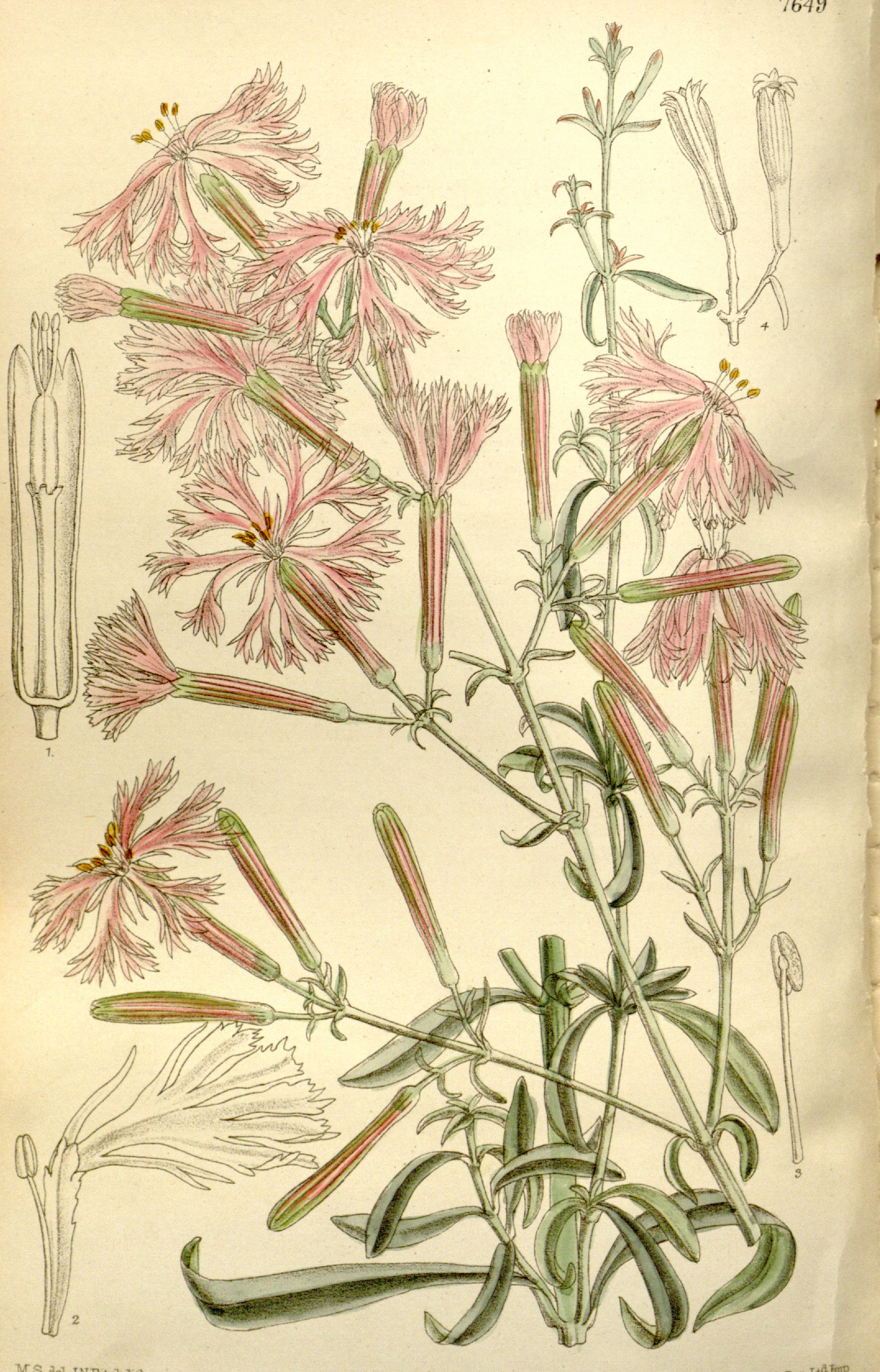
Illustration von Silene fortunei

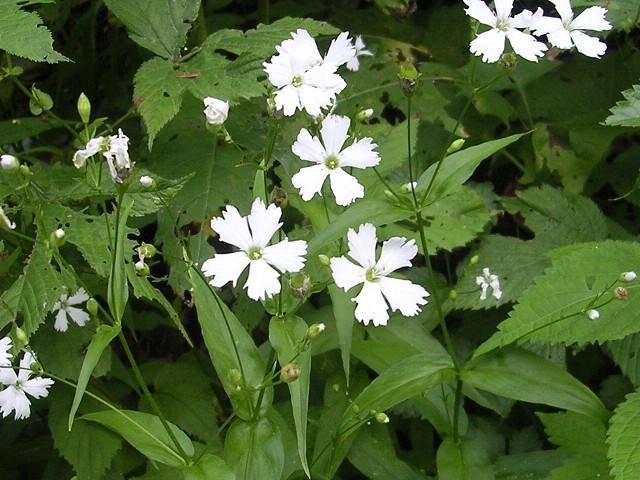
Blütenstand und Blüten von Silene gracillima

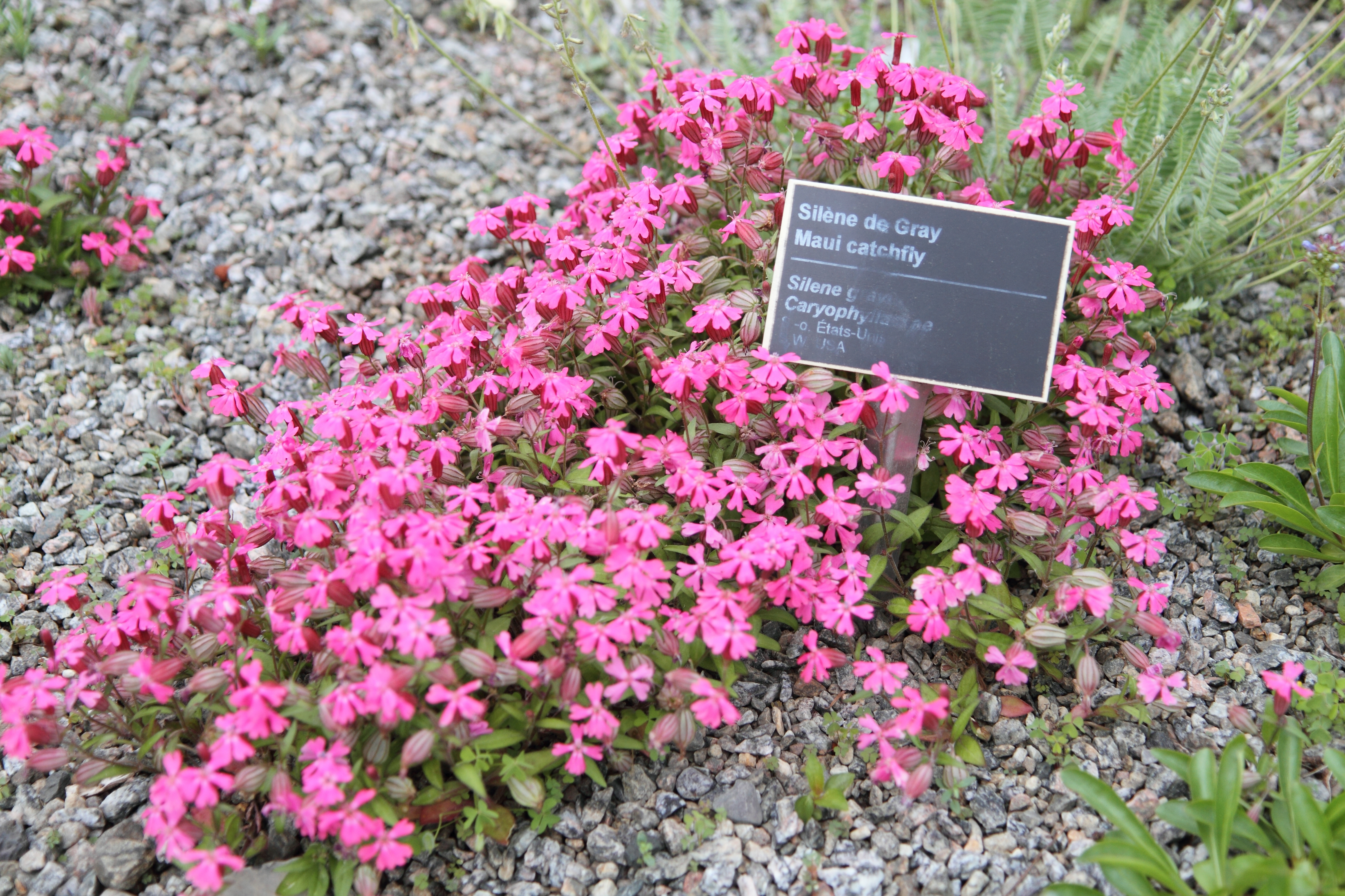
Habitus und Blüten von Silene grayi

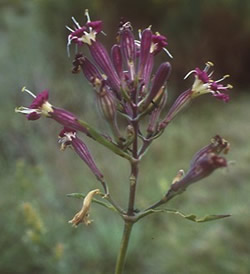
Blütenstand von Silene hicesiae

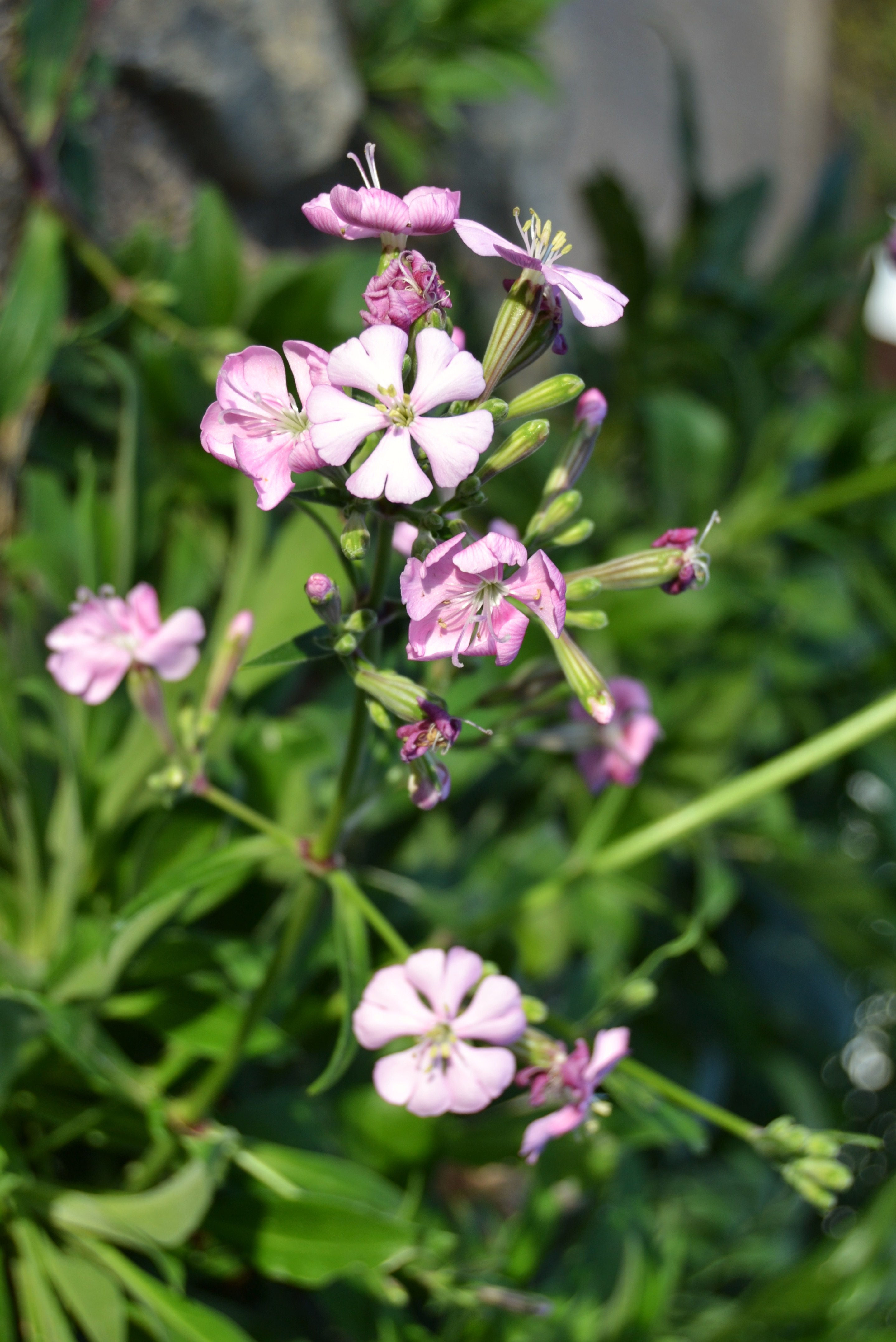
Silene hifacensis

Hier eine Auswahl an Arten:

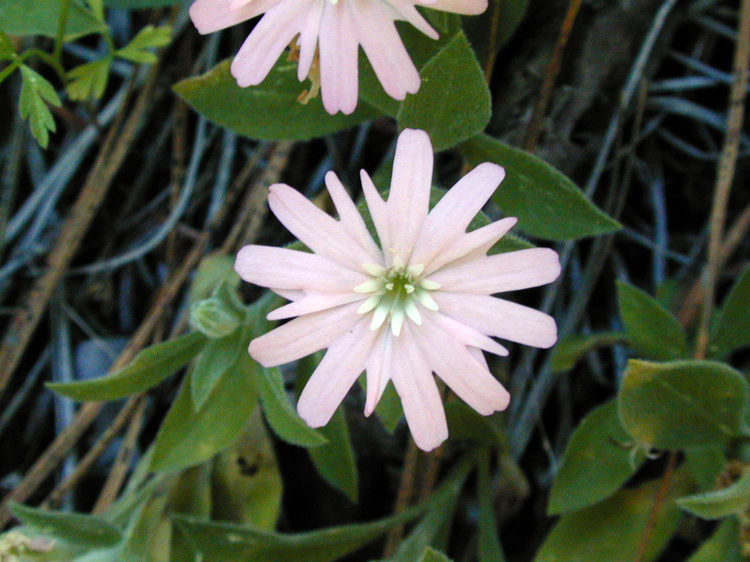
Blüte von Silene hookeri

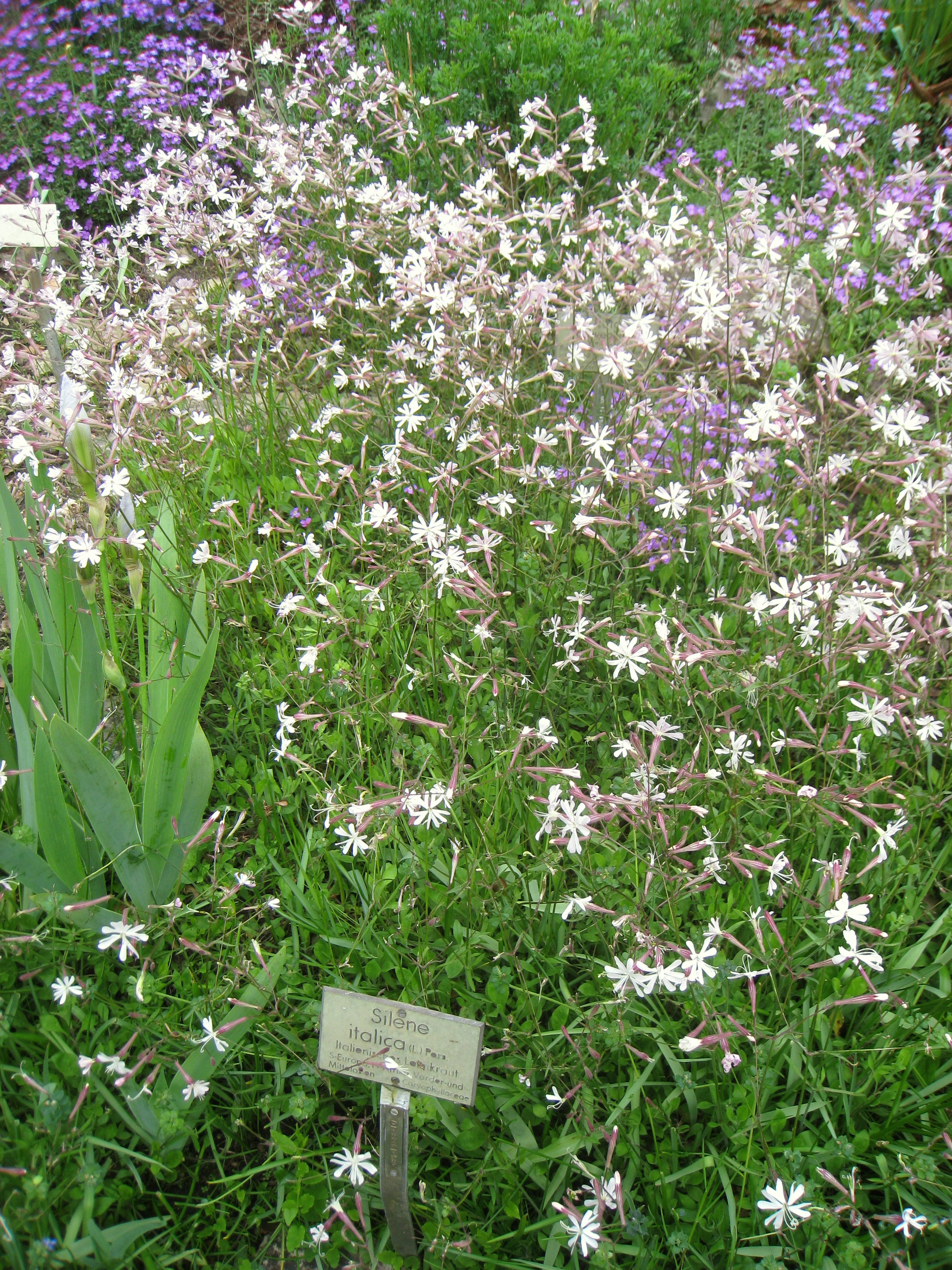
Habitus und Blütenstände des Italienischen Leimkraut (Silene italica)

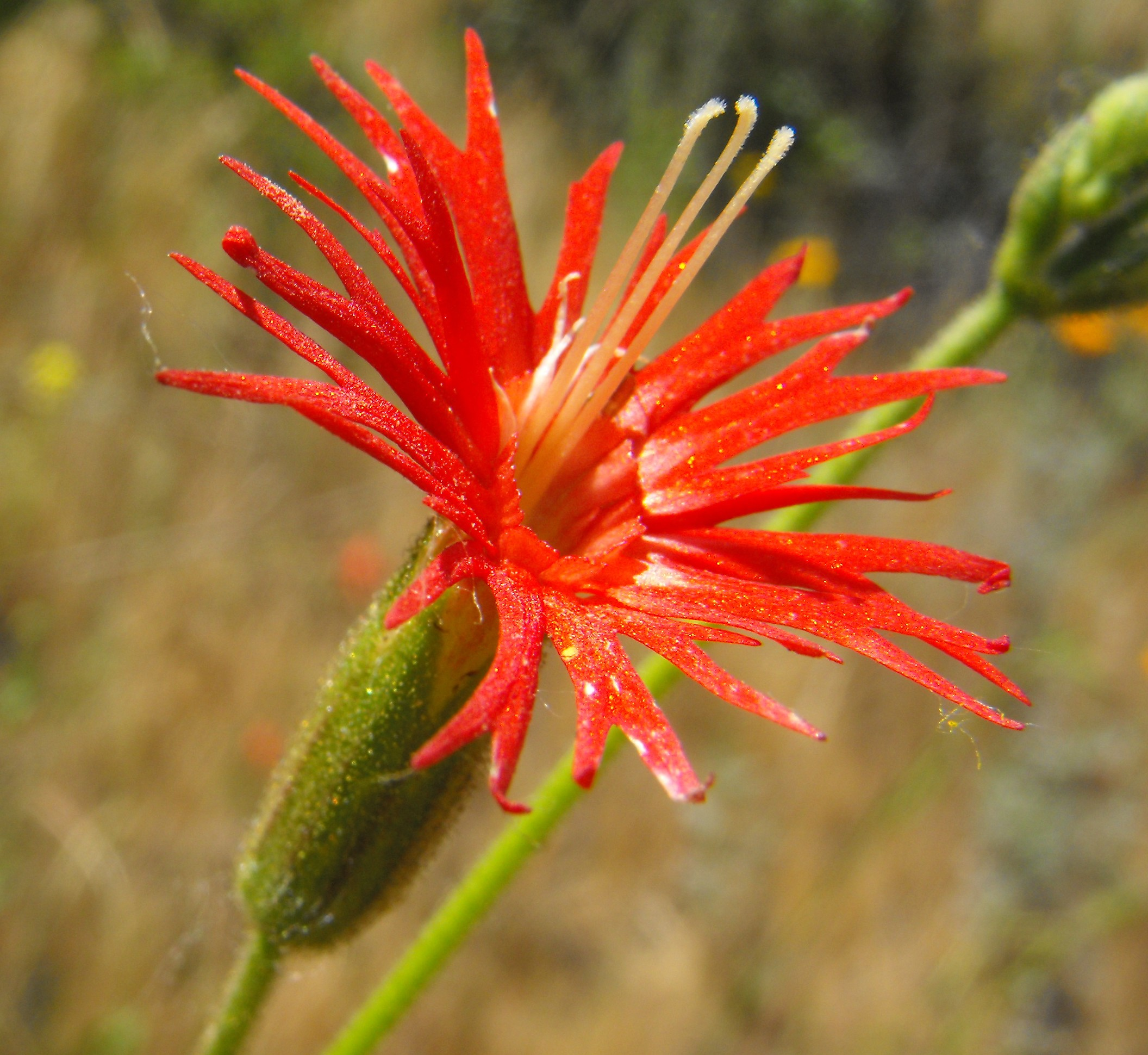
Blüte von Silene laciniata

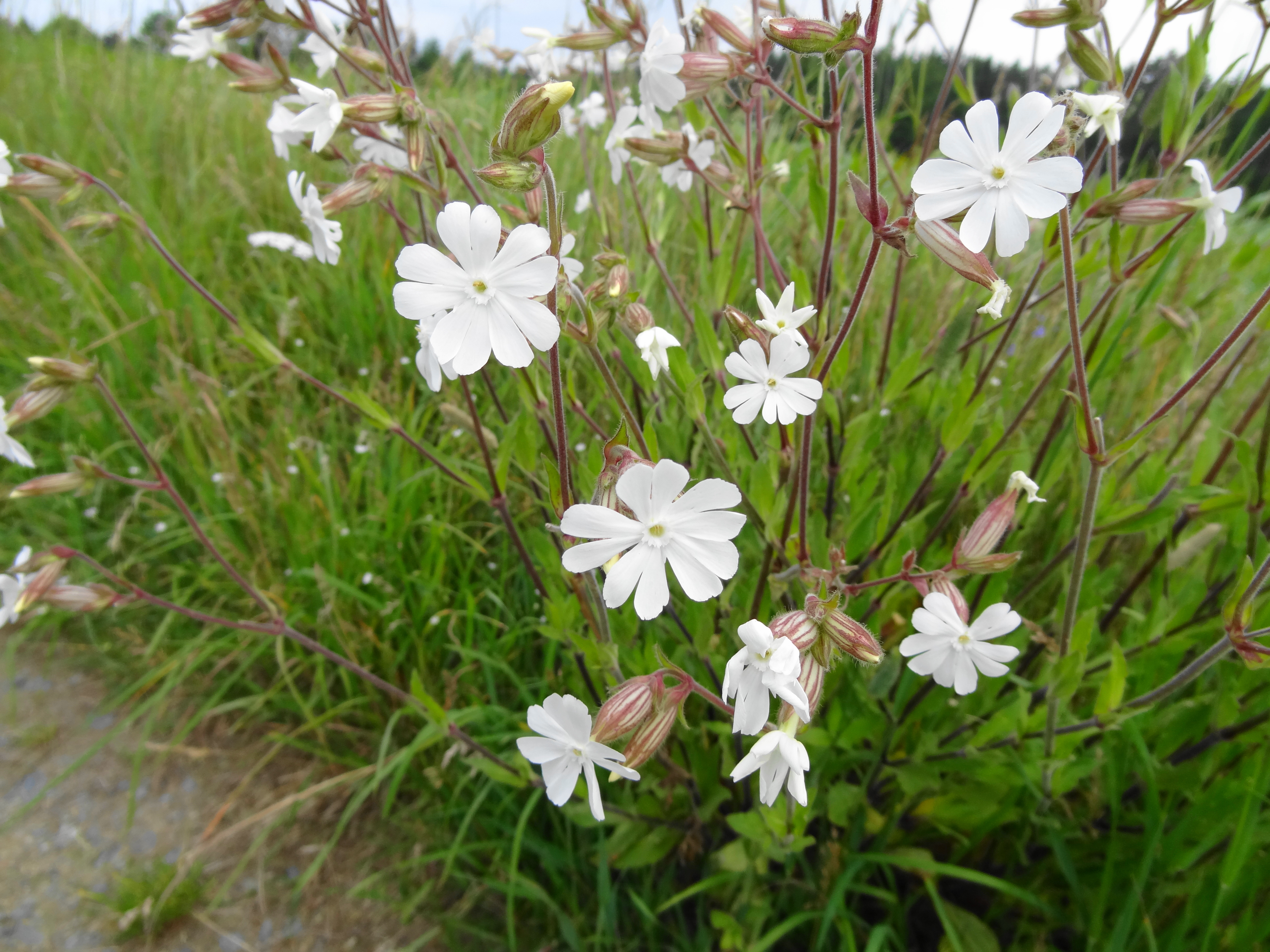
Blütenstände der Weißen Lichtnelke (Silene latifolia)

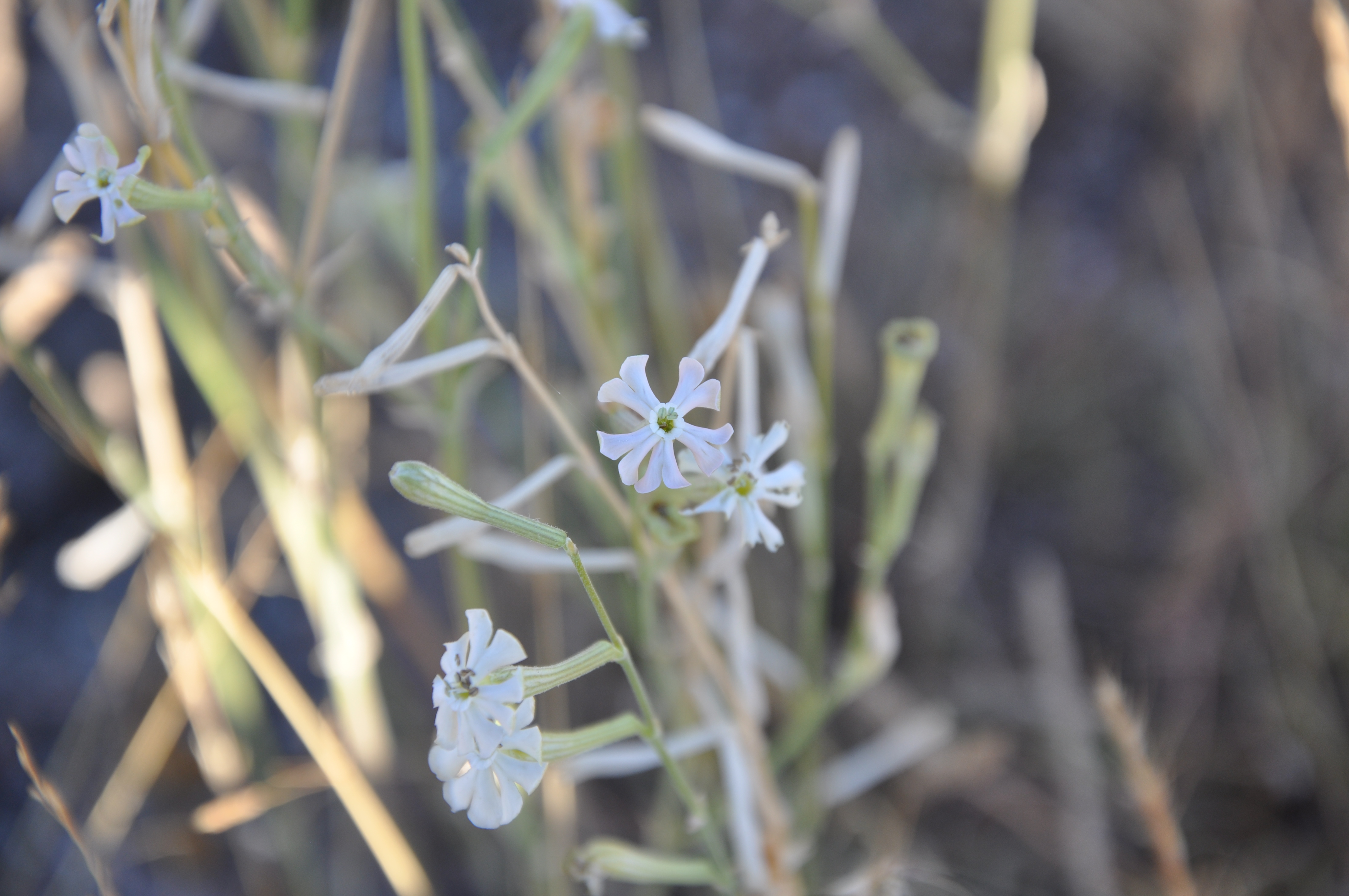
Blüten von Silene legionensis

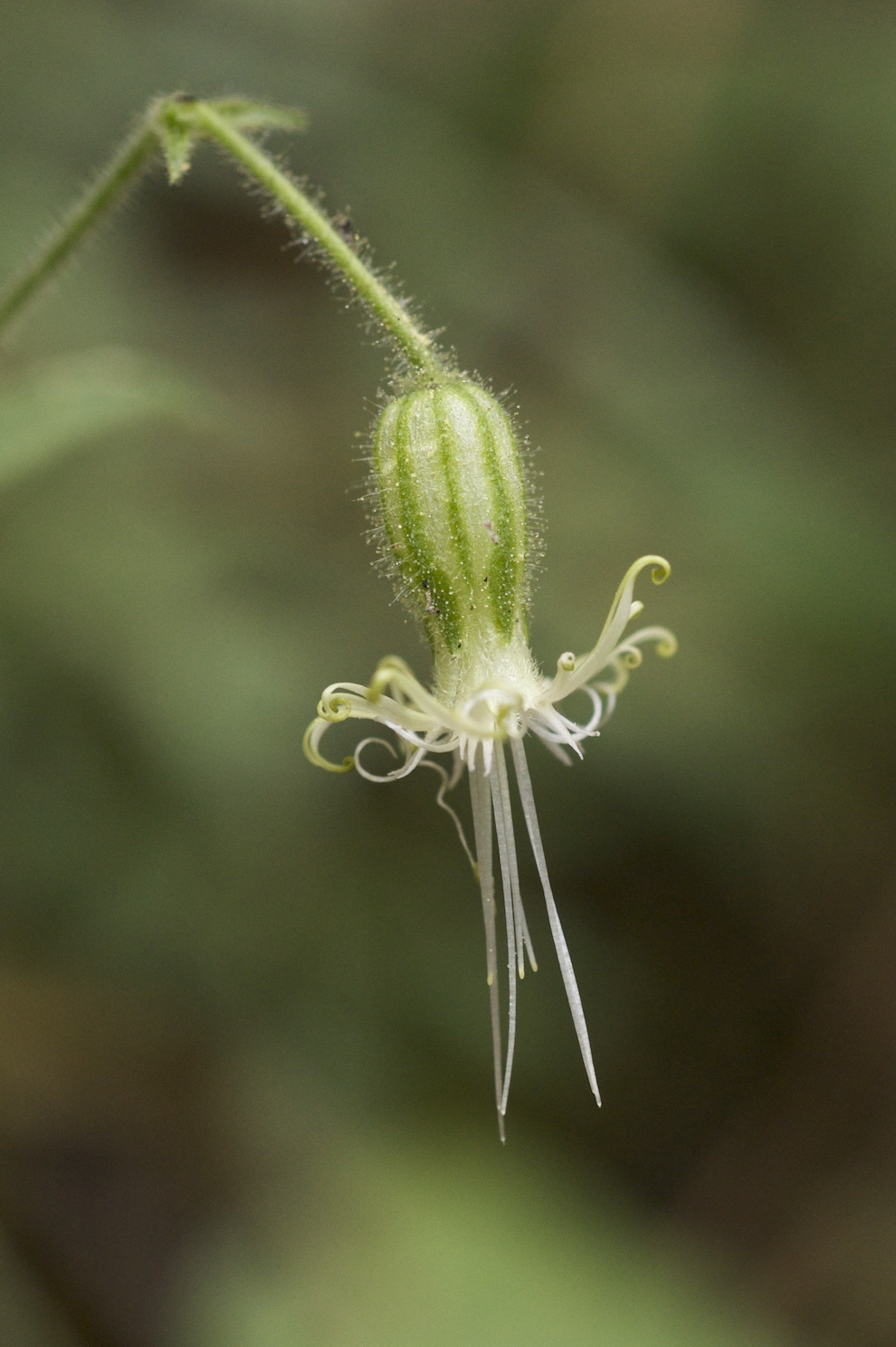
Gestielte Blüte von Silene lemmonii; die freien Griffel und die Drüsenhaare sind gut zu erkennen

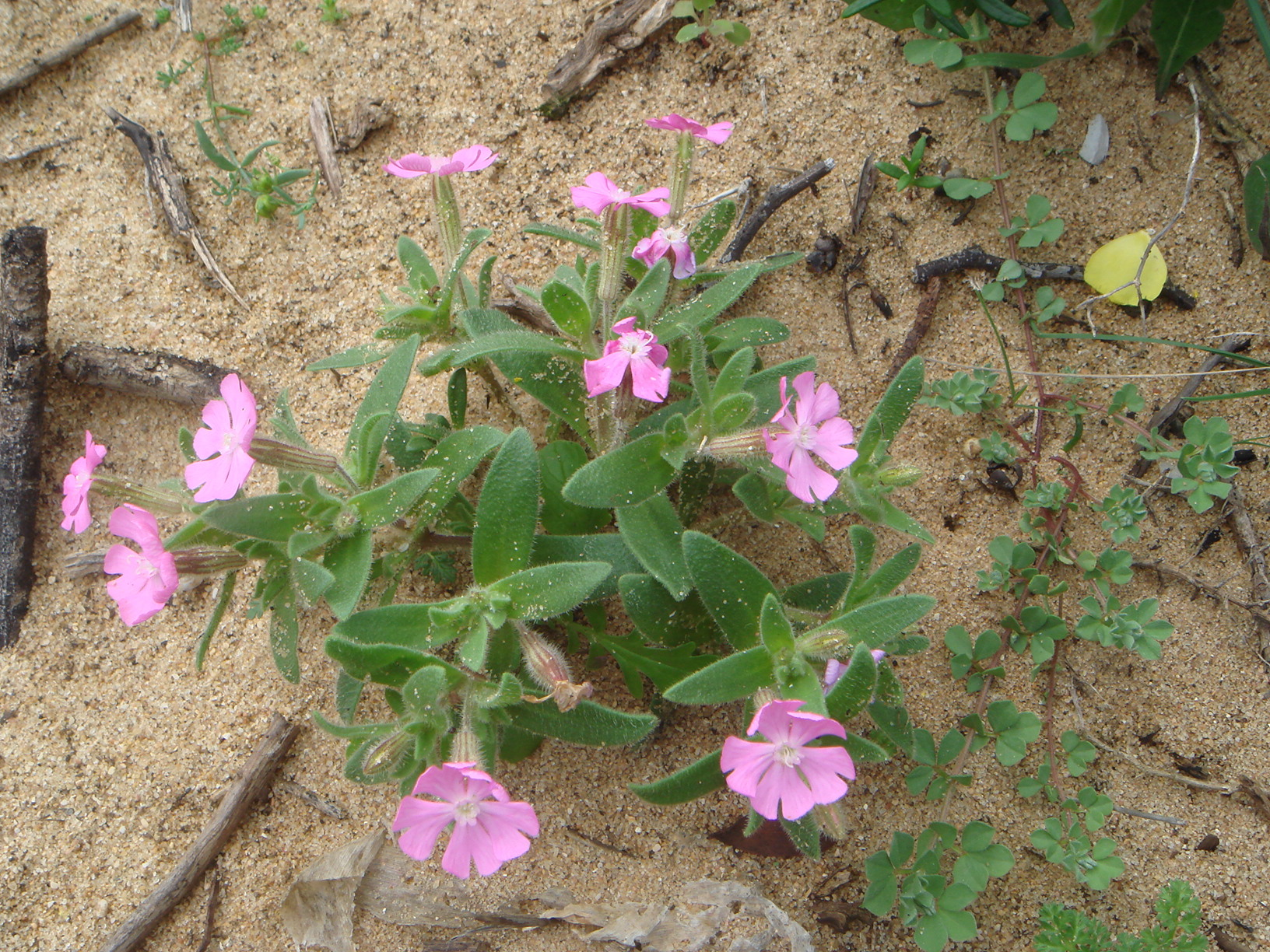
Silene littorea

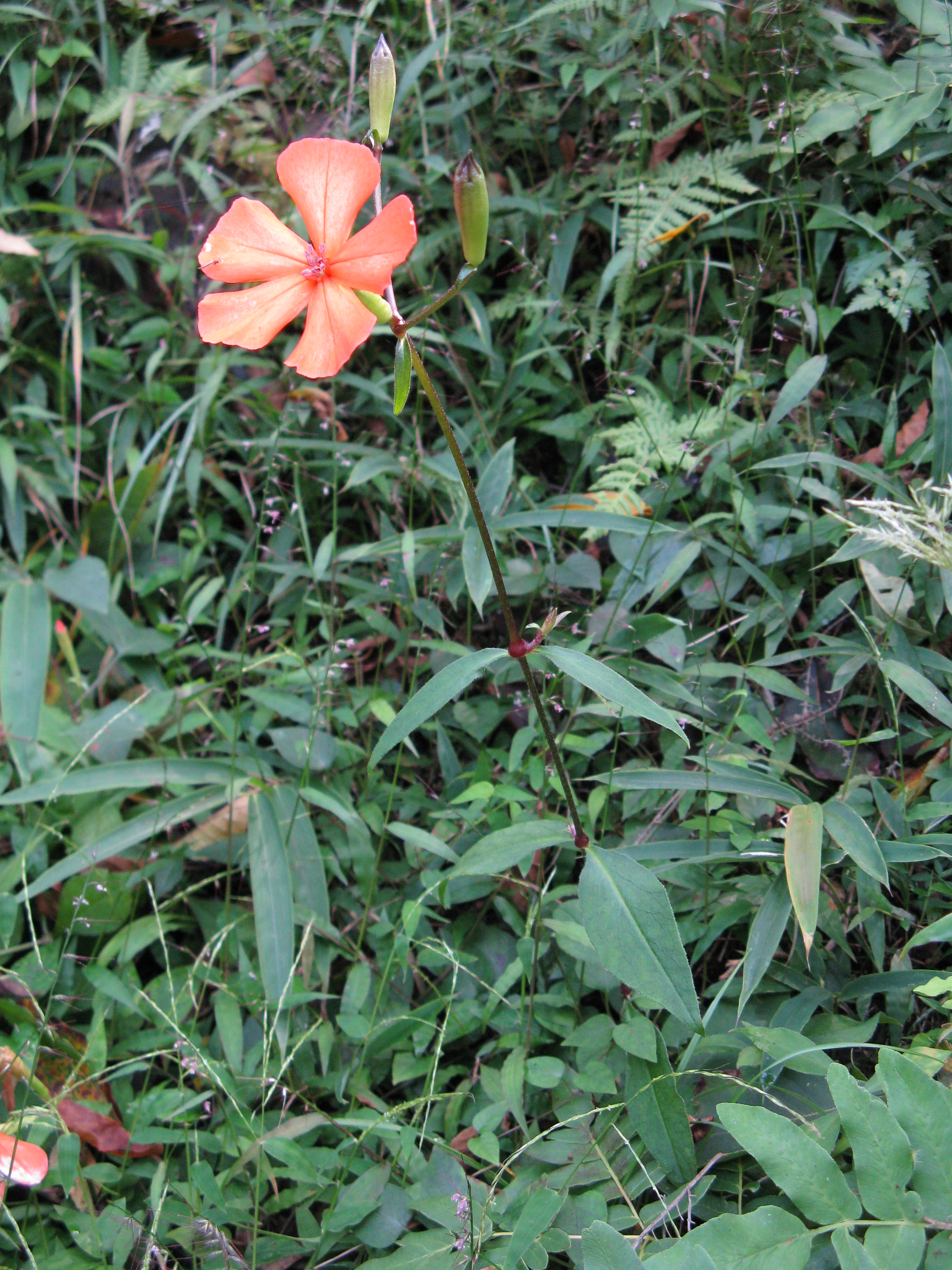
Habitus, Laubblätter und Blütenstand von Silene miqueliana

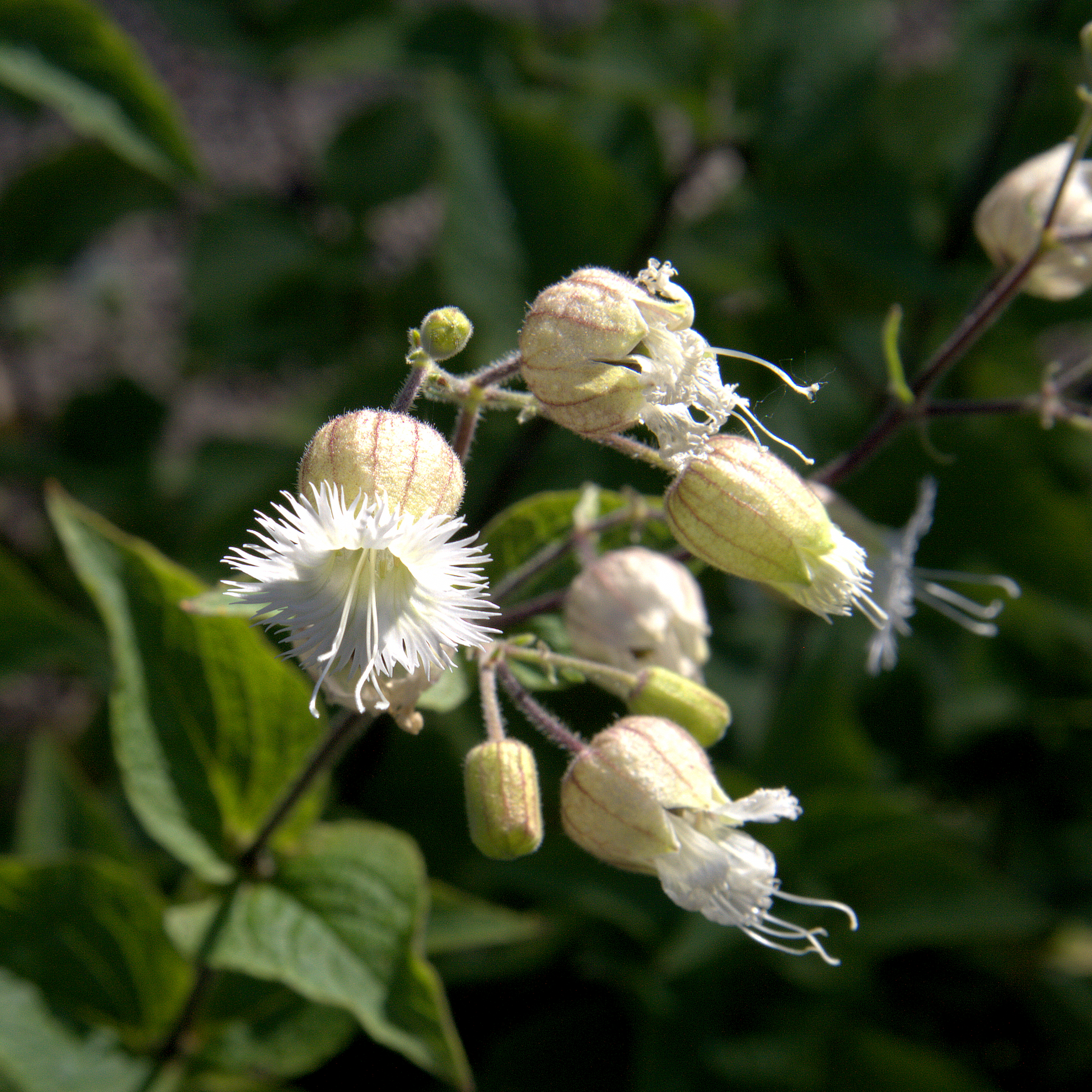
Blütenstand von Silene multifida

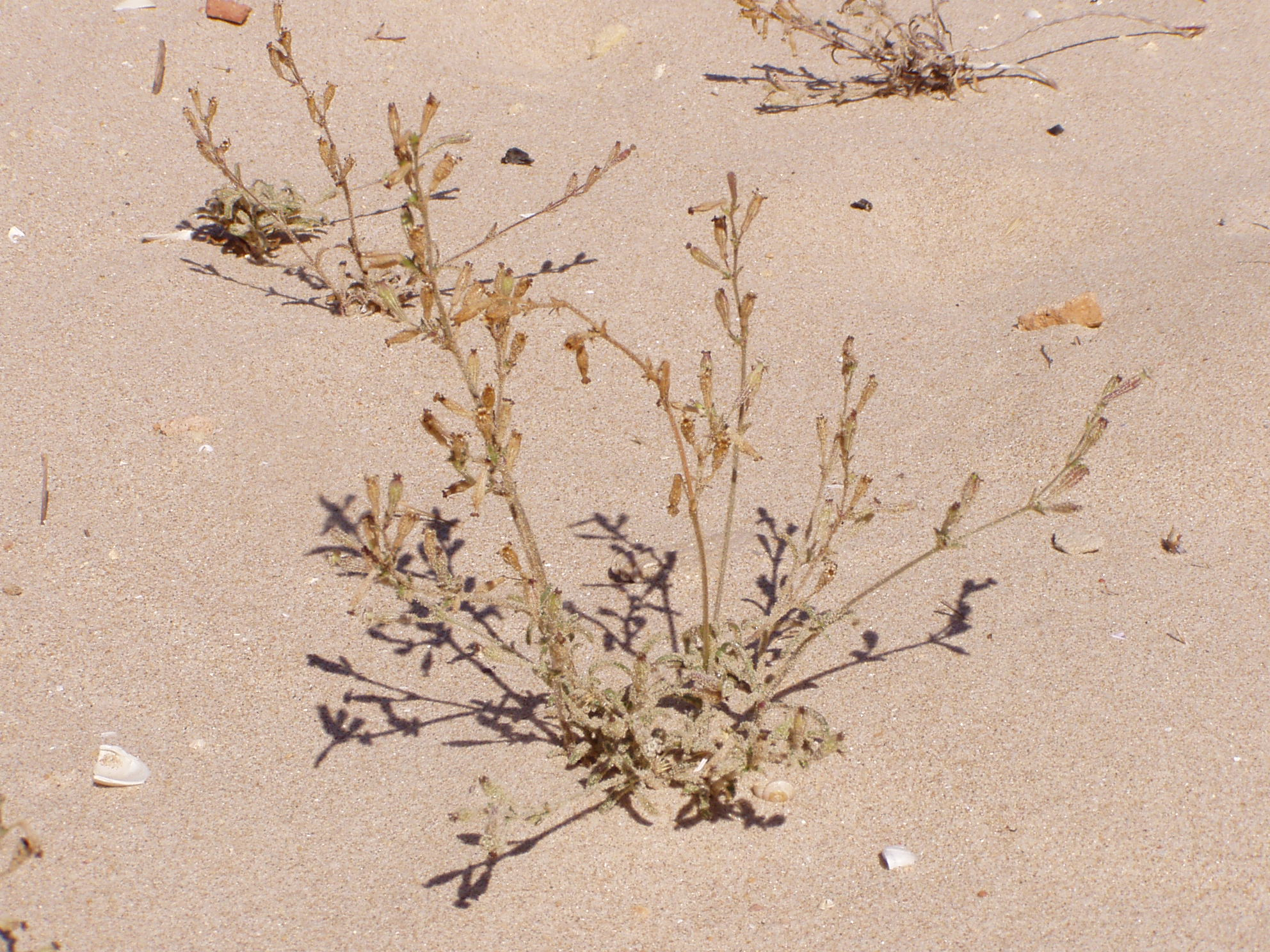
Habitat und Habitus von Silene nicaeensis

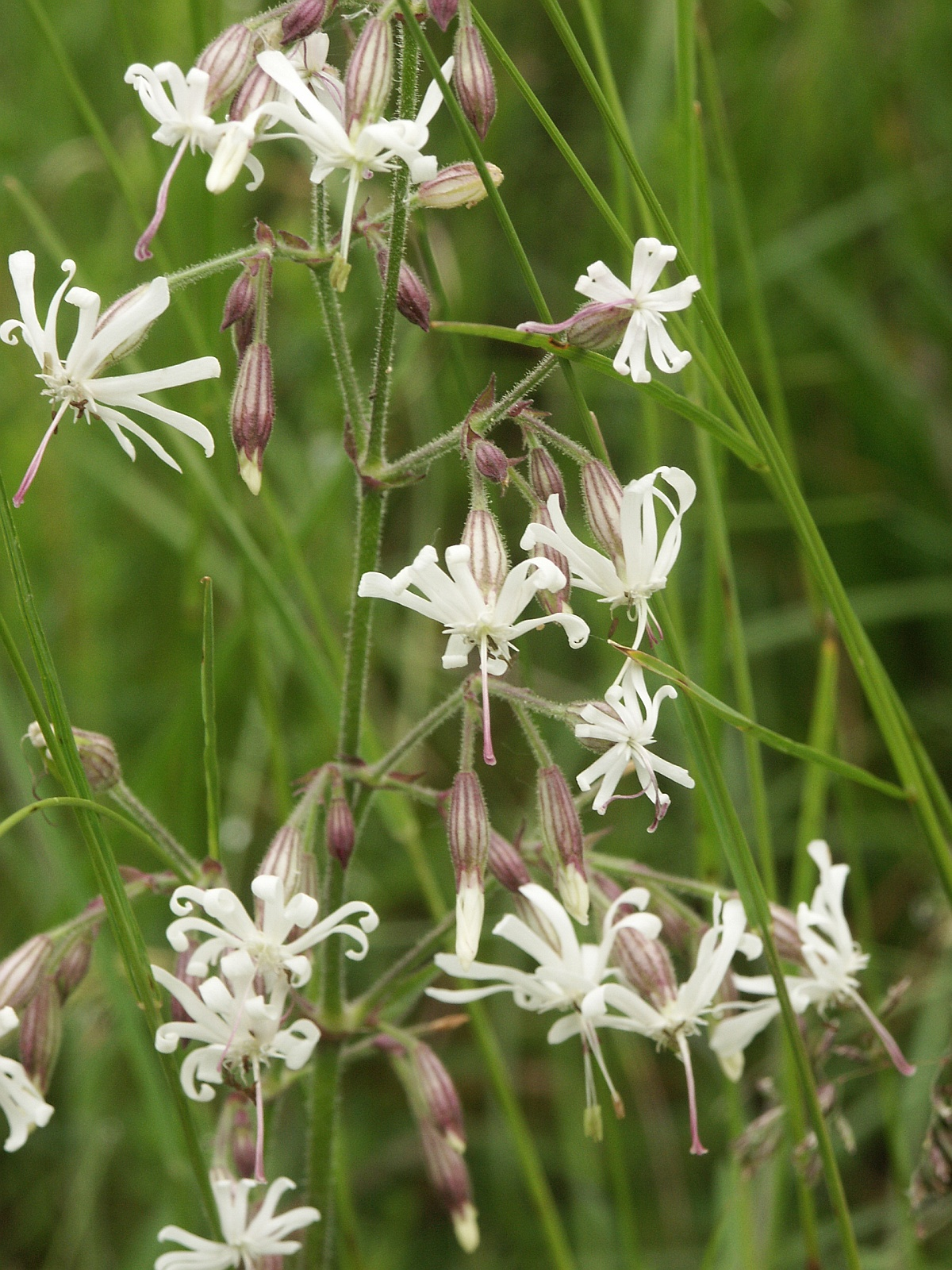
Nickendes Leimkraut (Silene nutans)

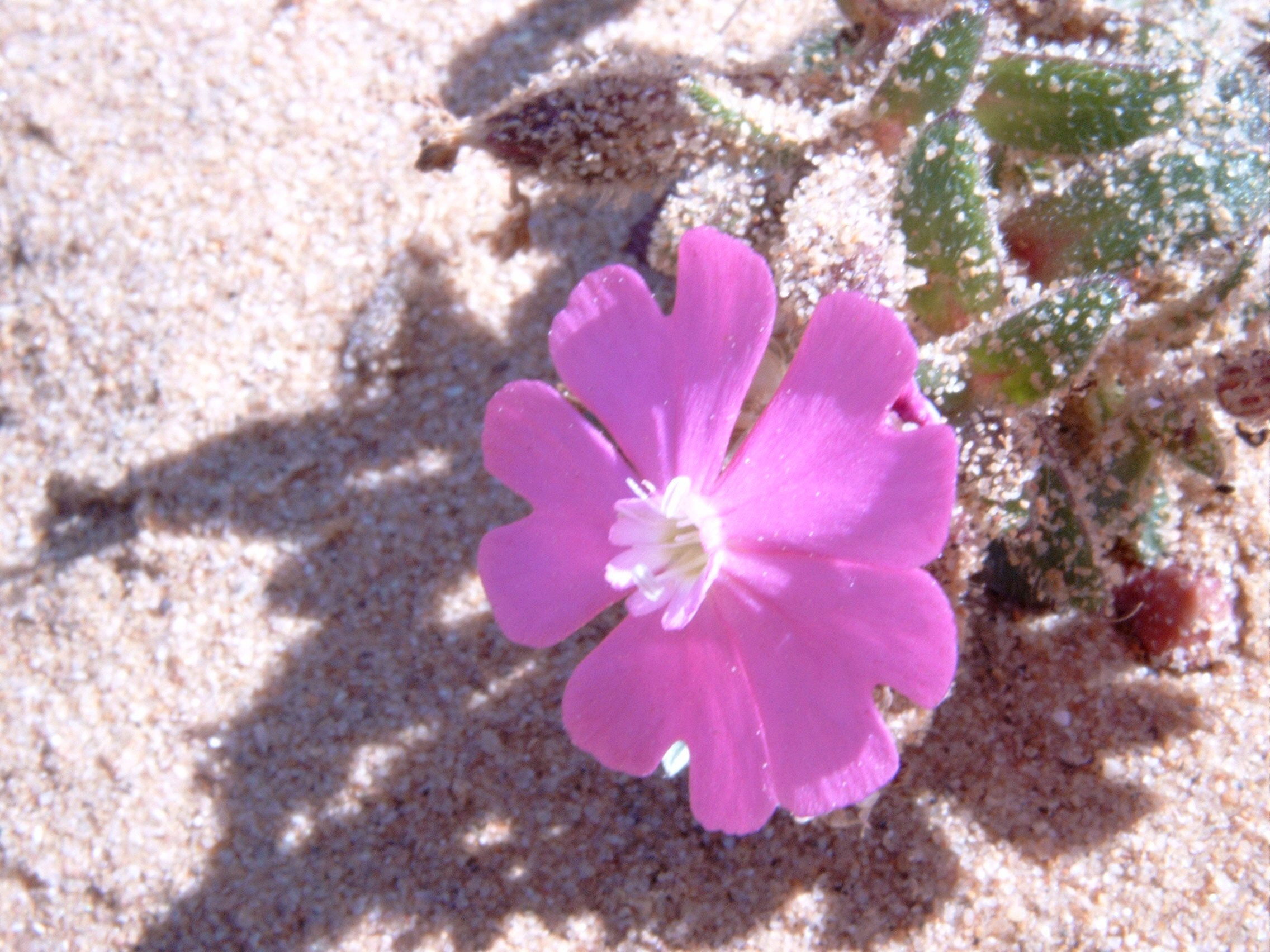
Blüte und Laubblätter von Silene obtusifolia

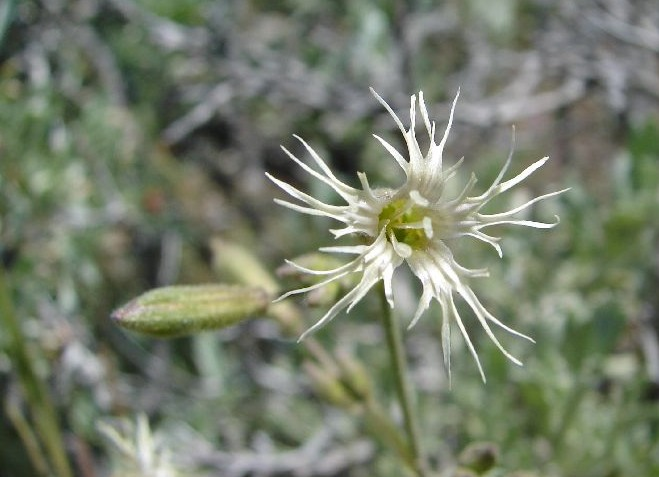
Silene oregana

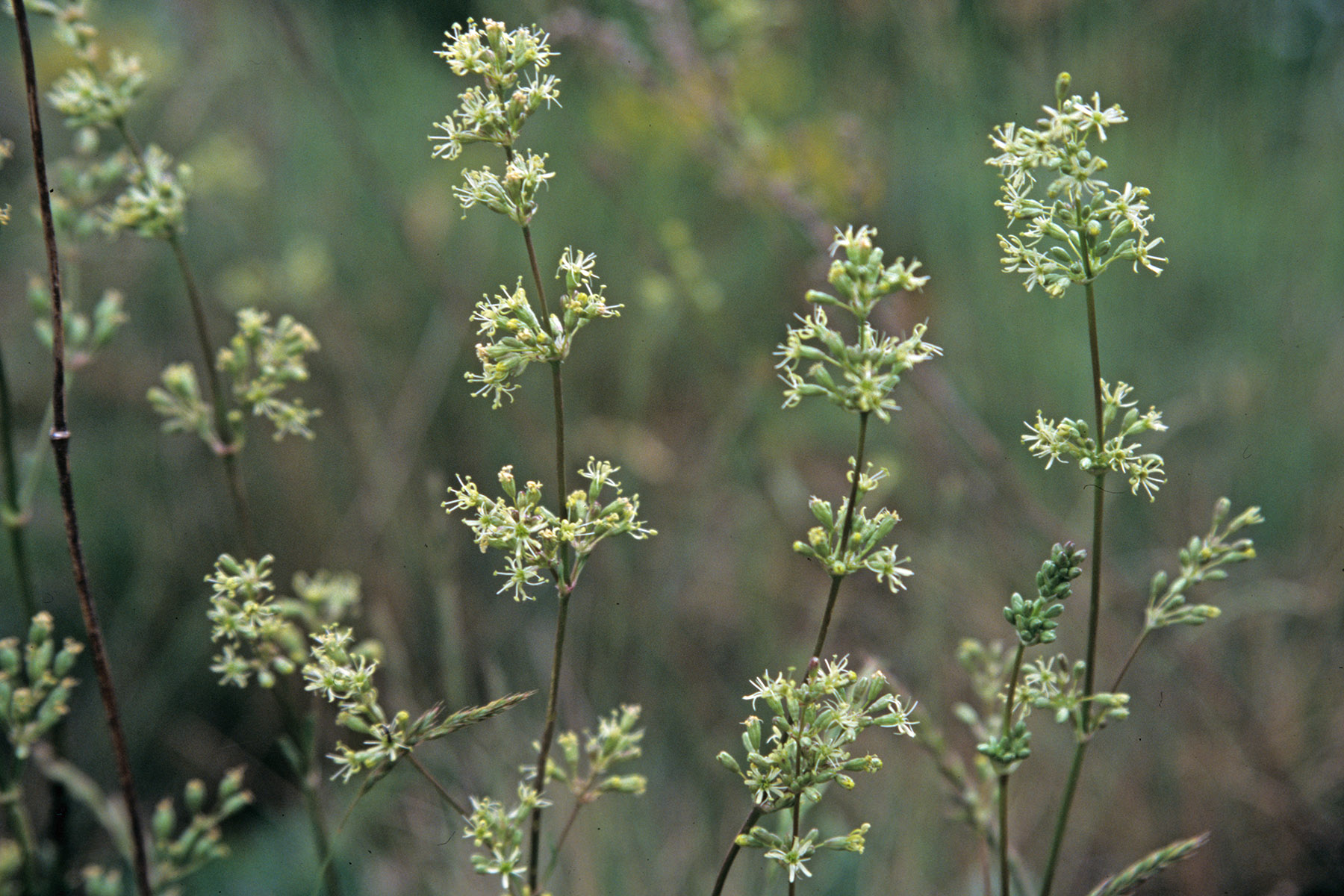
Ohrlöffel-Leimkraut (Silene otites)

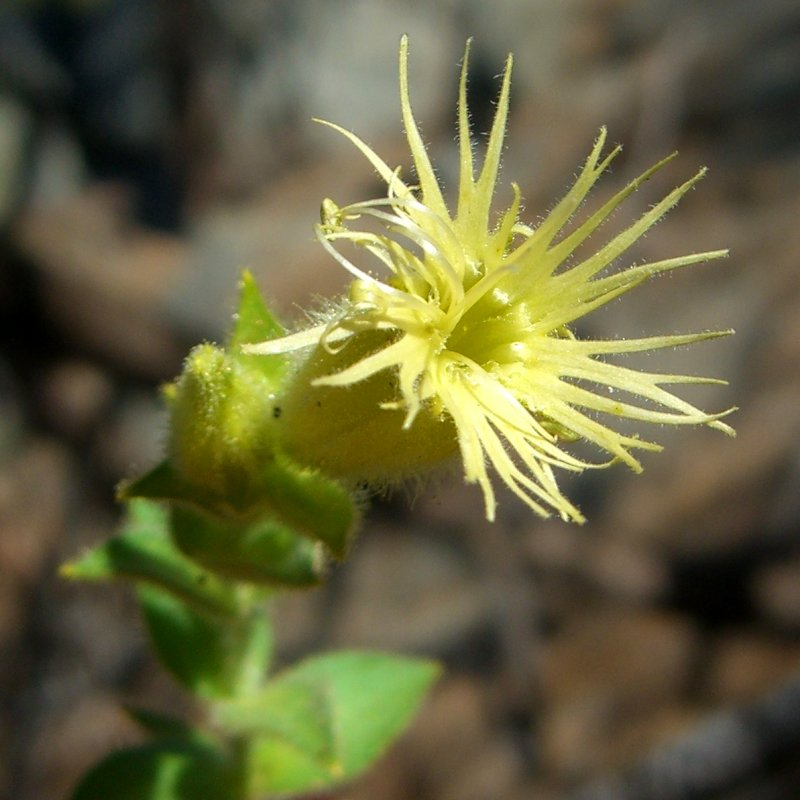
Blüte von Silene parishii

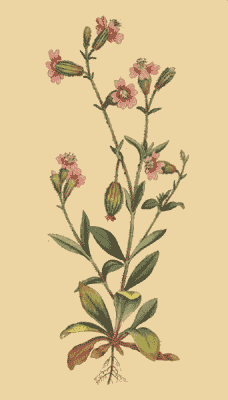
Illustration des Hängenden Leimkraut (Silene pendula)

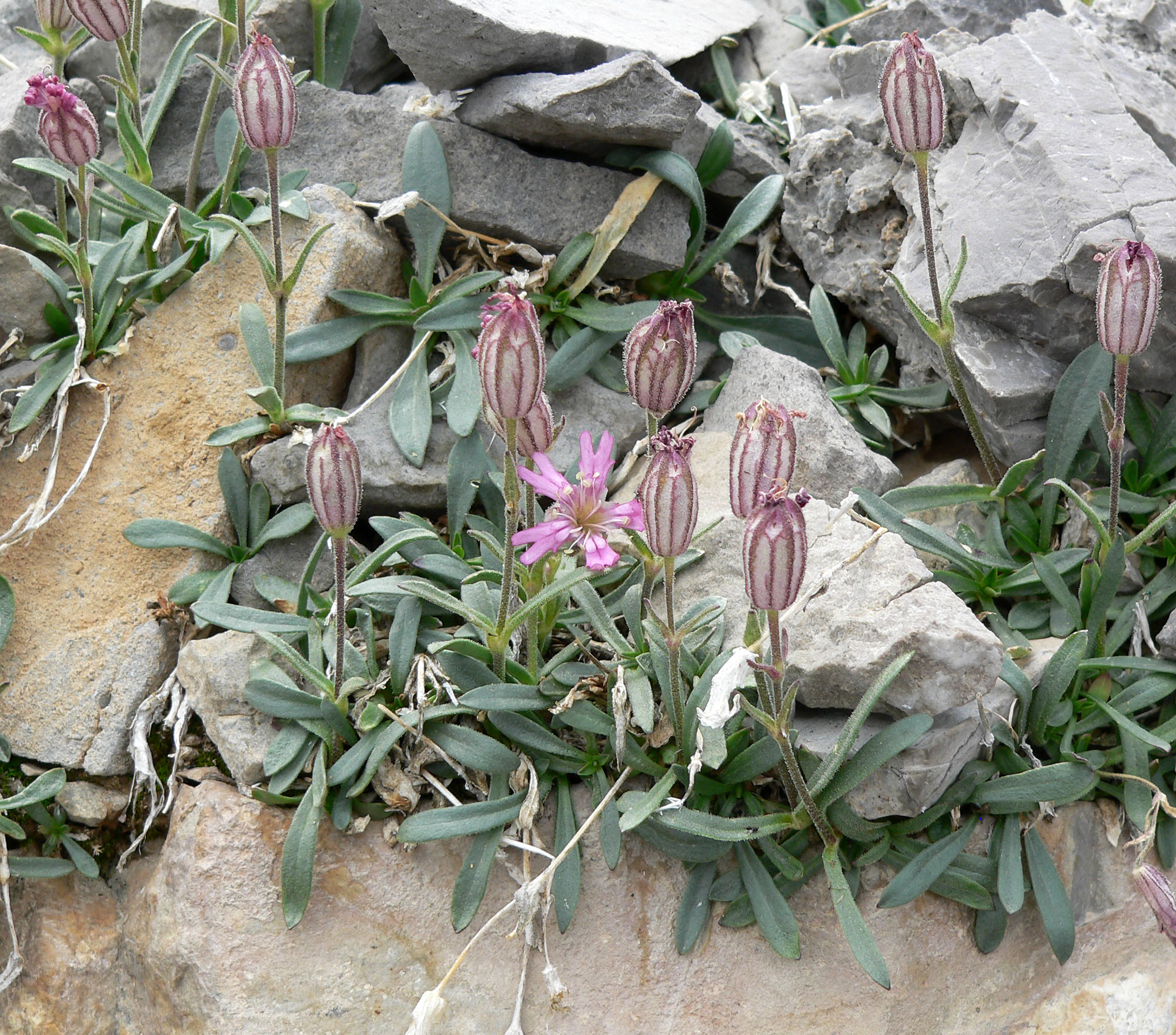
Habitus, Laubblätter und Blütenstände von Silene petersonii

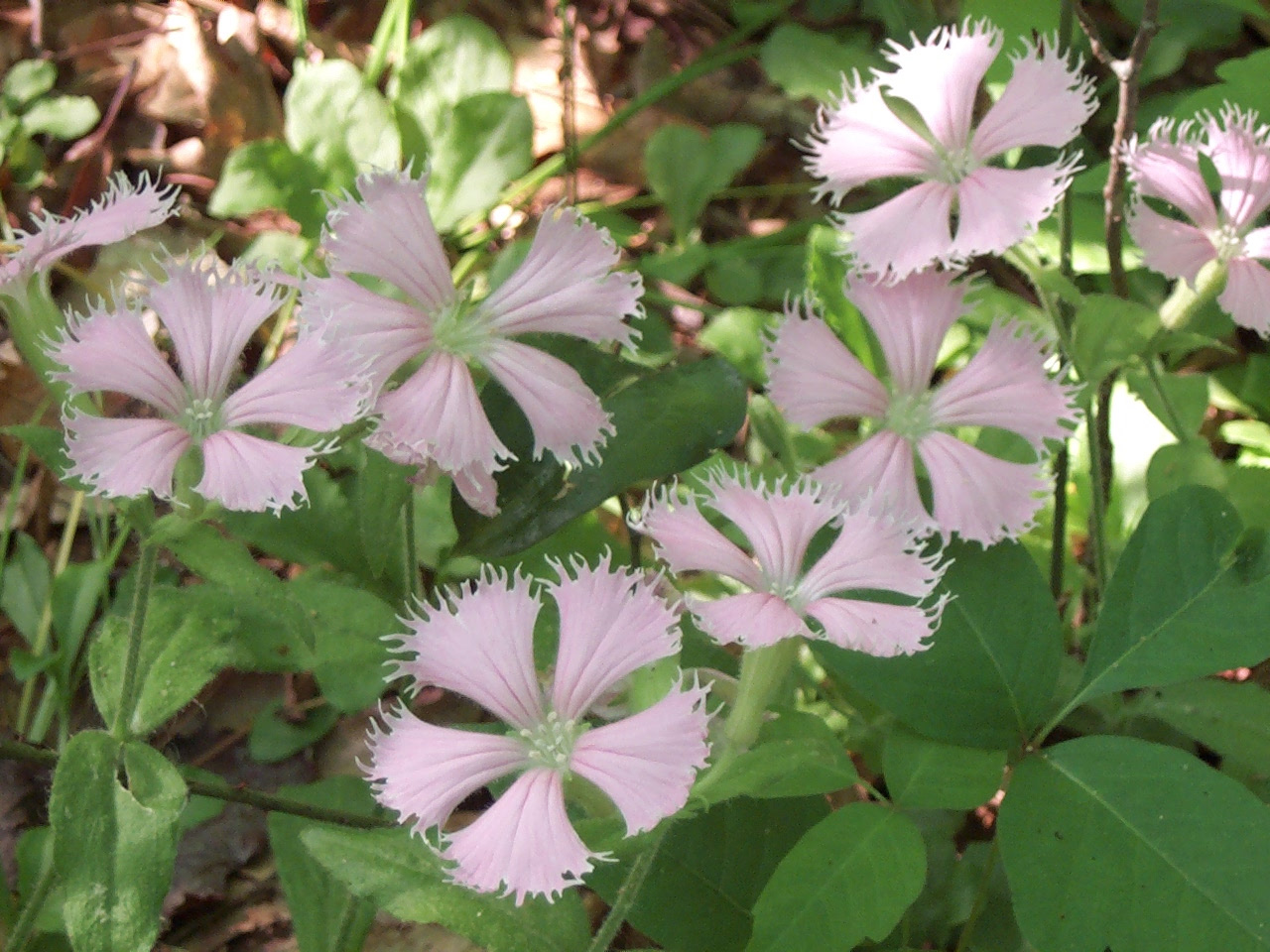
Blüten mit gefransten Kronblättern von Silene polypetala

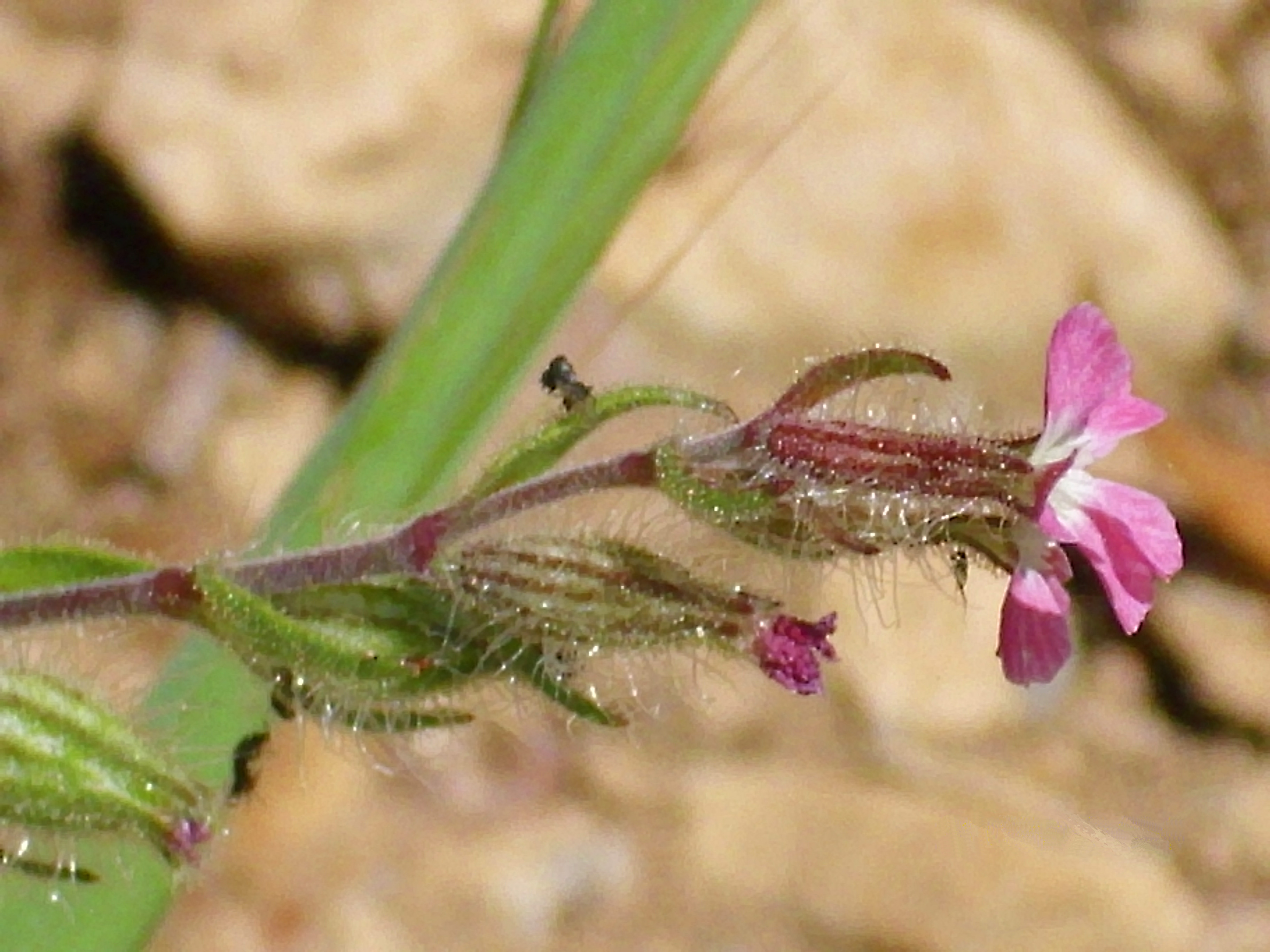
Ausschnitt eines Blütenstandes von Silene psammitis

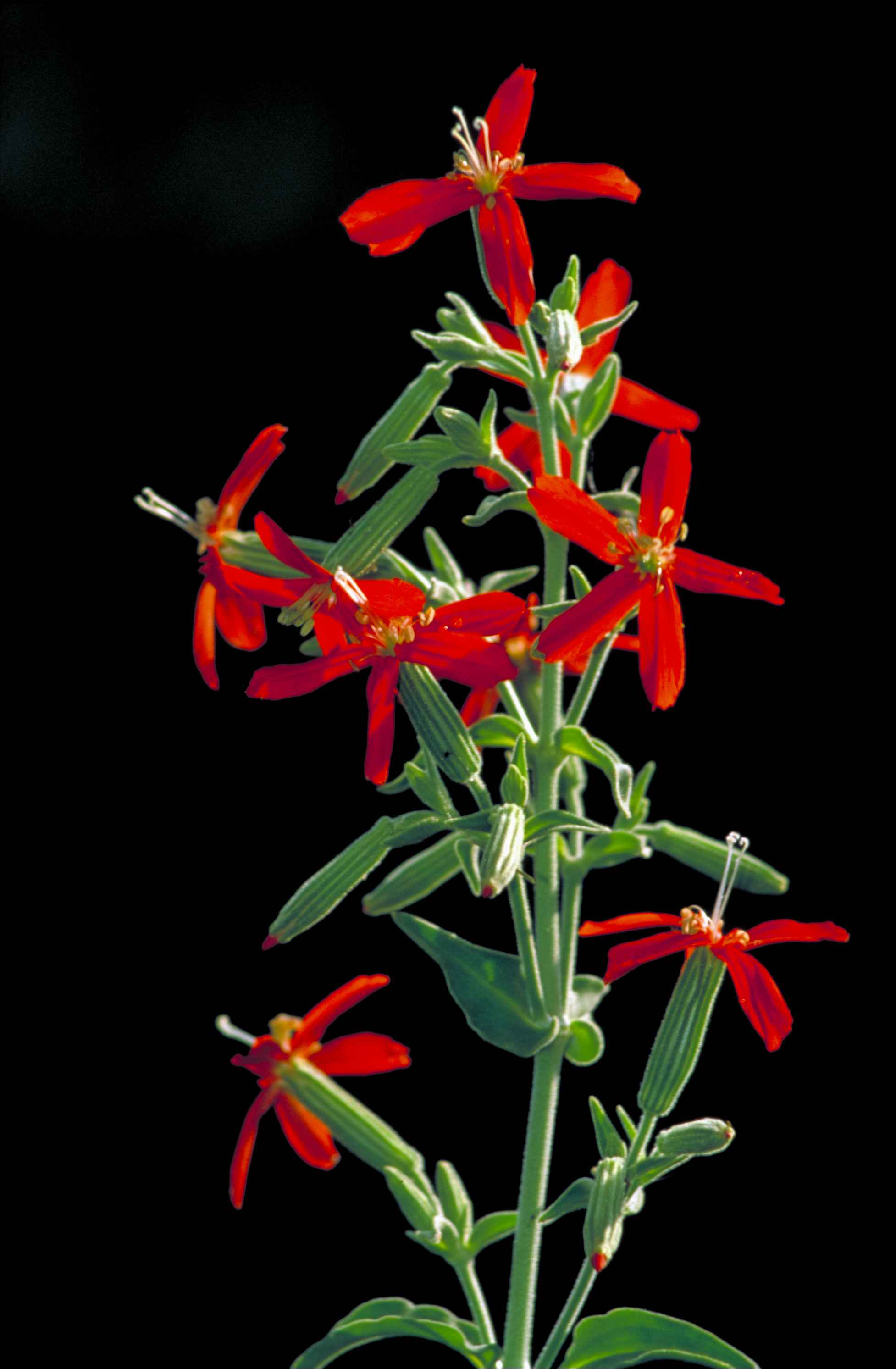
Blütenstand von Silene regia

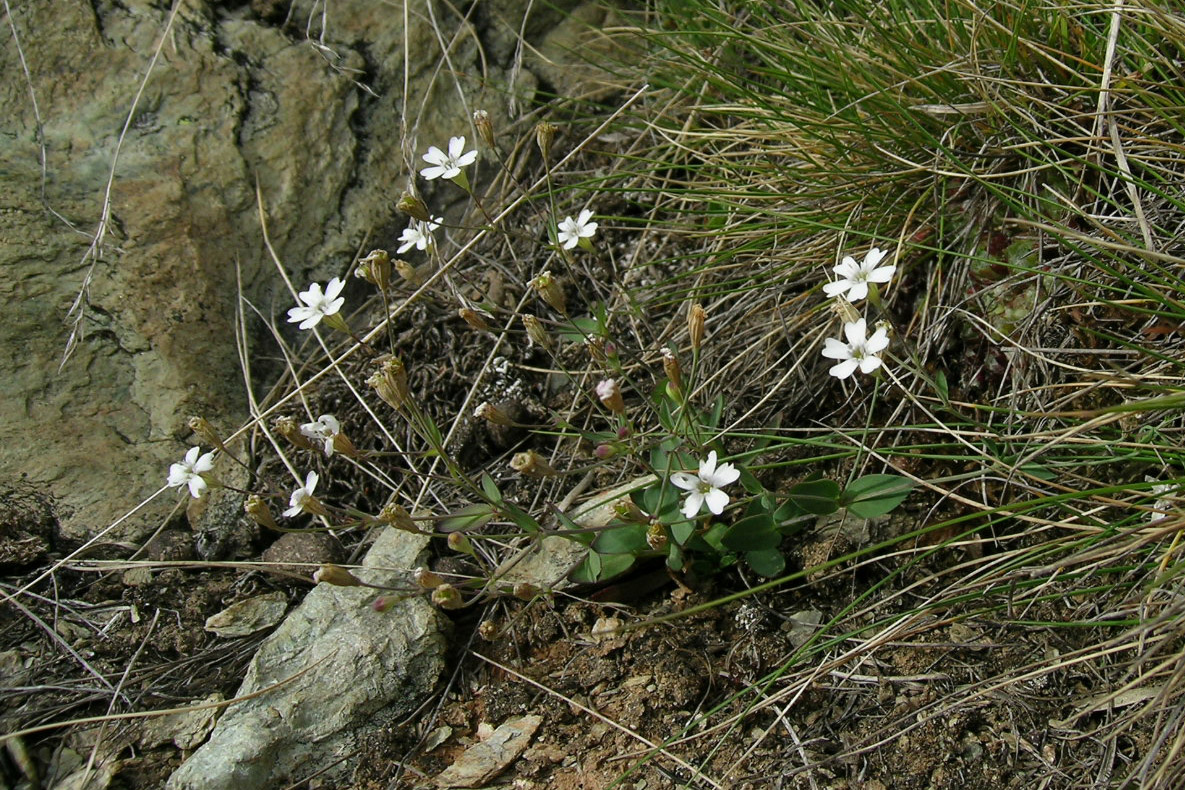
Habitus, Laubblätter und Blütenstand des Felsen-Leimkrauts (Silene rupestris)

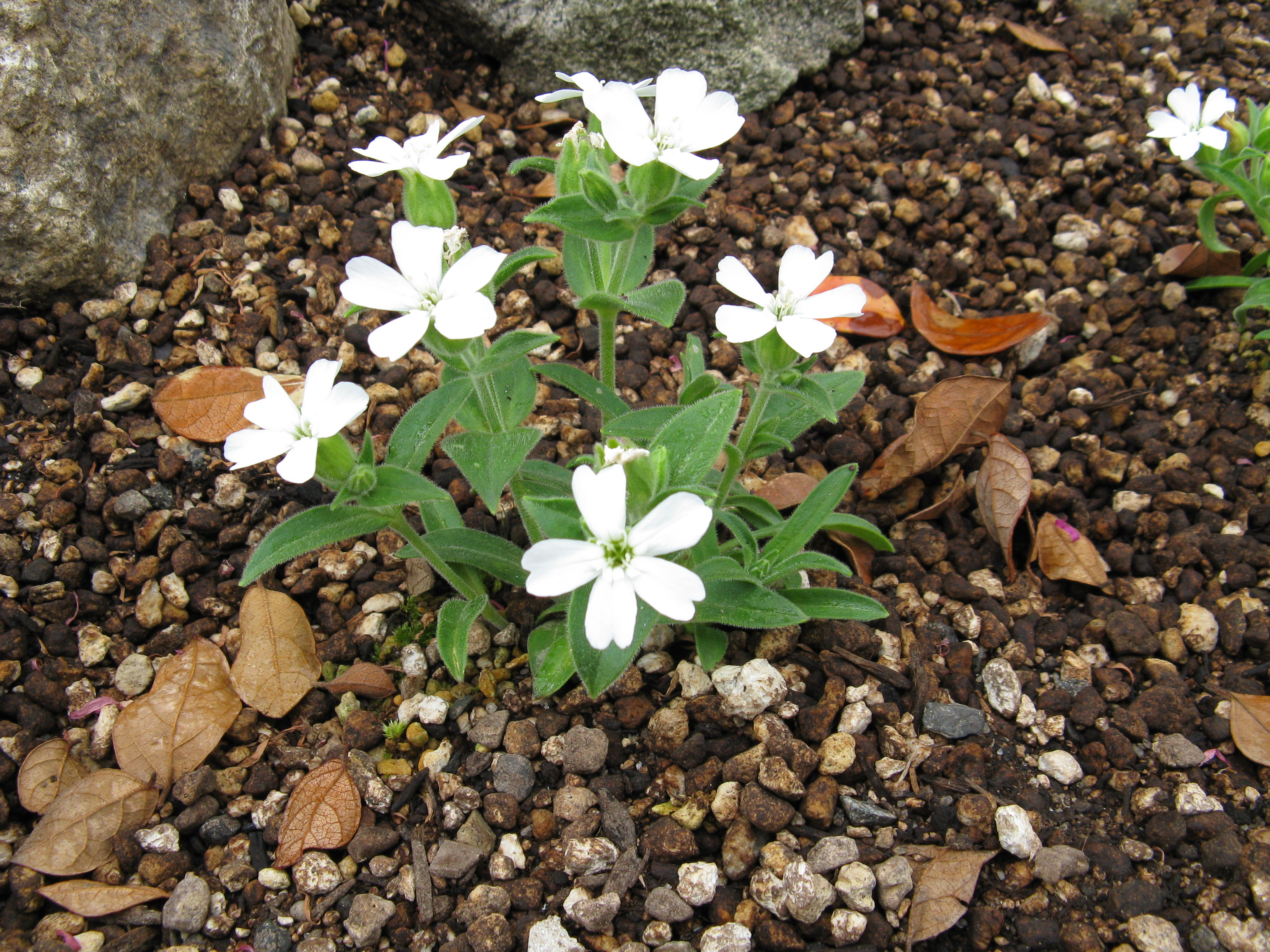
Habitus, Laubblätter und Blütenstände von Silene sachalinensis

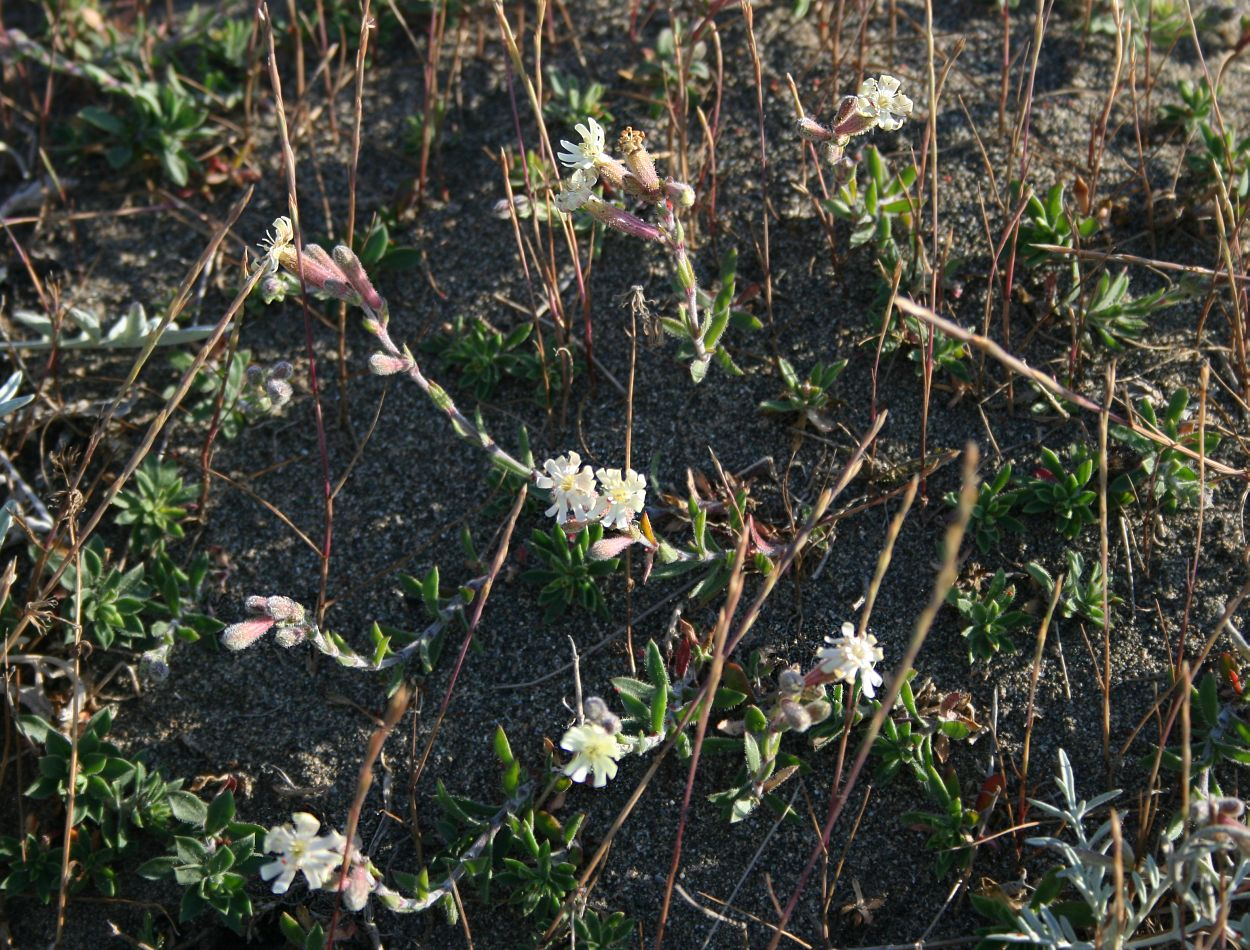
Silene sangaria

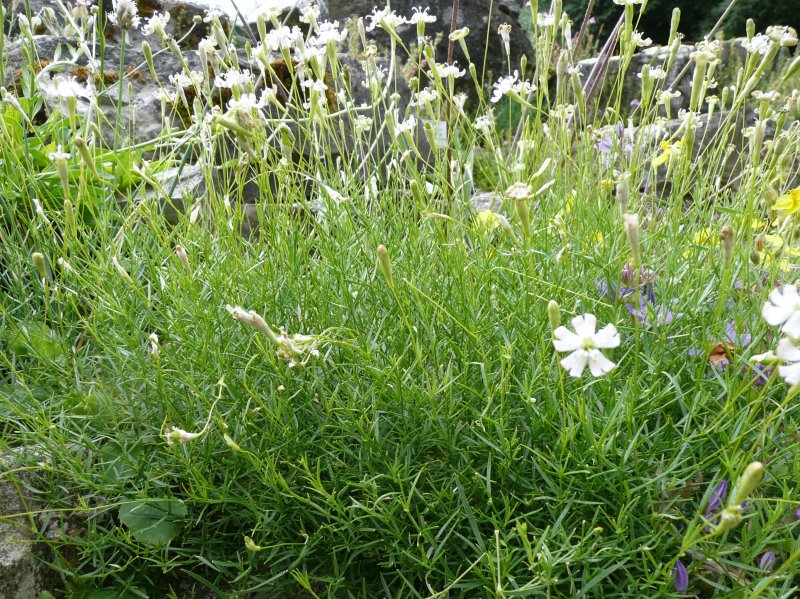
Habitus, Laubblätter und Blütenstände von Silene saxifraga

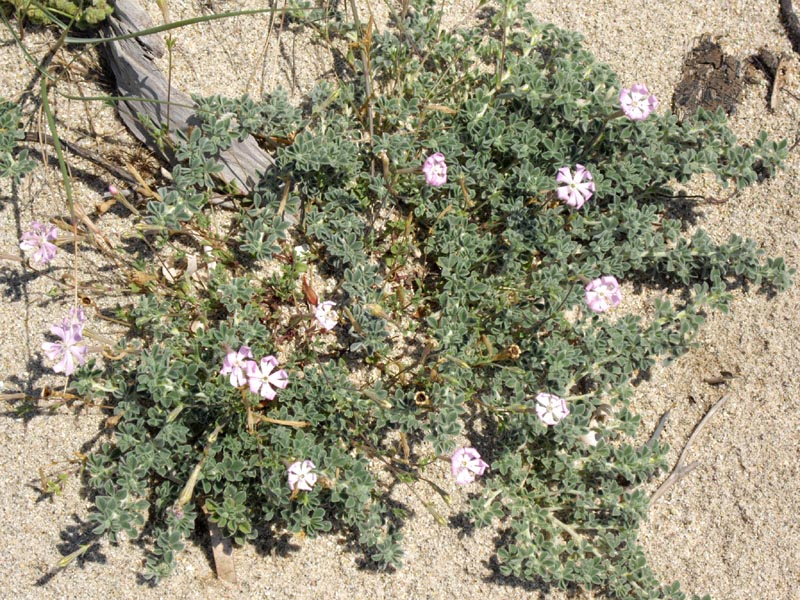
Habitus, Laubblätter und Blüten von Silene sericea

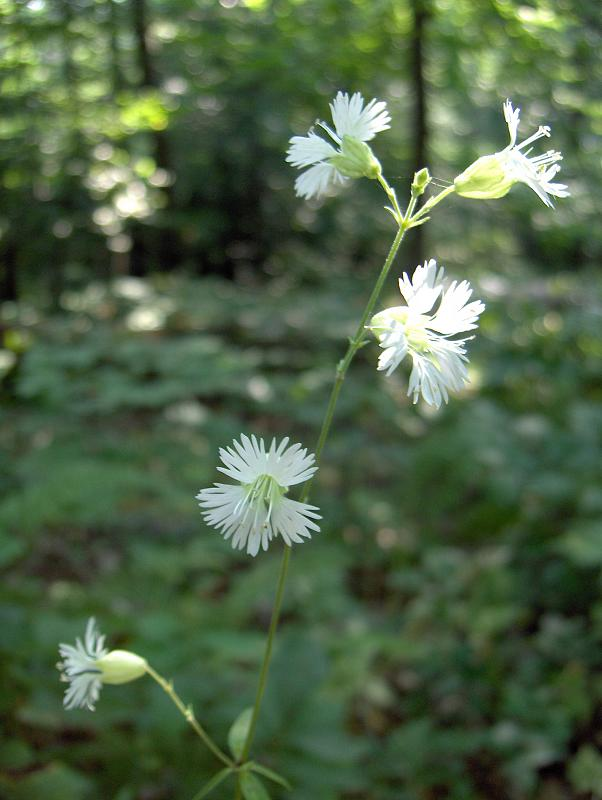
Silene stellata

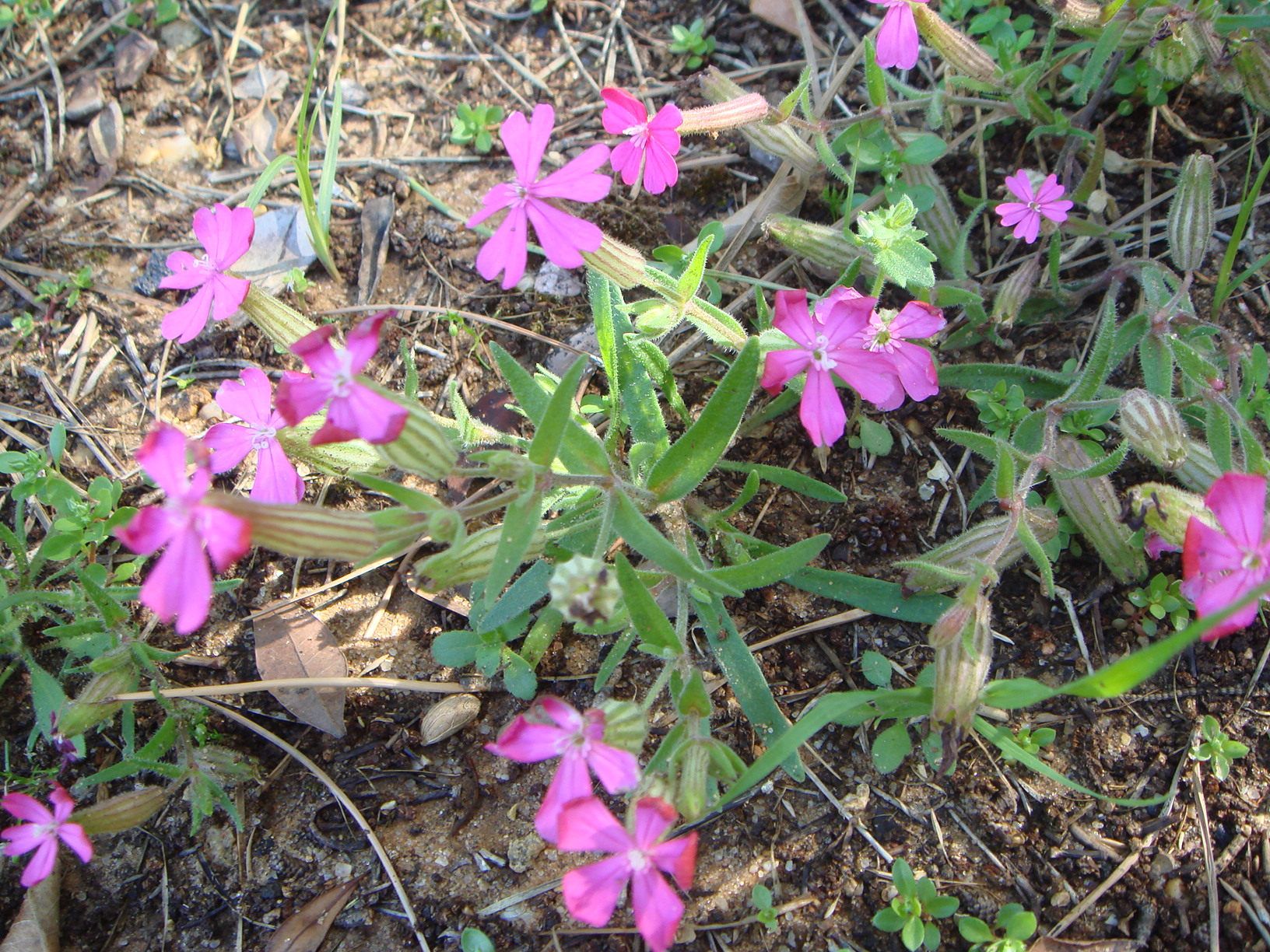
Habitus, Laubblätter und Blütenstände von Silene stockenii

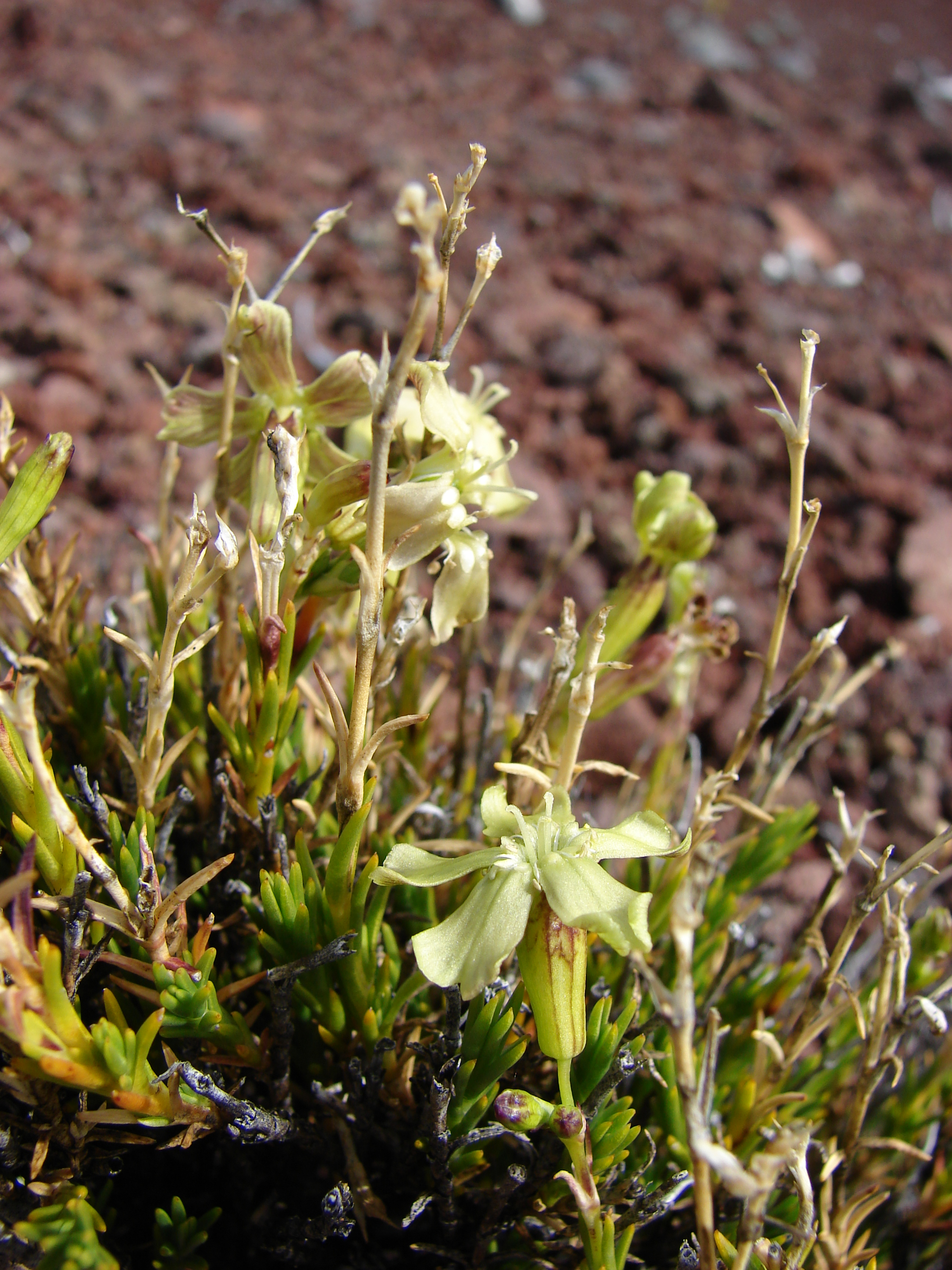
Silene struthioloides

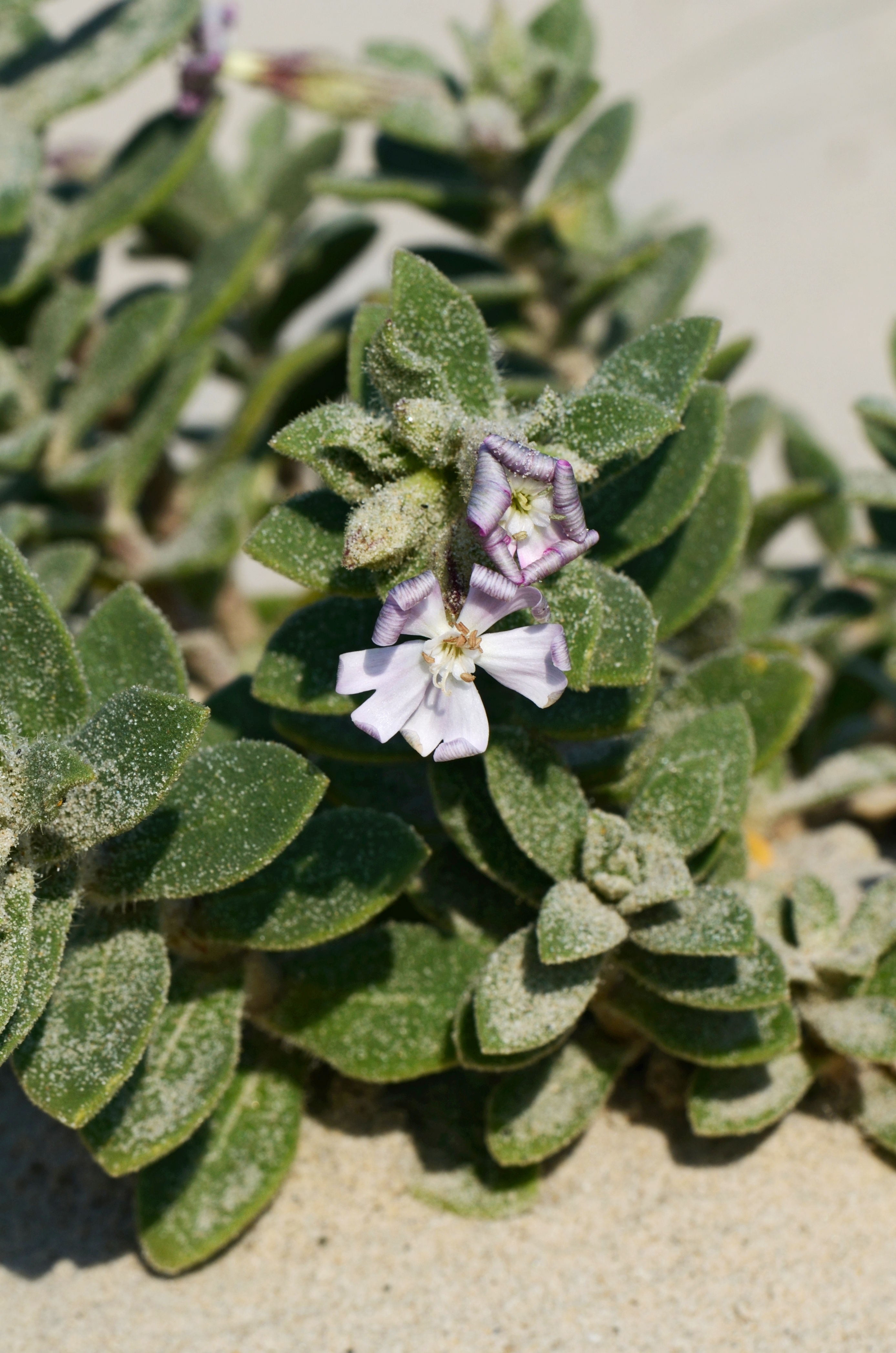
Habitus, Laubblätter und Blüten von Silene succulenta

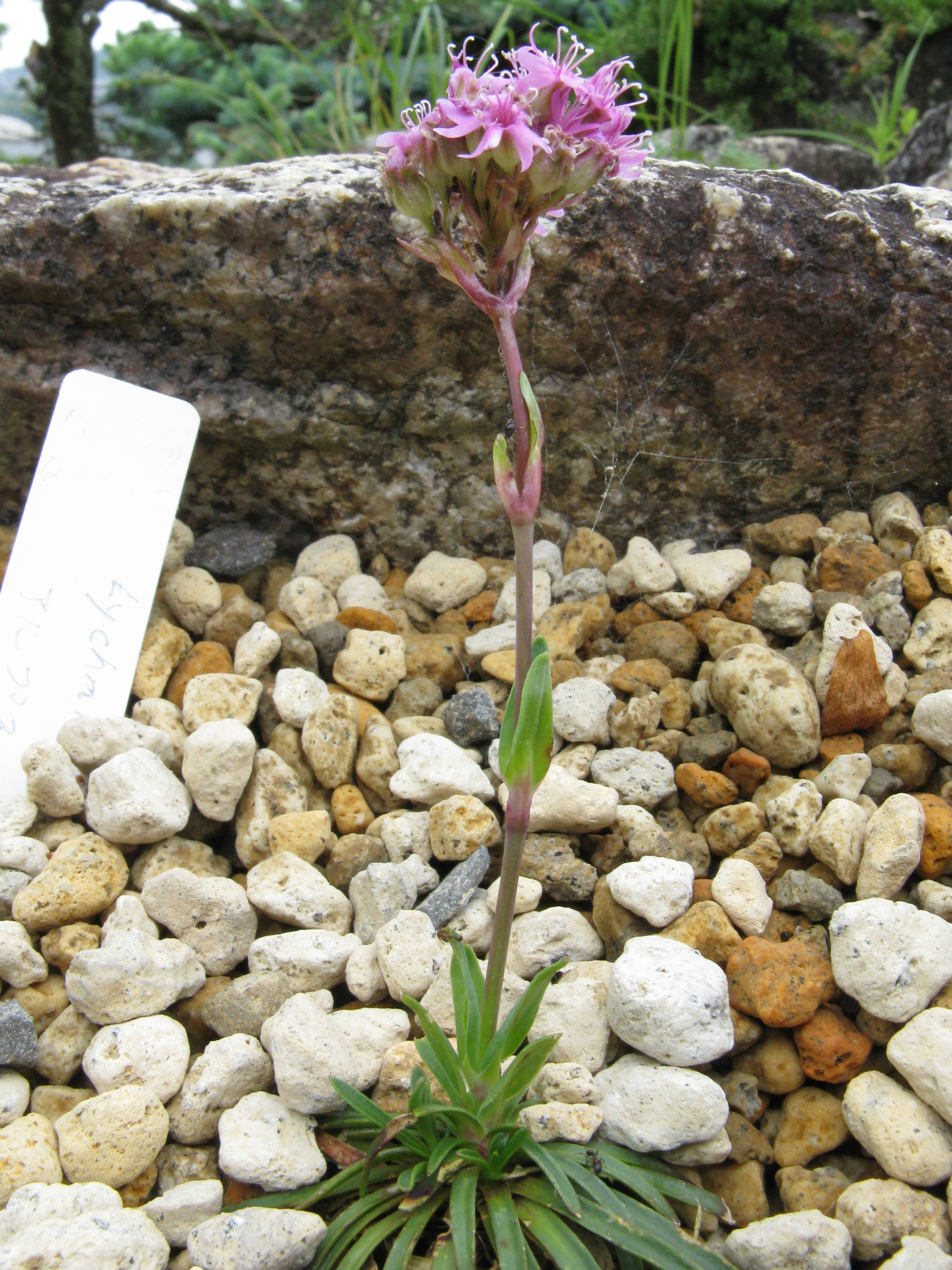
Habitus, Laubblätter und Blütenstand der Alpen-Lichtnelke (Silene suecica)

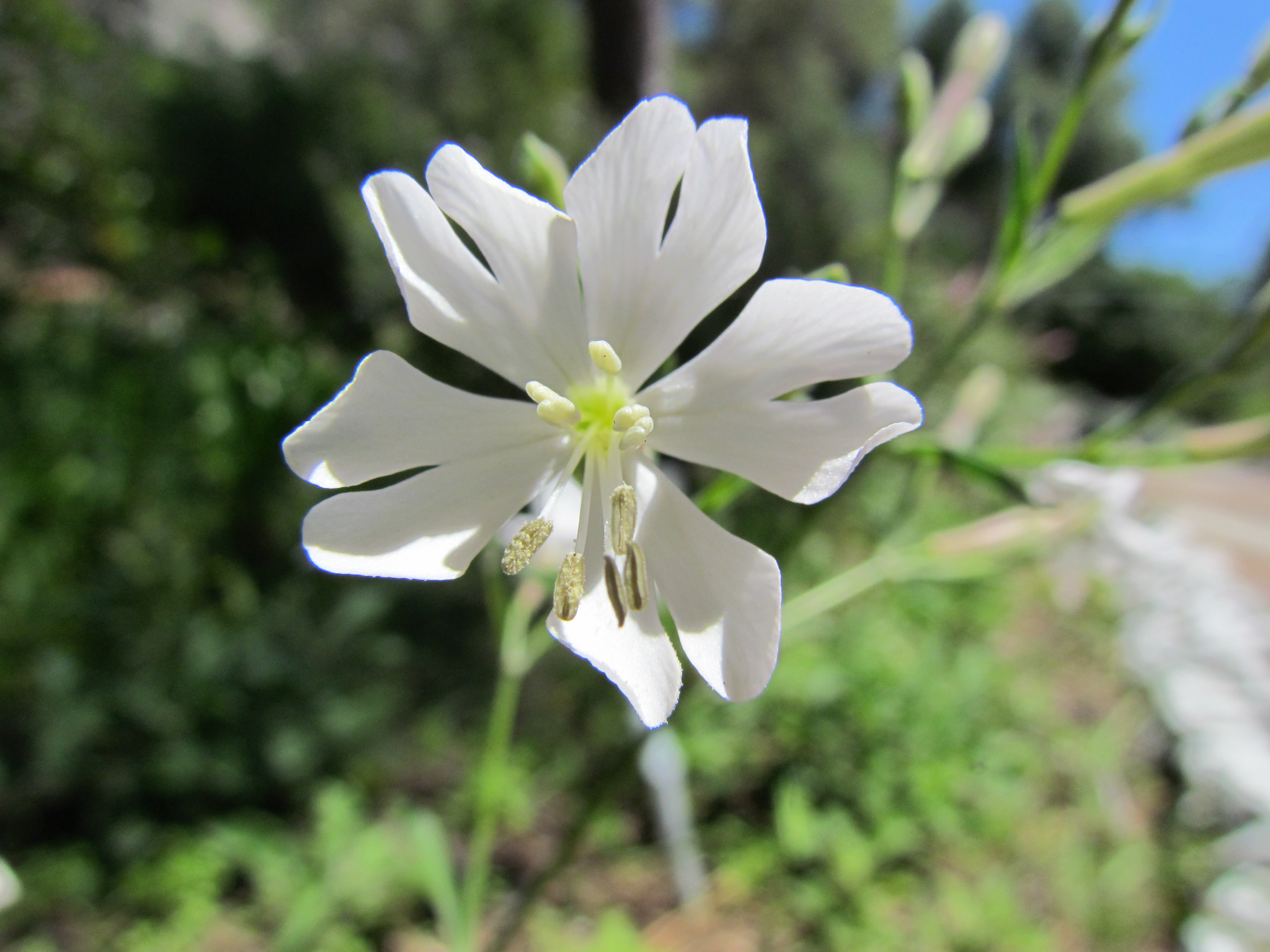
Zwittrige Blüte von Silene tomentosa, einem Endemiten, daher auch Gibraltar-Lichtnelke genannt

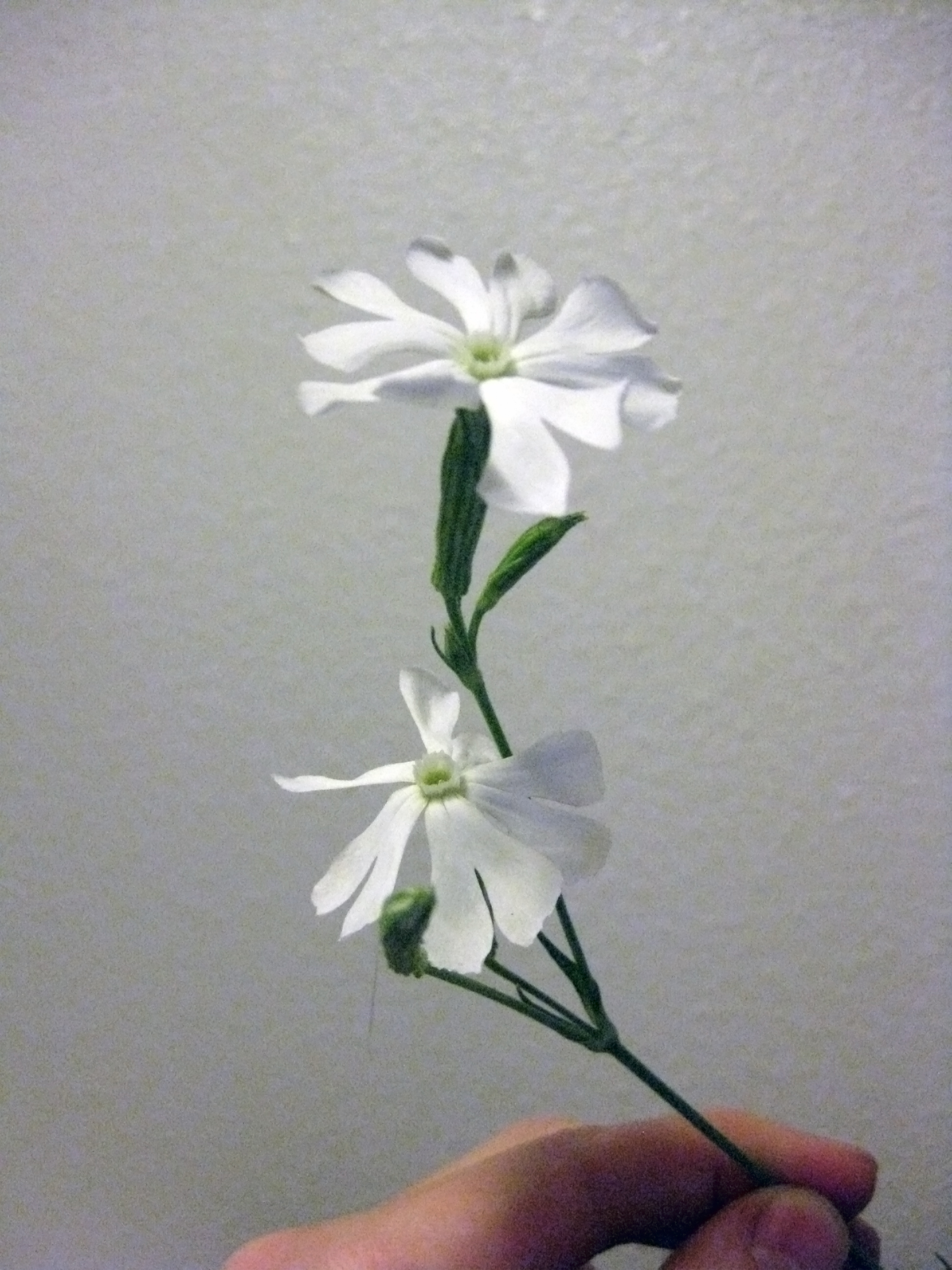
Blütenstand von Silene undulata

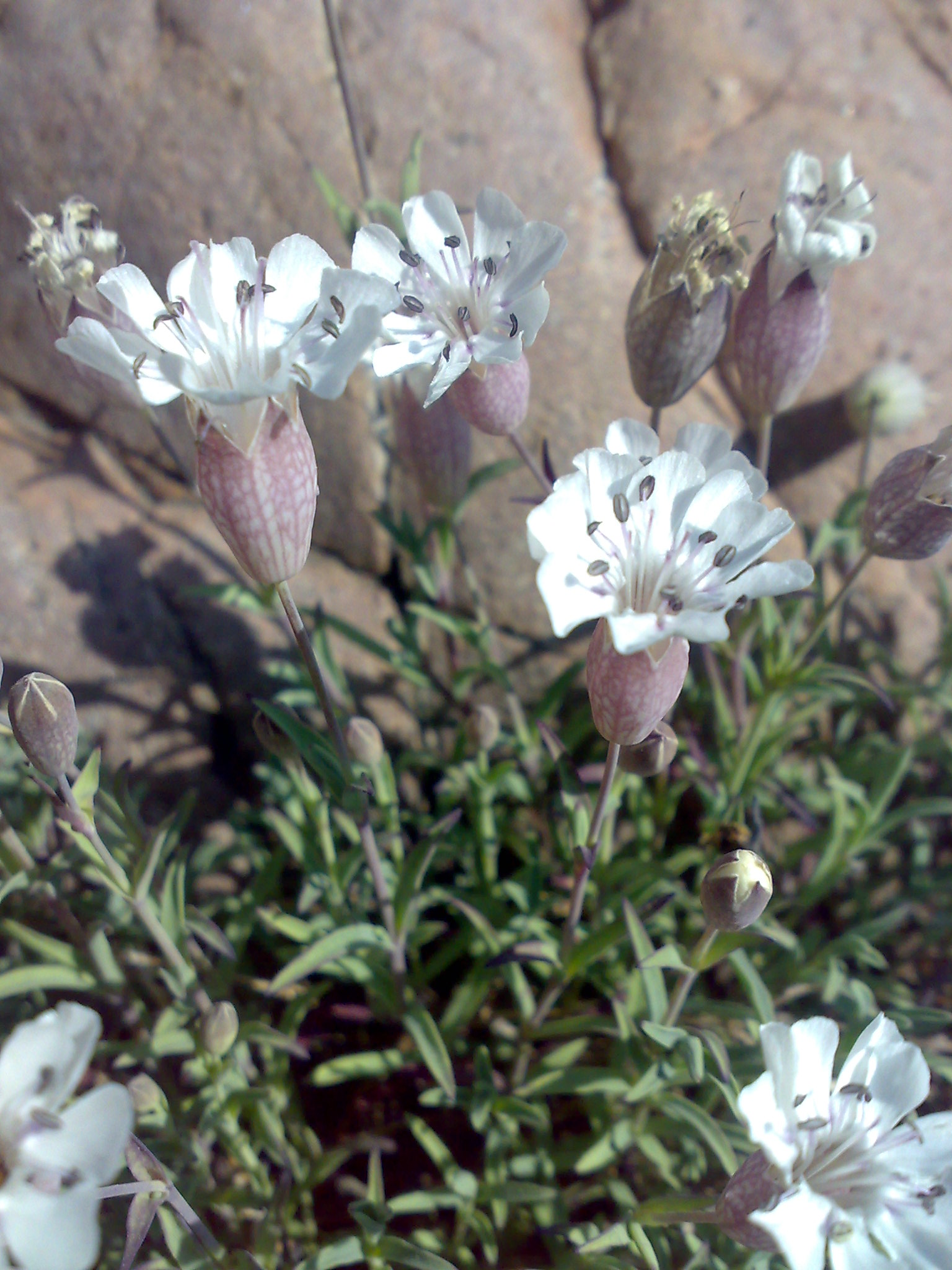
Einblütiges Leimkraut (Silene uniflora)

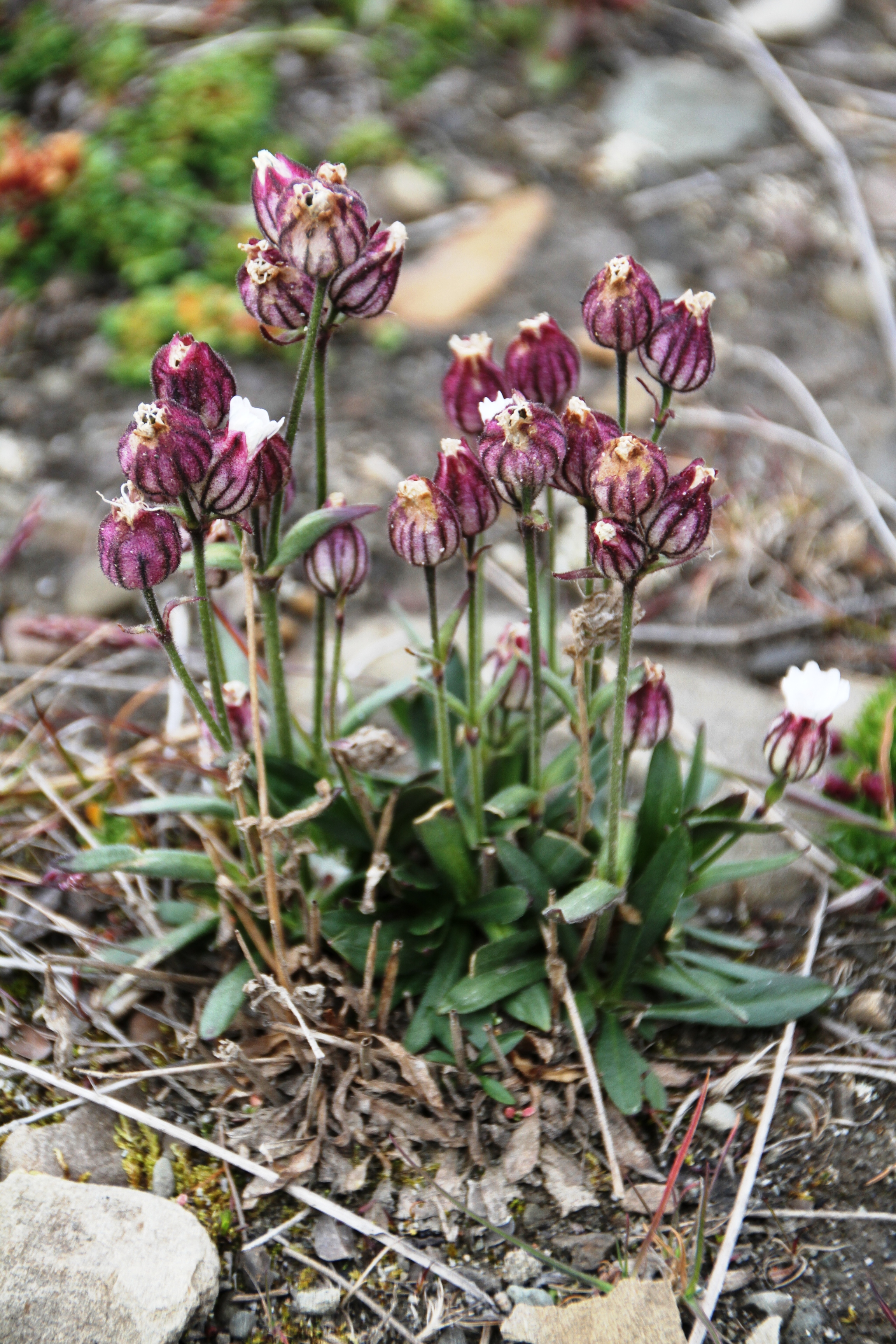
Kronlose Nelke (Silene uralensis)

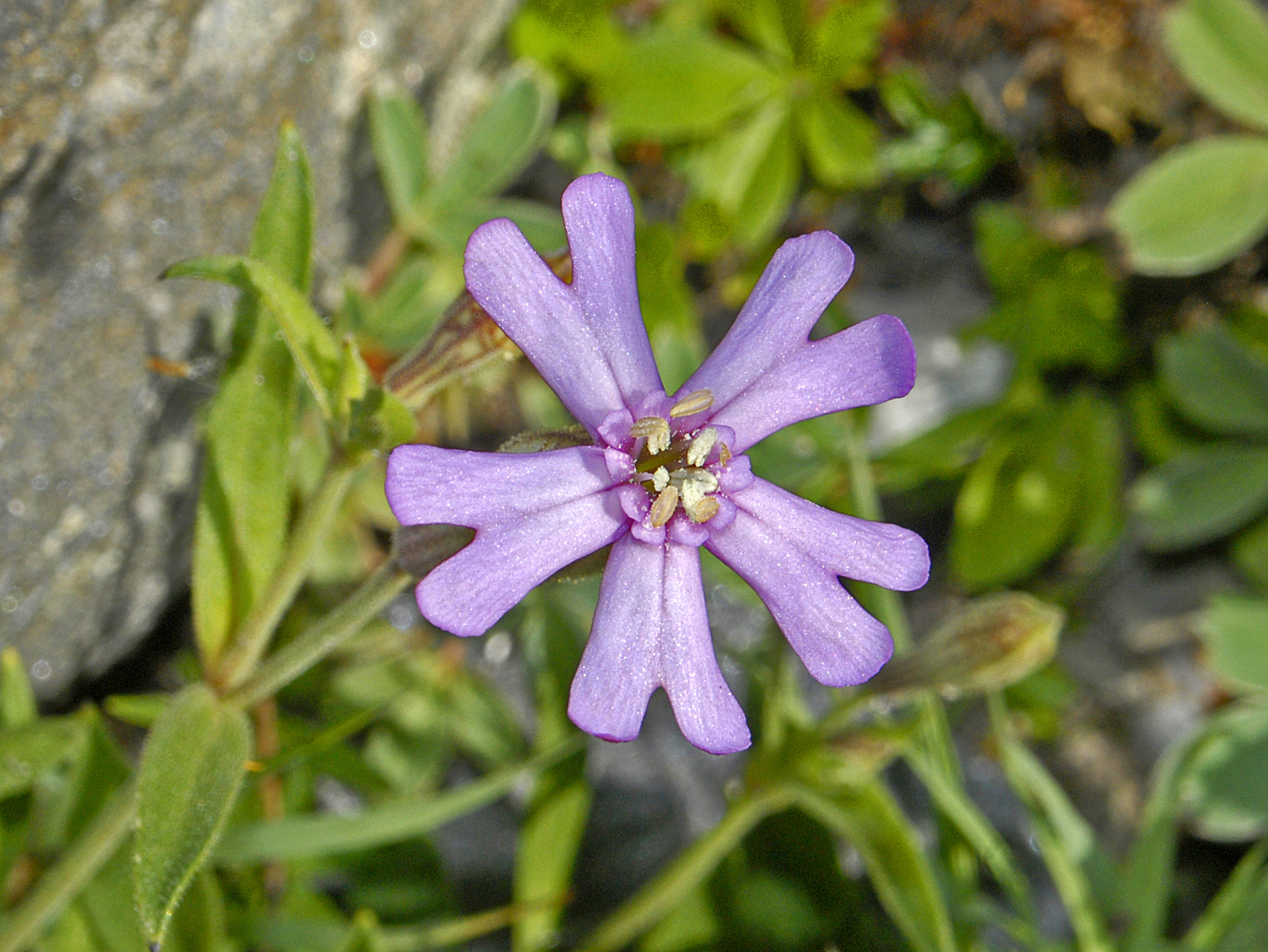
Blüte von Silene vallesia

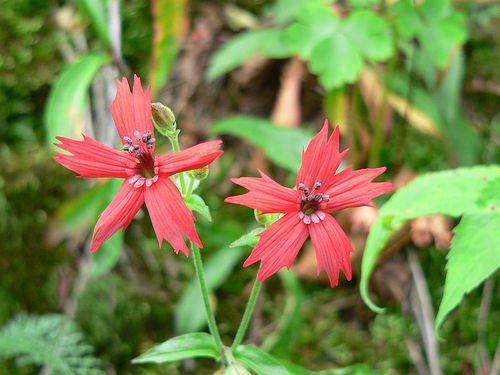
Silene virginica

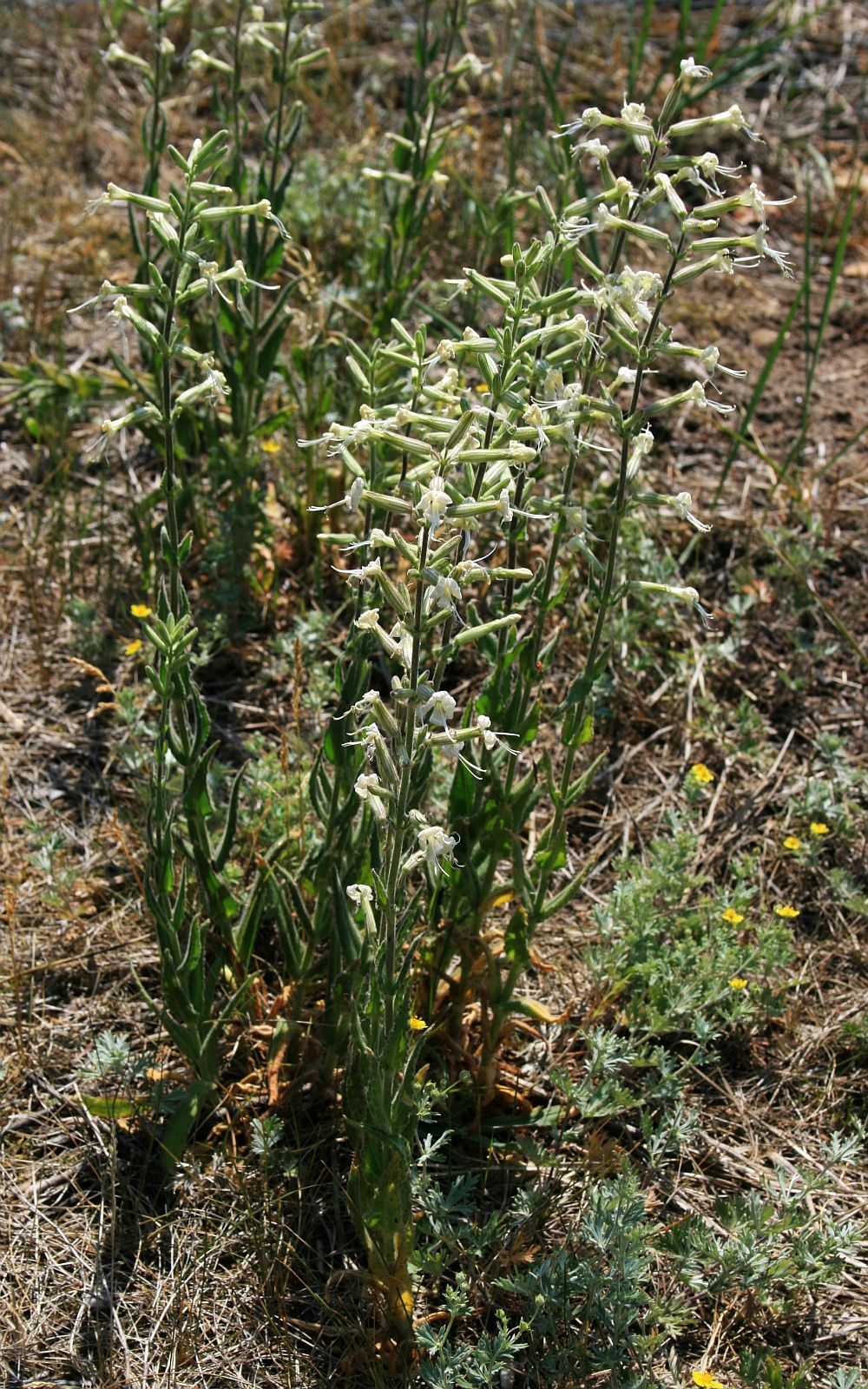
Habitus, Laubblätter und Blütenstand der Klebrigen Lichtnelke (Silene viscosa)

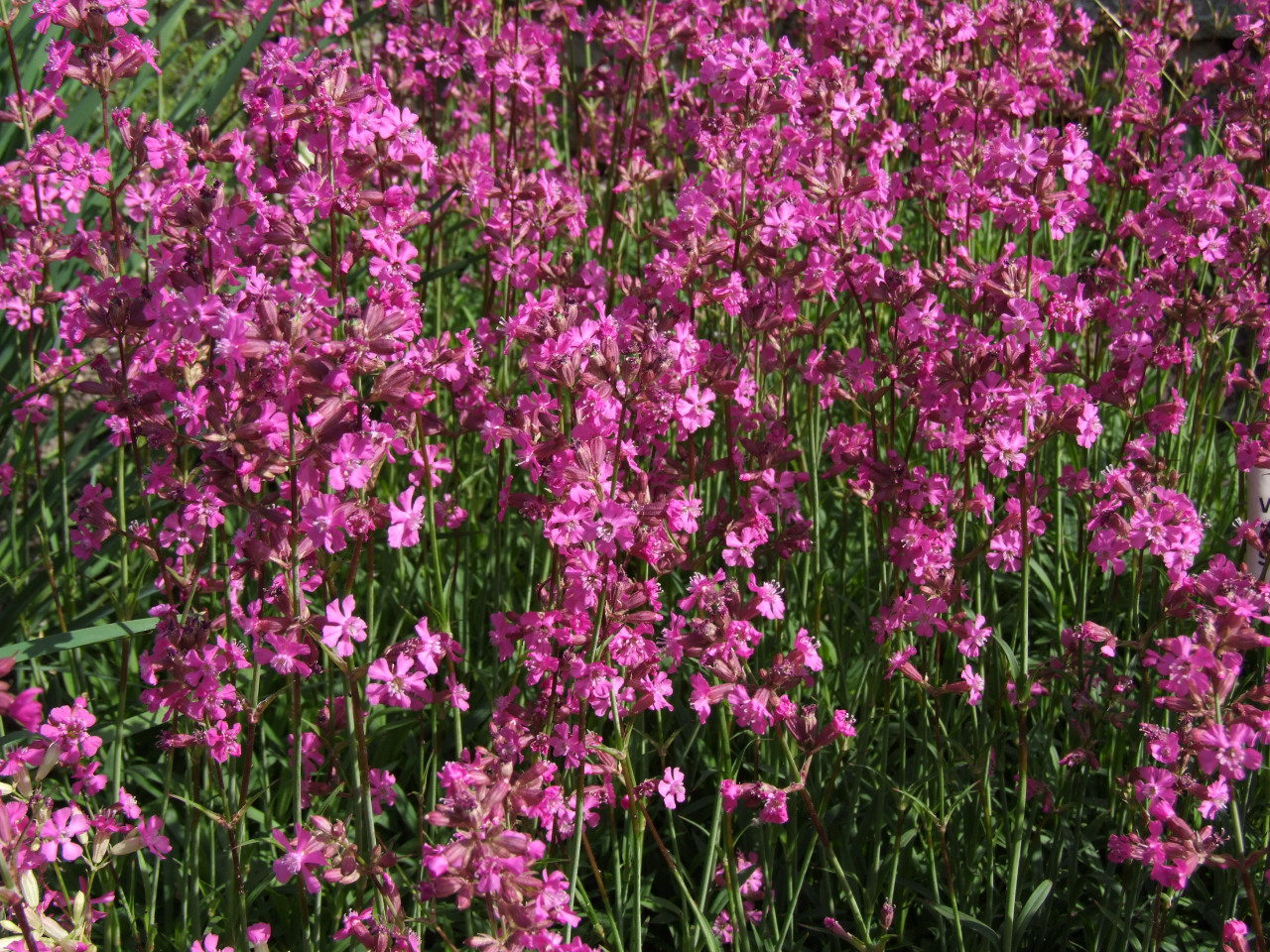
Blütenstände der Gewöhnlichen Pechnelke (Silene viscaria)

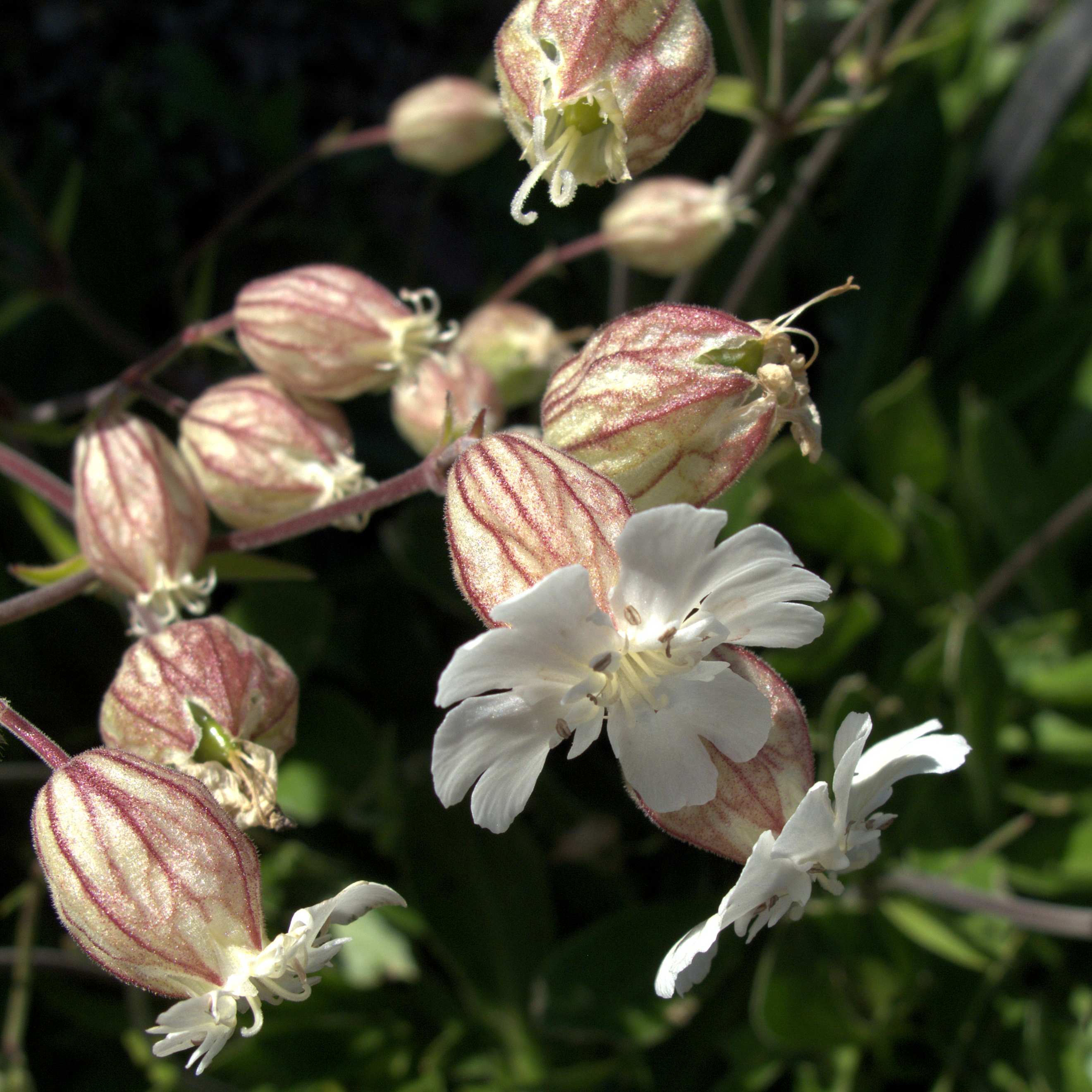
Blüten von Silene zawadzkii

- Silene abietum Font Quer & Maire: Sie kommt nur in Marokko vor.
- Stängelloses Leimkraut[20] (Silene acaulis (L.) Jacq.): Sie ist auf der Nordhalbkugel in Eurasien und Nordamerika weitverbreitet.[6]
- Silene adelphiae Runemark: Sie kommt nur in Griechenland auf drei Inseln der Kykladen vor.[19][21]
- Silene adenocalyx F.N.Williams: Sie gedeiht auf strauchbestandenen alpinen Matten und Felsschutt in Höhenlagen von 3200 bis 4300 Metern nur in den zentralen sowie südöstlichen Teilen des autonomen Gebiets Tibet.[1]
- Silene aegaea Oxelman: Sie kommt in der Ägäis nur auf den Inseln Tinos und Ikaria vor.[22]
- Ägyptisches Leimkraut (Silene aegyptiaca (L.) L. f., Syn.: Cucubalus aegyptiacus L.): Sie kommt in Ägypten und in Vorderasien vor.[7]
- Silene aellenii Sennen: Sie kommt nur im südwestlichen und zentralen Spanien vor.[19][21]
- Silene aethiopica Burm.: Sie enthält mindestens zwei Unterarten:
  - Silene aethiopica Burm. subsp. aethiopica (Syn.: Silene burchellii var. cernua (Thunb.) F.N.Williams, Silene cernua Thunb., Silene clandestina Jacq., Silene clandestina var. major Sond., Silene clandestina var. minor Sond., Silene constantia Eckl. & Zeyh., Silene crassifolia var. angustifolia Bartl., Silene dewinteri Bocquet, Silene linifolia Willd., Silene recta Bartl.): Sie kommt in den südafrikanischen Provinzen Nordkap sowie Westkap vor.[23][24]
  - Silene aethiopica subsp. longiflora J.C.Manning & Goldblatt: Dieser Endemit wurde 2012 erstbeschrieben und kommt im Fynbos nur zwischen Cederberg und Swartruggens im östlichen Koue Bokkeveld im Westkap vor.[23][25]
- Silene akmaniana Ekim & Çelik: Sie kommt in der Türkei vor.[7]
- Silene alaschanica (Maxim.) Bocquet (Syn.: Lychnis alaschanica Maxim., Melandrium alaschanicum (Maxim.) Y.Z.Zhao): Sie gedeiht in Gebüschen und auf alpinen Matten in Höhenlagen von 2000 bis 2700 Metern nur in den chinesischen Provinzen Innere Mongolei sowie Ningxia.[1]
- Silene alexandrae B.Keller (Syn.: Silene altaica var. grandiflora C.A.Mey., Silene altaica var. hystrix Trautv.): Sie kommt im nördlichen Xinjiang sowie in Kasachstan vor.[1]
- Silene alexandri Hillebr.: Dieser Endemit kommt nur auf dem östlichen Teil der hawaiianischen Insel Molokaʻi vor.[6]
- Silene alexandrina (Asch.) Danin: Sie kommt in den floristischen Territorien Ägypten, Israel, auf Zypern und Kreta vor.[7]
- Silene alexeji Kolak.: Sie ist im Kaukasusraum verbreitet.
- Silene almolae J.Gay: Sie kommt in Spanien und auf den Balearen vor.[7]
- Silene altaica Pers. (Syn.: Cucubalus fruticulosus Pall., Physolychnis altaica (Pers.) Rupr., Silene altaica var. typica Trautv., Silene fruticulosa (Pall.) Schischk. ex Krylov non Siebold ex Otth non M.Bieb.): Sie kommt im nördlichen Xinjiang, in Kasachstan sowie Russland vor.[1]
- Silene ammophila Boiss. & Heldr.: Sie kommt in zwei Unterarten in Ostkreta sowie auf Kasos und Karpathos vor.[22]
- Silene ampullata Boiss.: Sie kommt in der Türkei vor.[7]
- Silene anatolica Melzh. & A.Baytop: Sie kommt nur in der Türkei vor.[7]
- Silene andicola Gillies ex Hook. & Arn.: Sie kommt in Bolivien, Peru, Argentinien und Chile vor.[6]
- Silene andryalifolia Pomel: Sie kommt in Südspanien und Nordafrika vor.[7][19]
- Silene antirrhina L.: Sie ist von Kanada über die USA bis zum mexikanischen Bundesstaat Sonora verbreitet und ist in Südamerika ein Neophyt.[6]
- Silene antri-jovis Greuter & Burdet (Syn.: Silene fruticulosa Otth in DC. non M.Bieb.): Sie ist ein Endemit der Gebirge des zentralen und östlichen Kretas.[22]
- Silene apetala Willd.: Sie kommt in Südeuropa, Nordafrika und Vorderasien vor.[7]
- Silene aprica Turcz. ex Fisch. & C.A.Mey. (Syn.: Elisanthe aprica Peshkova, Melandrium apricum (Turcz.) Rohrb., Silene aprica subsp. oldhamiana (Miq.) C.Y.Wu, Silene melandriiformis Maxim., Silene morii Hayata, Silene mushaensis Hayata, Silene oldhamiana Miq., Silene taquetii H.Lév.): Sie kommt in Sibirien, Russlands Fernen Osten (Amur, Primorye), in China, in Korea und auf den japanischen Inseln Honshu (nur im westlichen Teil) sowie Kyushu vor.[6][1]
- Silene arabica Boiss.: Sie ist in Ägypten, auf der Sinai-Halbinsel, in Israel und Jordanien, auf der Arabischen Halbinsel, im Irak und Iran[26] verbreitet.[7]
- Silene araratica Schischk.: Sie kommt von der östlichen Türkei bis zum nordwestlichen Iran vor.[7]
- Silene arenarioides Desf.: Sie kommt nur in Marokko, Algerien und Tunesien vor.[7]
- Silene arenosa C.Koch
- Silene argaea Fisch. & C.A.Mey.: Sie kommt nur in der zentralen Türkei vor.[7]
- Silene argentea Ledeb.: Sie kommt in der Türkei vor.[7]
- Silene argillosa Munby: Sie kommt nur in Marokko und Algerien vor.[7]
- Silene arguta Fenzl: Sie kommt von der Türkei bis zum Iran vor.[7]
- Silene aristidis Pomel: Sie kommt nur in Algerien vor.[7]
- Silene armena Boiss.: Sie kommt nur in der Türkei vor.[7]
- Nelken-Leimkraut (Silene armeria L., Syn.: Atocion armeria (L.) Raf.)
- Silene articulata Viv.: Sie kommt nur in Libyen vor.[7]
- Silene asclepiadea Franch. (Syn.: Lychnis adenantha Franch. ex Diels, Melandrium adenanthum (Franch.) Hand.-Mazz., Melandrium kermesinum (W.W.Sm.) Hand.-Mazz., Melandrium viscidulum var. szechuanense (F.N.Williams) Hand.-Mazz., Silene adenantha Franch., Silene asclepiadea var. glutinosa Franch., Silene kermesina W.W.Sm., Silene lutea Franch., Silene szechuanensis F.N.Williams): Sie gedeiht in strauchigen Grasländern und an Waldrändern in Höhenlagen zwischen 1300 und 3900 Metern in den chinesischen Provinzen Guizhou, Sichuan sowie Yunnan.[1]
- Silene astartes Boiss.: Sie kommt in Syrien vor.[27][7]
- Silene asterias Griseb. (Syn.: Viscaria asterias (Griseb.) Frajman): Sie ist auf der Balkanhalbinsel in Albanien, Nordmazedonien, Bulgarien und Griechenland verbreitet.[7]
- Silene astrachanica (Pacz.) Takht.: Dieser Endemit kommt nur im südlichen Russland im Wolgadelta vor.[21]
- Silene atlantica Coss. & Durieu: Sie kommt in Algerien und Tunesien vor.[7]
- Silene atrocastanea Diels (Syn.: Melandrium atrocastaneum (Diels) Hand.-Mazz., Silene cupiformis C.L.Tang): Dieser Endemit gedeiht auf steinigen alpinen Matten in Höhenlagen von selten 3000 bis meist 3200 bis 4000 Metern nur in Lijiang Naxi Zu Zizhixian im nordwestlichen Yunnan.[1]
- Silene atropurpurea (Griseb.) Greuter & Burdet: Sie ist in Südosteuropa und in der Türkei verbreitet.[7]
- Silene atsaensis (Marquand) Bocquet (Syn.: Lychnis atsaensis C.Marquand, Melandrium atsaense (C.Marquand) Pax & K.Hoffm.): Sie gedeiht auf alpinen Matten und Felsschutt in Höhenlagen von 4200 bis 4500 Metern nur im zentralen sowie östlichen Tibet.[1]
- Silene auriculata Sm.: Sie kommt in Italien und Griechenland vor.[7]
- Silene auriculifolia Pomel: Sie kommt nur in Algerien vor.[7]
- Silene ayachica Humbert: Sie kommt nur in Marokko vor.[7]
- Silene azirensis Coode & Cullen: Sie kommt nur in der östlichen Türkei vor.[7]
- Silene badaroi Breistr. (Syn.: Silene salzmannii Badarò ex Moretti, Silene tyrrhenia Jeanm. & Bocquet)
- Taubenkropf, auch Hühnerbiss oder Beeren-Leimkraut (Silene baccifera (L.) Roth, Syn.: Cucubalus baccifer L.): Sie ist in Europa, Russland, Kasachstan, Kaschmir, Nepal, Bhutan, Sikkim, China, Korea und Japan weitverbreitet.[1]
- Silene balansae Boiss.: Sie kommt nur in der Türkei vor.[7]
- Silene banksia (Meerb.) Mabb. (Syn.: Agrostemma banksia Meerb., Lychnis coronata Thunb., Lychnis fulgens Fisch. ex Spreng., Lychnis ×haageana Lemoine, Lychnis senno Siebold & Zucc., Lychnis sieboldii Van Houtte, Silene fulgens (Fisch. ex Spreng.) E.H.L.Krause, Silene senno (Siebold & Zucc.) S.Akiyama): Sie ist im östlichen Sibirien, Russlands Fernen Osten (Amur, Primorye), in China (Anhui, Fujian, Hunan, Jiangsu, Jiangxi, Sichuan), in Korea und auf den japanischen Inseln Honshu sowie Hokkaidō verbreitet.[6] Sie wird als Heilpflanze verwendet.[28]
- Silene barbara Humbert & Maire: Sie kommt nur in Marokko vor.[7]
- Silene barbeyana Boiss.: Sie kommt nur in Griechenland vor.[7]
- Silene barrattei Murb.: Sie kommt nur in Tunesien vor.[7]
- Silene baschkirorum Janisch.
- Silene batangensis H.Limpr. (Syn.: Melandrium batangense (H.Limpr.) Pax & K.Hoffm.): Sie gedeiht an Waldrändern und küstennahen Gebieten in Höhenlagen von 2500 bis 3500 Metern im östlichen Tibel und im westlichen Sichuan.[1]
- Silene behen L.: Sie ist in Südeuropa, Nordafrika, auf Madeira, auf den Kanaren und in Vorderasien verbreitet.[7]
- Silene bellidifolia Jacq.: Sie ist in Südeuropa, Algerien und Tunesien verbreitet.[7]
- Silene berthelotiana Webb: Dieser Endemit kommt nur auf Teneriffa vor.[7]
- Silene biappendiculata Rohrb.: Sie kommt in Libyen, Ägypten und auf der Sinai-Halbinsel vor.[7]
- Silene bilingua W.W.Smith (Syn.: Melandrium bilinguum (W.W.Smith) Pax & K.Hoffm.): Sie gedeiht in Wäldern und alpinen Matten in Höhenlagen von (2200 bis) meist 3100 bis 4100 Metern in Tibet und in den chinesischen Provinzen Sichuan sowie nordwestliches Yunnan.[1]
- Silene birandiana Ekim: Sie kommt in der Türkei vor.[7]
- Silene bolanthoides Quézel: Sie kommt in der Türkei vor.[7]
- Silene borderei Jord.: Sie kommt nur in den Pyrenäen von Frankreich und Spanien vor.[21]
- Silene bornmülleri Freyn: Sie kommt in Armenien vor.[7]
- Silene boryi Boiss.: Sie kommt in Spanien, Portugal, Marokko und Algerien vor.[7]
- Silene borysthenica (Gruner) Walters (Syn.: Cucubalus parviflorus Ehrh., Otites borysthenica (Gruner) Klokov, Otites borysthenica subsp. parviflora Holub, Otites parviflora Grossh., Otites parviflorus (Hornem.) Fourr., Silene borysthenica subsp. parviflora Holub, Silene ehrhartiana Soó, Silene otites var. borysthenica Gruner, Silene parviflora Pers., Viscago parviflora Hornem.): Sie ist in Zentralasien und Europa verbreitet.[1]
- Silene boullui (Rouy & Foucaud) Kerguélen: Dieser Endemit kommt nur auf Korsika vor.[7]
- Silene bourgeaui H.Christ: Dieser Endemit kommt nur auf der kanarischen Insel Gomera vor.[7]
- Silene brahuica Boiss.: Sie ist im Iran, in Afghanistan, in Pakistan und in der früheren UdSSR weitverbreitet.[6]
- Silene brevicalyx Hartvig & Strid: Sie kommt in der Türkei vor.[7]
- Silene brevicaulis Boiss.: Sie kommt in der Türkei vor.[7]
- Silene brotheriana Sommier & Levier: Sie kommt im Kaukasusraum vor.
- Silene bungeana (D.Don) H.Ohashi & H.Nakai (Syn.: Lychnis senno Siebold & Zucc., Lychnis bungeana (D.Don) Fischer ex Lindl., Agrostemma bungeana D.Don): Sie ist Japan und in den chinesischen Provinzen Anhui, Gansu, Guizhou, Hebei, Henan, Hubei, Hunan, Jiangsu, Jiangxi, Sichuan, Yunnan sowie Zhejiang verbreitet.[28]
- Silene bungei Bocquet (Syn.: Lychnis tristis Bunge, Melandrium triste (Bunge) Fenzl): Sie ist in Xinjiang, Kasachstan, Kirgisistan, Russland und in der Mongolei verbreitet.[1]
- Silene bupleuroides L.: Sie ist in Südosteuropa, in Vorder- und Zentralasien und im südöstlichen Mitteleuropa (Litoměřice, Sebuzín und Jaroslavice in Tschechien) verbreitet.[7][29]
- Silene burchellii Otth ex DC.: Sie enthält seit 2012 mehrere Unterarten, die in Afrika verbreitet sind:[23]
  - Silene burchellii Otth ex DC. subsp. burchellii (Syn.: Silene burchellii Otth ex DC. var. burchellii, Silene thunbergiana Eckl. & Zeyh. ex Sond.): Dieser Endemit kommt nur von Darling über die Kaphalbinsel bis zur Agulhas-Ebene im Westkap vor.[23][30]
  - Silene burchellii subsp. modesta J.C.Manning & Goldblatt (Silene acuta E.Mey., Silene burchellii var. latifolia Sond.): Sie wurde 2012 erstbeschrieben. Sie ist vom südlichen Afrika bis zur Arabischen Halbinsel verbreitet.[23][31]
  - Silene burchellii subsp. multiflora J.C.Manning & Goldblatt: Die Erstbeschreibung erfolgte 2012. Sie ist von der Ostküste Südafrikas bis zum südlichen Mosambik und Eswatini verbreitet.[23][32]
  - Silene burchellii subsp. pilosellifolia (Cham. & Schltdl.) J.C.Manning & Goldblatt (Syn.: Silene burchellii var. angustifolia Sond.), Silene burchellii var. cernua Rohrb. nom illegit. superfl., Silene burchellii var. macrorrhiza R.E.Fr., Silene burchellii var. pilosellifolia (Cham. & Schltdl.) Sond., Silene cernua var. denudata Fenzl., Silene dinteri Engl., Silene pilosellifolia (Cham. & Schltdl.): Sie kommt von Namibia bis Südafrika vor.[23][33]
- Silene caesarea Boiss. & Balansa: Sie kommt von der Türkei bis zum Iran vor.[7]
- Silene caesia Sm.: Sie kommt in Albanien und im westlichen Griechenland vor.[22]
- Silene caespitella F.N.Williams (Syn.: Melandrium neocaespitosum Y.W.Tsui ex L.H.Zhou, Melandrium xainzaense L.H.Zhou, Silene maheshwarii Bocquet): Sie kommt in Kaschmir, Bhutan und in den chinesischen Provinzen südöstliches Qinghai, südwestliches und westliches Sichuan sowie im südlichen und südöstlichen Tibet vor.[1]
- Silene caliacrae Jordanov & Panov: Sie kommt nur im östlichen Bulgarien vor.[7]
- Silene cambessedesii Boiss. & Reut.: Sie kommt nur in Spanien und auf Ibiza vor.[7]
- Glocken-Leimkraut[20] (Silene campanula Pers.): Dieser Endemit kommt nur in den Seealpen von Frankreich und Italien vor.[21]
- Silene canariensis Willd.: Sie kommt nur auf den Kanaren vor.[7]
- Silene capillipes Boiss. & Heldr.: Sie kommt in der Türkei vor.[7]
- Silene capitata Kom. (Syn.: Melandrium capitatum Kom. ex Mori): Sie kommt in Jilin (Yalu Jiang) und Korea vor.[1]
- Silene capitellata Boiss.: Sie kommt von der östlichen Türkei bis zum nordwestlichen Iran vor.[7]
- Silene caramanica Boiss. & Heldr.: Sie kommt im asiatischen Teil der Türkei vor.[7]
- Silene cardiopetala Franch. (Syn.: Melandrium cardiopetalum (Franch.) Hand.-Mazz.): Sie gedeiht in Gebüschen und an Waldrändern in Höhenlagen von 700 bis 3200 Metern in den chinesischen Provinzen südwestliches Sichuan, südöstliches Tibet (nur Zayü Xian) sowie nordwestliches Yunnan.[1]
- Silene cariensis Boiss.: Sie kommt im asiatischen Teil der Türkei vor.[7]
- Silene cartilaginea Hub.-Mor.: Sie kommt im asiatischen Teil der Türkei vor.[7]
- Silene caryophylloides (Poir.) Otth: Sie kommt in der Türkei vor.[7]
- Silene cashmeriana (Royle ex Benth.) Majumdar (Syn.: Lychnis cashmeriana Royle ex Benth.): Sie kommt im südlichen Tibet und im Himalajagebiet (Kaschmir) von Indien sowie Pakistan vor.[6][1]
- Silene catholica (L.) W.T.Aiton: Sie kommt nur in Italien und Kroatien vor, kam früher wohl auch in Nordfrankreich vor.[7][19]
- Silene caucasica (Bunge) Boiss.: Sie ist in der Türkei und im Kaukasusraum verbreitet;[7] im Kaukasus wächst sie in Höhenlagen von 2400 bis 3000 Metern.[34]
- Silene cephalantha Boiss.: Sie kommt von der östlichen Türkei bis zum nordwestlichen Iran vor.[7]
- Silene cephallenia Heldr.: Sie kommt in Albanien und Griechenland vor.[7]
- Silene chaetodonta Boiss.
- Brennende Liebe oder Scharlach-Lichtnelke (Silene chalcedonica E.H.L.Krause, Syn.: Lychnis chalcedonica L., Agrostemma chalcedonica (L.) Doell): Sie ist ursprünglich in Gansu, Xinjiang, in Russland und in der Mongolei verbreitet.[28] Ihre Sorten werden als Zierpflanzen verwendet und sie ist in manchen Gebieten verwildert.[7]
- Silene chersonensis (Zapalł.) Kleopow: Sie kommt in Europa in Rumänien und in der Ukraine vor.[7]
- Grünliches Leimkraut (Silene chlorantha (Willd.) Ehrh.)
- Silene chlorifolia Sm.: Sie ist in Vorderasien verbreitet und hat isolierte Vorkommen auf Rhodos, im nordgriechischen Grammos-Gebirge und in der europäischen Türkei.[22][19]
- Silene chodatii Bocquet: Sie gedeiht mit zwei Varietäten an steilen Felswänden und Felsspalten in Höhenlagen von 2700 bis 4300 Metern nur in den chinesischen Provinzen südwestliches Sichuan sowie nordwestliches Yunnan.[1]
- Silene choulettii Coss.: Sie kommt in Algerien vor.[7]
- Silene chungtienensis W.W.Smith (Syn.: Melandrium chungtienense (W.W.Sm.) Pax & K.Hoffm., Silene flavovirens C.Y.Wu): Sie gedeiht an feuchten Felsen in Höhenlagen bis 2800 bis 3600 Metern nur im nordwestlichen Yunnan.[1]
- Silene ciliata Pourr.: Sie kommt in den Gebirgen in Portugal, Spanien und Frankreich vor.[7]
- Silene cinerea Desf.: Sie kommt in Marokko und Algerien vor.[7]
- Silene cintrana Rothm. (Syn.: Silene longicilia (Brot.) Otth subsp. cintrana (Rothm.) Jeanmonod): Sie kommt nur im westlichen Portugal vor.[7][19]
- Silene cirtensis Pomel: Die Heimat ist Algerien.[7]
- Silene claryi Batt.: Die Heimat ist Algerien.[7]
- Himmelsröschen (Silene coeli-rosa (L.) Godr.; Syn.: Eudianthe coeli-rosa (L.) Rchb.): Sie ist im westlichen Mittelmeerraum verbreitet.[7]
- Silene cognata (Maxim.) H.Ohashi & H.Nakai (Syn.: Lychnis cognata Maxim., Lychnis fulgens var. cognata (Maxim.) Regel): Sie in den chinesischen Provinzen Hebei, Heilongjiang, Henan, Jilin, Liaoning, Nei Mongol, Shaanxi, Shandong, Shanxi sowie Zhejiang und in Korea sowie Russlands Fernen Osten verbreitet.[28]
- Farbiges Leimkraut (Silene colorata Poir.): Das Verbreitungsgebiet umfasst Südeuropa, Nordafrika und Vorderasien.[7]
- Silene colpophylla Wrigley: Dieser Endemit kommt nur in Frankreich in der Provence vor.[7][19]
- Silene commelinifolia Boiss. (Syn.: Silene ruscifolia (Hub.-Mor. & Reese) Hub.-Mor.): Sie kommt von der Türkei bis zum Iran vor.[7]
- Silene compacta Fisch. (Syn.: Atocion compactum (Fisch.) Tzvelev, Silene hypanica Klokov): Sie kommt in Südosteuropa und Vorderasien vor.[7]
- Silene confertiflora Chowdhuri: Dieser Endemit kommt im türkischen und syrischen Teil des Amanus-Gebirges vor.[27][7]
- Silene congesta Sm.: Sie kommt in Griechenland und Makedonien in zwei Unterarten[19] vor.[7]
- Silene conglomeratica Melzh.: Sie kommt nur im südlichen Griechenland vor.[7][19]
- Kegelfrüchtiges Leimkraut (Silene conica L.)
- Silene coniflora Nees ex DC.
- Kugel-Leimkraut (Silene conoidea L.)
- Herzblättriges Leimkraut[20] (Silene cordifolia All.): Dieser Endemit kommt nur in den Seealpen von Frankreich und Italien vor.[21]
- Silene corinthiaca Boiss. & Heldr.: Sie wird in Flora Hellenica als Endemit Griechenlands gesehen,[22] in der Euro+Med Plantbase wird Silene vittata Stapf (Syn.: Silene rigidula Sm., Silene juncea Sm.) dazugestellt, was das Verbreitungsgebiet um Anatolien, Syrien und Libanon[27] erweitert.[7]
- Kronen-Lichtnelke (Silene coronaria (L.) Clairv., Syn.: Lychnis coronaria (L.) Desr.)
- Silene corrugata Ball: Die Heimat ist Marokko.[7]
- Silene coutinhoi Rothm. & P.Silva: Sie ist auf der Iberischen Halbinsel verbreitet.[7]
- Silene crassifolia L.: Sie kommt mit zwei Unterarten nur in Südafrika vor:[23]
  - Silene crassifolia L. subsp. crassifolia: Dieser Endemit kommt nur an der Küste des Westkap von Saldanha bis Struisbaai vor.[23][35]
  - Silene crassifolia subsp. primuliflora (Eckl. & Zeyh.) J.C.Manning & Goldblatt (Syn.: Silene colorata var. ciliata Fenzl., Silene primuliflora Eckl. & Zeyh., Silene primuliflora var. ciliata Sond., Silene vlokii Masson): Sie kommt nur an den Küsten der südafrikanischen Provinzen KwaZulu-Natal, West- sowie Ostkap vor.[23][36]
- Silene crassipes Fenzl: Sie ist in Anatolien, Libanon, Syrien,[27] Israel und Jordanien[37] verbreitet.[7]
- Silene cretacea Spreng.
- Kreta-Leimkraut oder Kretische Flachsnelke (Silene cretica L.): Das Verbreitungsgebiet umfasst Südeuropa und Vorderasien.[7]
- Silene cryptoneura Stapf: Die Heimat ist die Türkei.[7]
- Silene cryptopetala Hillebr.: Dieser Endemit kommt nur auf dem östlichen Teil der hawaiianischen Insel Maui vor.[6]
- Silene csereii Baumg.
- Silene cuatrecasasii Pau & Font Quer: Die Heimat ist Marokko.[7]
- Silene cyrenaica Maire & Weiller: Die Heimat ist Libyen.[7]
- Silene cyri Schischk.
- Silene cythnia (Halácsy) Walters: Sie ist in der Agäis von Griechenland bis Kleinasien verbreitet.[19]
- Silene dagestanica Rupr.: Sie ist im Kaukasusraum verbreitet.[7]
- Silene damascena Boiss. & Gaill.: Sie ist in Israel, Jordanien[37] Libanon[27], Oman und möglicherweise auch in Syrien verbreitet.[7]
- Silene damboldtiana Greuter & Melzh.: Die Heimat ist das südöstliche Albanien und das nördliche Griechenland.[21]
- Silene davidii (Franch.) Oxelman & Lidén (Syn.: Lychnis davidii Franch., Melandrium caespitosum F.N.Williams, Silene caespitosa Bureau & Franch., Silene kantzeensis C.L.Tang): Sie gedeiht auf alpinen Matten in Höhenlagen von (3500 bis) meist 4100 bis 4700 Metern in den chinesischen Provinzen südöstliches Qinghai, westliches Sichuan, Tibet sowie nordwestliches Yunnan.[1]
- Silene dawoensis Limpr. (Syn.: Silene longiuscula C.Y.Wu & C.L.Tang): Sie gedeiht auf Grasland und an steilen Felsen in Höhenlagen von 1400 bis 3100 Metern in den chinesischen Provinzen westliches Sichuan sowie nordwestliches Yunnan.[1]
- Silene delavayi Franch. (Syn.: Lychnis delavayi Franch. ex Diels, Melandrium delavayi (Franch.) Hand.-Mazz.): Sie gedeiht auf Bergwiesen in Höhenlagen unterhalb von 3800 Meter nur im nordwestlichen Yunnan.[1]
- Silene delicatula Boiss.: Sie gedeiht nur in der Türkei.[7]
- Silene densiflora d'Urv.: Sie ist in Südosteuropa, in Osteuropa, im Kaukasusraum, im Iran[7] und in Kasachstan verbreitet.
- Silene depressa M.Bieb.: Die Heimat ist Armenien.[7]
- Silene dianthoides Pers.: Die Heimat ist Armenien und die Türkei.[7]
- Gabel-Leimkraut (Silene dichotoma Ehrh.)
- Silene diclinis (Lag.) M.Laínz: Die Heimat ist das östliche Spanien (bei Játiva).[21][19]
- Silene dinarica Spreng.: Sie kommt in Rumänien vor.[7]
- Rote Lichtnelke oder Tag-Lichtnelke (Silene dioica (L.) Clairv.; Syn.: Melandrium dioicum (L.) Coss. & Germ.; Melandrium rubrum (Weigel) Garcke)
- Silene dirphya Greuter & Burdet: Es ist ein Endemit der griechischen Insel Euböa.[21]
- Silene discolor Sm.: Sie kommt auf den südostägäischen Inseln von Samos bis Rhodos und Karpathos, im Süden Anatoliens und auf Zypern vor.[22]
- Silene dissecta Litard. & Maire: Die Heimat ist Marokko.[7]
- Silene disticha Willd.: Sie ist von der Iberischen Halbinsel über die Balearen bis Marokko, Algerien und Tunesien verbreitet.[7]
- Silene diversifolia Otth: Die Heimat ist Spanien, Italien, Sardinien, Sizilien, Korsika und Marokko.[7]
- Silene donetzica Kleopow: Sie ist in Frankreich, in Italien, in Mittel- und Osteuropa verbreitet.[7]
- Silene dumetosa C.L.Tang: Sie gedeiht in Gebüschen in Höhenlagen von etwa 4000 Metern nur im nordwestlichen Yunnan.[1]
- Silene dyris Maire: Die Heimat ist Marokko.[7]
- Silene echinata Otth: Die Heimat ist Italien.[7]
- Silene echinosperma Boiss. & Heldr.: Es ist ein Endemit des griechischen Taygetos-Gebirges.[21]
- Silene echinospermoides Hub.-Mor.: Sie ist im südwestlichen Anatolien und auf den südostägäschen Inseln Rhodos, Chalki und Symi verbreitet.[22]
- Großblütiges Leimkraut[20] (Silene elisabethae Jan; Syn.: Melandrium elisabethae (Jan) Rohrb.): Dieser Endemit gedeiht in Höhenlagen von 1500 bis 2500 Metern nur in den italienischen Südalpen.[21]
- Silene eremitica Boiss.: Sie kommt von der östlichen Türkei bis zum nordwestlichen Iran vor.[7]
- Silene erimicana Stapf: Sie kommt in der Türkei vor.[7]
- Silene ermenekensis Vural & Kit Tan: Die Heimat ist die Türkei.[7]
- Silene esquamata W.W.Smith: Sie gedeiht auf steinigen Bergwiesen und Gebüschen in Höhenlagen von meist 2700 bis 3300 (1800 bis 4000) Metern nur in den chinesischen Provinzen Sichuan sowie Yunnan.[1]
- Silene euxina (Rupr.) Hand.-Mazz.: Sie kommt an den Küsten des Schwarzen Meeres, des Marmara-Meeres und der nördlichen Ägäis in Südosteuropa und dazu von der Türkei bis zum nördlichen Iran vor.[22]
- Silene exaltata Friv.: Sie kommt auf der Balkanhalbinsel, in Rumänien, in der Türkei[7] und im westlichen Sibirien vor.
- Silene fabaria (L.) Sm.: Sie ist in Griechenland, auf Kreta und den ostägäischen Inseln und im westlichen und südlichen Anatolien verbreitet.[22][7]
- Silene fabarioides Hausskn.: Sie ist von Bulgarien über Albanien und Makedonien bis Griechenland verbreitet.[7]
- Silene falcata Sibth. & Sm.: Die Heimat ist die Türkei.[7]
- Silene fenzlii Boiss. & Balansa: Die Heimat ist die Türkei.[7]
- Silene fernandezii Jeanm.: Es ist ein Endemit der spanischen Sierra Bermeja.[21]
- Silene filipetala Litard. & Maire: Die Heimat ist Marokko.[7]
- Silene firma Siebold & Zucc. (Syn.: Melandrium firmum (Siebold & Zucc.) Rohrb., Melandrium apricum var. firmum (Siebold & Zucc.) Rohrb., Melandrium firmum var. pubescens (Makino) Y.Z.Zhao, Silene aprica var. firma (Siebold & Zucc.) F.N.Williams, Silene epilosa  W.W.Sm., Silene firma var. pubescens (Makino) S.Y.He): Sie ist in weiten Gebieten Chinas, Japan (inklusive Ryukyu), Korea und Russlands Fernem Osten (Amur- und Ussuri-Region) verbreitet.[6][1]
- Gelbes Leimkraut (Silene flavescens Waldst. & Kit.): Es gibt etwa drei Unterarten. Das Verbreitungsgebiet umfasst die östliche-zentrale Balkanhalbinsel mit isolierten Vorkommen in Ungarn, Süd-Dalmatien und auf den ägäischen Inseln Lesbos und Kreta.[22]
- Kuckucks-Lichtnelke (Silene flos-cuculi (L.) Clairv., Syn.: Lychnis flos-cuculi L.)
- Jupiternelke (Silene flos-jovis (L.) Clairv.; Syn.: Lychnis flos-jovis (L.) Desv.)
- Silene foetida Link: Sie ist auf der Iberischen Halbinsel verbreitet.[7]
- Silene foliosa Maxim. (Syn.: Silene foliosa var. mongolica Maxim., Silene maximowicziana Kozhevn. non Rohrb., Silene tatarica var. foliosa (Maxim.) Regel): Sie ist in Japan, Korea sowie Russland und in den chinesischen Provinzen Gansu, Heilongjiang, südliches Nei Mongol, Ningxia, Shanxi sowie nördliches Shaanxi verbreitet.[1]
- Silene fortunei Vis. (Syn.: Silene argyi H.Lév., Silene fissipetala Turcz., Silene kiiruninsularis Masam.): Sie ist in den chinesischen Provinzen Anhui, Fujian, Gansu, Hebei, Jiangxi, südliches Shaanxi, Shandong, Shanxi sowie Sichuan und auf Taiwan verbreitet. Sie wird in der chinesischen Medizin verwendet.[1]
- Silene fraudatrix Meikle: Dieser Endemit kommt nur auf Zypern vor.[7]
- Silene frivaldszkyana Hampe: Sie ist auf der Balkanhalbinsel und in der europäischen Türkei verbreitet.[7]
- Silene fruticosa L.: Die Heimat ist Sizilien, Malta, Griechenland (mit Kreta und ostägäischen Inseln), Zypern, Libyen und Ägypten.[7]
- Silene fulgens (Sprengel) E.H.L.Krause (Syn.: Lychnis fulgens Fischer ex Sprengel): Sie ist in China, Japan, Korea, Sibirien sowie Russlands Fernem Osten verbreitet.[28][28]
- Silene fuscata Brot.: Das Verbreitungsgebiet umfasst Südeuropa, Nordafrika und Vorderasien.[7]
- Silene gaditana Talavera & Bocquet: Dieser Endemit kommt nur im südwestlichen Spanien vor.[21]
- Silene galatea Boiss.: Dieser Endemit kommt nur auf Zypern vor.[7]
- Französisches Leimkraut (Silene gallica L.)
- Silene gallinyi Rchb.: Sie ist in Mittel-Italien und auf der Balkanhalbinsel von Dalmatien und Südwest-Rumänien bis Griechenland und in der europäischen Türkei verbreitet.[22]
- Silene gemmata Meikle: Dieser Endemit kommt nur auf Zypern vor.[7]
- Silene germana J.Gay: Die Heimat ist Spanien.[7]
- Silene ghiarensis Batt.: Die Heimat ist Algerien.[7]
- Silene gigantea (L.) L.: Sie ist auf der Balkanhalbinsel, auf den ägäischen Inseln, in Zypern, in Anatolien und im Libanon verbreitet.[6][7]
- Silene glaberrima Faure & Maire: Die Heimat ist Algerien.[7]
- Silene glabrescens Coss.: Die Heimat ist Marokko.[7]
- Silene gonosperma (Rupr.) Bocquet (Syn.: Lychnis pumila Royle ex Benth., Melandrium pumilum (Royle ex Benth.) Walp., Physolychnis gonosperma Rupr.): Sie kommt in China und Zentralasien vor.[1]
- Silene goulimyi Turrill: Dieser Endemit kommt nur im griechischen Taygetos-Gebirge vor.[21]
- Silene gracilenta H.Chuang: Sie gedeiht nur an steilen Felswänden in Höhenlagen von 3700 bis 3800 Metern im nordwestlichen Yunnan.[1]
- Silene gracilicaulis C.L.Tang (Syn.: Silene gracilicaulis var. longipedicellata C.L.Tang, Silene gracilicaulis var. rubescens (Franch.) C.L.Tang, Silene sericata C.L.Tang, Silene tenuis var. denudata Y.W.Cui & L.H.Zhou, Silene tenuis var. rubescens Franch.): Sie gedeiht auf kiesigen Grasländern und Bergen in Höhenlagen von 3000 bis 4000 Metern in den chinesischen Provinzen Innere Mongolei, Qinghai, Sichuan, Tibet sowie Yunnan.[1]
- Silene gracillima Rohrb. (Syn.: Lychnis gracillima Makino): Sie kommt in Japan vor.
- Silene gracilis DC.: Die Heimat ist Portugal, Spanien und Marokko.[7]
- Silene graeca Boiss. & Spruner: Die Heimat ist Albanien, Griechenland, Bulgarien und Makedonien.[7]
- Silene graminifolia Otth (Syn.: Silene jenisseensis var. viscifera Y.C.Chu, Silene pubistyla L.H.Zhou): Sie kommt in China, Kasachstan, der Mongolei und in Russland vor,[1] in Europa nur in Russland (bei Petschora).[21]
- Silene grandiflora Franch. (Syn.: Melandrium grandiflorum (Franch.) Y.W.Tsui): Sie gedeiht in strauchbestandenen Grasländern in Höhenlagen von etwa 2000 Metern nur in Yunnan. Sie wird als Zierpflanze verwendet.[1]
- Silene grisea Boiss.: Die Heimat ist der Libanon[27] und Israel.[37][7]
- Silene grisebachii (Davidov) Pirker & Greuter: Die Heimat sind die Küsten der nördlichen Ägäis in Griechenland[22] und Bulgarien.[7]
- Silene guinetii Quézel: Die Heimat ist Marokko.[7]
- Silene haradjianii Chowdhuri: Die Heimat ist die südliche Türkei.[7]
- Silene haussknechtii Hausskn.: Die Heimat ist Griechenland.[7]
- Silene hawaiiensis Sherff: Sie kommt auf Hawaii vor.[6]
- Silene heldreichii Boiss.: Die Heimat ist Albanien, Kroatien, Griechenland und die Türkei.[7]
- Silene hellmannii Claus
- Silene herbilegorum (Bocquet) Lidén & Oxelman (Syn.: Silene yetii var. herbilegorum Bocquet): Sie gedeiht auf alpinen Matten in Höhenlagen von 2700 bis 4100 Metern nur in den chinesischen Provinzen Sichuan sowie nordwestlichen Yunnan.[1]
- Silene heterodonta F.N.Williams: Die Heimat ist Marokko.[7]
- Silene heuffelii Soó: Die Heimat ist die Balkanhalbinsel, Rumänien und die Ukraine.[7]
- Silene hicesiae Brullo & Signor.: Die Heimat sind die Liparischen Inseln nördlich Sizilien und Sizilien.[21]
- Silene hifacensis Willk.: Die Heimat sind die Balearen und Spanien (hier aber, am Penyal d’Ifac seit 1930 nicht mehr beobachtet[19]).[7]
- Silene himalayensis (Rohrb.) Majumdar (Syn.: Lychnis apetala var. pallida Edgew. & Hook. f., Lychnis himalayensis (Rohrb.) Edgew. & Hook. f., Lychnis macrorhiza Royle ex Benth., Melandrium apertum Pax & K.Hoffm., Melandrium apetalum var. himalayense Rohrb., Melandrium himalayense (Rohrb.) Y.Z.Zhao, Melandrium macrorhizum (Royle ex Benth.) Walp., Melandrium qomolangmaense Y.W.Cui & P.Ke ex L.H.Zhou, Melandrium souliei F.N.Williams, Silene gonosperma var. himalayensis Bocquet, Silene gonosperma subsp. himalayensis (Rohrb.) Bocquet, Silene madens Majumdar): Sie kommt in Afghanistan, Pakistan, Bhutan, Nepal, Sikkim und China vor.[1]
- Silene holopetala Bunge: Sie kommt nur im nordwestlichen Xinjiang sowie in Kasachstan vor.[1]
- Silene holzmannii Heldr. ex Boiss.: Sie kommt nur auf Kleininseln in der Südhälfte des Ägäischen Meeres[22] in Griechenland (einschließlich Kreta und ostägäische Inseln) vor.[7]
- Silene huguettiae Bocquet: Sie kommt mit zwei Varietäten in Tibet und in den chinesischen Provinzen Gansu, Qinghai, Sichuan sowie Yunnan vor und gedeiht an Waldrändern und auf Grasländern in Höhenlagen von 2300 bis 4600 Metern.[1]
- Silene humilis C.A.Mey.: Sie kommt im Kaukasusraum vor.[7]
- Silene hupehensis C.L.Tang: Sie kommt mit zwei Varietäten in den chinesischen Provinzen Gansu, Henan, Hubei, Shaanxi sowie Sichuan vor und gedeiht in Felsspalten in Bergwäldern und Bergwiesen in Höhenlagen zwischen 1200 und 2700 Metern.[1]
- Silene hussonii Boiss.: Sie kommt in Ägypten, auf der Sinai-Halbinsel und in Israel[37] vor.[7]
- Silene iberica M.Bieb.: Sie kommt in Armenien vor.[7]
- Silene ibosii Emb. & Maire: Die Heimat ist Marokko.[7]
- Silene idaea Hausskn.: Die Heimat ist die Türkei.[7]
- Silene incisa C.L.Tang: Sie gedeiht auf steinigen Bergwiesen in Höhenlagen zwischen 1700 und 1800 Metern nur in Sichuan.[1]
- Silene incurvifolia Kar. & Kir.: Sie kommt im südöstlichen Xinjiang, in Kasachstan, Kirgisistan sowie in Russland vor.[1]
- Silene indica Roxb. ex Otth: Sie kommt im Himalajagebiet im südlichen Tibet, in Indien sowie Pakistan vor.[6][1]
- Silene imbricata Desf.: Die Heimat ist Algerien und Marokko.[7]
- Silene inaperta L.: Sie kommt in Portugal, Spanien, Nordafrika, Frankreich und Italien vor.[6]
- Silene inclinata Hub.-Mor.: Die Heimat ist die Türkei.[7]
- Silene insularis Barbey: Dieser Endemit kommt nur auf Karpathos vor.[19]
- Silene integripetala Bory & Chaub.: Sie kommt in Griechenland und auf Kreta vor.[7]
- Silene intonsa Melzh. & Greuter: Sie kommt nur im nordwestlichen Griechenland vor.[21]
- Silene intricata Post: Sie kommt in Syrien[27] vor.[7]
- Silene involucrata (Cham. & Schltdl.) Bocquet (Syn.: Silene furcata Raf.): Sie kommt in zwei Unterarten in Finnland, Schweden, Norwegen und auf Spitzbergen vor.[7]
- Silene ionica Halácsy: Sie kommt im westlichen Griechenland vor.[19]
- Silene isaurica Contandr. & Quézel: Die Heimat ist die Türkei.[7]
- Silene ismailitica (Schweinf.) Botsch.: Sie kommt in Ägypten, der Sinai-Halbinsel, in Israel und Jordanien[37] vor.[7]
- Silene ispartensis Ghaz.: Die Heimat ist die Türkei.[7]
- Italienisches Leimkraut[20] (Silene italica (L.) Pers., Syn.: Cucubalus italicus L., Silene pilosa (Willd.) Spreng.)
- Silene jailensis N.I.Rubtzov: Die Heimat ist die Krim (bei Gurzuf) in der Ukraine.[19][21]
- Silene jenisseensis Willd. (Syn.: Silene dasyphylla Turcz., Silene graminifolia var. parviflora Fenzl, Silene iche-bogdo Grubov, Silene jeniseensis var. dasyphylla (Turcz.) Kitag., Silene jenissea Poir., Silene jenissea Stephan ex Bunge, Silene jenissea var. parviflora Turcz., Silene jenissea var. setifolia Turcz., Silene jenisseensis var. oliganthella (Nakai ex Kitag.) Y.C.Chu, Silene jenisseensis var. vegetior Popov, Silene oliganthella Nakai ex Kitag., Silene pauciflora (F.N.Williams) Nakai, Silene tenuis var. jenissea Rohrb., Silene tenuis var. pauciflora F.N.Williams, Silene tuvinica Sobolevsk.): Sie kommt in China, Korea, Russland und in der Mongolei vor.[1]
- Silene karaczukuri B.Fedtsch.: Sie kommt in China (im südwestlichen Xinjiang) sowie in Tadschikistan vor.
- Silene karekirii Bocquet (Syn.: Lychnis sordida Kar. & Kir., Melandrium sordidum (Kar. & Kir.) Rohrb., Melandrium verrucosoalatum Y.Z.Zhao & P.Ma): Sie kommt im westlichen Xinjiang sowie in Kasachstan vor.[1]
- Silene khasiana Rohrb.: Sie kommt in Assam, Nepal und Tibet vor.[1]
- Silene kialensis (F.N.Williams) Lidén & Oxelman (Syn.: Lychnis kialensis (F.N.Williams) H.Lév., Melandrium kialense F.N.Williams, Silene nepalensis var. kialensis (F.N.Williams) C.L.Tang): Sie gedeiht an Waldrändern und auf Grasländern in Höhenlagen von 1800 bis 4000 Metern in den chinesischen Provinzen Gansu, Qinghai, Sichuan sowie im südöstlichen Tibet.[1]
- Silene komarovii Schischk. (Syn.: Silene viscidula Kom.): Sie kommt in China (Xinjiang), Kasachstan, Kirgisistan sowie in Tadschikistan vor.[1]
- Silene koreana Kom.: Sie kommt in Japan, Korea, Russland und in den chinesischen Provinzen Heilongjiang sowie Jilin vor.[1]
- Silene kotschyi Boiss.: Die Heimat ist Zypern, Anatolien, der Libanon und Syrien.[27][7]
- Silene kremeri Soy.-Will. & Godr.: Die Heimat ist Algerien.[7]
- Silene kungessana B.Fedtsch.: Sie kommt nur in Xinjiang vor.[1]
- Silene lacera (Steven) Sims: Sie kommt in Armenien vor.[7]
- Silene laconica Boiss. & Orph.: Die Heimat ist das südliche Griechenland (Parnon).[19][21]
- Silene laeta (Aiton) Godr. (Syn.: Eudianthe laeta (Ait.) Willk.): Das Verbreitungsgebiet umfasst Frankreich, Spanien, Portugal, Italien, Korsika, Sardinien, Marokko, Algerien und Tunesien. Im Libanon gibt es einen Adventivnachweis.[27][7]
- Silene laevigata Sm.: Dieser Endemit kommt nur auf Zypern vor.[7]
- Silene lagenocalyx Fenzl ex Boiss.: Sie kommt nur im südlichen sowie westlichen Iran und im nordöstlichen Irak vor.[6]
- Silene lagrangei (Coss.) Greuter & Burdet: Die Heimat ist Marokko.[7]
- Silene lagunensis H.Christ: Dieser Endemit kommt nur auf Teneriffa vor.[7]
- Silene lamarum C.Y.Wu: Sie gedeiht auf alpinen Matten und im Gebüsch in Höhenlagen von (2900 bis) meist 3400 bis 4000 Metern nur in den chinesischen Provinzen Sichuan sowie nordwestlichen Yunnan (dort nur in Dêqên Xian und Zhongdian Xian).[1]
- Silene lanceolata A.Gray: Sie kommt auf Hawaii vor.[6]
- Silene lasiantha C.Koch: Sie kommt in der Türkei und in Armenien vor.[7]
- Weiße Lichtnelke oder Breitblättrige Lichtnelke (Silene latifolia Poir.)
- Silene laxa Boiss. & Kotschy: Sie kommt von der östlichen Türkei bis zum Iran vor.[7]
- Silene lazica Boiss.: Sie kommt in der Türkei vor.[7]
- Silene legionensis Lag.: Die Heimat ist Portugal und Spanien.[7]
- Silene leptoclada Boiss.: Sie kommt von den Inseln der östlichen Ägäis bis zur südwestlichen Türkei vor.[7]
- Silene lerchenfeldiana Baumg.: Die Heimat ist Griechenland, Bulgarien, Makedonien und Rumänien.[7]
- Silene leucophylla Boiss.: Dieser Endemit kommt nur auf der Sinai-Halbinsel vor.[7]
- Silene lhassana (F.N.Williams) Majumdar (Syn.: Melandrium lhassanum F.N.Williams, Silene nyinchinensis L.H.Zhou): Sie gedeiht auf alpinen Matten, die strauchbestanden sind, in Höhenlagen zwischen 2900 und 4600 Metern nur im zentralen sowie südlichen Tibet.
- Silene libanotica Boiss.: Die Heimat ist das Gebiet von Libanon und Syrien und Israel.[27][7]
- Silene lichiangensis W.W.Sm. (Syn.: Melandrium lichiangense (W.W.Sm.) Hand.-Mazz.): Dieser Endemit gedeiht in China in Wiesen in der Nähe von Waldrändern in Höhenlagen zwischen 2900 und 3600 Metern nur in Lijiang Naxi Zu Zizhixian im nordwestlichen Yunnan.[1]
- Silene linearifolia Otth
- Silene lineariloba C.Y.Wu: Sie gedeiht in einer Höhenlage von etwa 2900 Metern im nordwestlichen Yunnan.[1]
- Silene linearis Decne.: Die Heimat ist Ägypten, die Sinai-Halbinsel, Israel, Jordanien,[37] Syrien[27][7] sowie die Arabische Halbinsel und der Irak.[26][7]
- Flachs-Leimkraut oder Echte Flachsnelke (Silene linicola C.C.Gmel.): Ihre Heimat liegt in Kroatien, Frankreich sowie Italien und sie ist in Deutschland sowie Spanien eingeführt. Sie ist durch den Rückgang des Flachsanbaus weltweit vom Aussterben bedroht.
- Silene linnaeana Vorosch. (Syn.: Lychnis sibirica L. non (L.) Pers., Melandrium sibiricum (L.) A.Braun): Sie kommt in Nei Mongol, in der Mongolei und in Russlands Fernem Osten sowie Sibirien vor.[1]
- Silene linoides Otth: Die Heimat ist Griechenland und Nordmazedonien.[7]
- Strand-Leimkraut (Silene littorea Brot., Syn.: Silene prostrata Willd. ex Spreng.): Die Heimat ist Portugal, Spanien, die Balearen und Marokko.[7]
- Silene lituanica Zapalł.: Die Heimat ist Litauen und die Ukraine.[7]
- Silene longicilia (Brot.) Otth: Die Heimat ist das westliche Portugal.[21]
- Silene longicornuta C.Y.Wu & C.L.Tang: Sie gedeiht im Gebirge in einer Höhenlage von etwa 2500 Metern in Felsspalten in den chinesischen Provinzen südwestliches Sichuan sowie westliches Yunnan.[1]
- Silene longipetala Vent.: Das Verbreitungsgebiet umfasst Algerien, Libyen, Ägypten, die Sinai-Halbinsel, Zypern, Griechenland, Anatolien, Israel, Jordanien, Libanon und Syrien[27][7] sowie Irak und Iran.[26]
- Silene lucida Chowdhuri: Sie kommt von der östlichen und südöstlichen Türkei bis zum nordwestlichen Iran vor.[7]
- Silene lycaonica Chowdhuri: Die Heimat ist die Türkei.[7]
- Silene lychnidea C.A.Mey.: Sie kommt im Kaukasusgebiet vor.
- Silene lydia Boiss.: Die Heimat ist die Balkanhalbinsel, die ostägäische Insel Samos,[38] Anatolien und den Libanon.[27][7]
- Silene lynesii C.Norman: Sie kommt nur in Algerien vor.[7]
- Silene macrodonta Boiss.: Die Heimat ist Griechenland (Karpathos und Rhodos),[22] Zypern, Anatolien, Israel,[37] Jordanien,[39] Syrien[27] und Libanon.[27][7]
- Silene macrostyla Maxim. (Syn.: Silene foliosa var. macrostyla (Maxim.) Rohrb., Silene tatarica var. macrostyla (Maxim.) Regel): Sie kommt in Korea, Russland und in den chinesischen Provinzen Heilongjiang, Jilin sowie Liaoning vor.[1]
- Silene makmeliana Boiss.: Die Heimat ist Syrien und der Libanon.[27][7]
- Silene manissadjianii Freyn: Die Heimat ist die Türkei.[7]
- Silene marcowiczii Schischk.: Sie kommt vom Kaukasusraum bis zum Iran vor.[7]
- Silene marginata (Kit.) Kit.: Sie kommt im Gebiet des früheren Jugoslawien vor.[7]
- Silene mariana Pau: Sie kommt nur im südlichen Spanien vor.[21]
- Silene marizii Samp.: Die Heimat ist Portugal und Spanien.[7]
- Silene marmarica Bég. & A.Vacc.: Die Heimat ist Libyen.[7]
- Silene marschallii C.A.Mey.: Das Verbreitungsgebiet umfasst Griechenland (Parnassos) und Vorderasien mit der Türkei bis zum Iran.[7][21]
- Silene martyi Emb. & Maire: Die Heimat ist Marokko.[7]
- Silene maurorum Batt. & Pit.: Die Heimat ist Marokko.[7]
- Silene media (Litv.) Kleopow
- Silene mekinensis Coss.: Die Heimat ist Marokko.[7]
- Silene melanantha Franch. (Syn.: Melandrium longipes Hand.-Mazz., Melandrium melananthum (Franch.) Hand.-Mazz., Silene longipes (Hand.-Mazz.) C.Y.Wu): Sie gedeiht auf Wiesen in Höhenlagen von meist 2800 bis 3800 (bis zu 4200) Metern nur im nordwestlichen Yunnan.[1]
- Silene mellifera Boiss. & Reut.: Die Heimat ist Portugal und Spanien.[7]
- Silene melzheimeri Greuter: Sie kommt in Griechenland vor.[7]
- Silene mentagensis Coss.: Die Heimat ist Marokko.[7]
- Silene mesatlantica Maire: Die Heimat ist Marokko.[7]
- Silene meyeri Fenzl ex Boiss. & Buhse
- Silene micropetala Lag.: Die Heimat ist Portugal, Spanien, Algerien und Marokko.[7]
- Silene minae Strobl: Dieser Endemit kommt nur auf Sizilien vor.[7]
- Silene miqueliana (Rohrb.) H.Ohashi & H.Nakai (Syn.: Lychnis miqueliana Rohrb.): Sie kommt nur in Japan vor.
- Silene mirabilis Rouy & Foucaud: Sie kommt in Frankreich vor.
- Silene moehringiifolia Pančić: Die Heimat ist Bulgarien und das frühere Jugoslawien.[7]
- Silene moldavica (Klokov) Sourkova: Sie kommt in Moldawien vor.[7]
- Silene mollissima (L.) Pers.: Die Heimat sind die Balearen (Mallorca, Menorca, Ibiza).[7]
- Silene monbeigii W.W.Sm. (Syn.: Silene cardiopetala var. deqenensis C.Y.Wu, Silene zangdongensis L.H.Zhou.): Sie kommt in Indien und in den chinesischen Provinzen Sichuan, südöstlichen Tibet sowie Yunnan vor.[6][1]
- Silene montbretiana Boiss.: Sie kommt von der nördlichen und östlichen Türkei bis zum nördlichen Irak vor.[7]
- Silene moorcroftiana Wall. ex Benth. (Syn.: Silene gyirongensis L.H.Zhou, Silene persica subsp. moorcroftiana (Wall. ex Benth.) Chowdhuri): Sie kommt in Afghanistan und im Himalaja von Kaschmir bis Nepal sowie im westlichen Tibet vor.[1]
- Silene morrisonmontana (Hayata) Ohwi & Ohashi: Sie kommt mit zwei Varietäten nur in Taiwan vor und gedeiht in Felsspalten sowie Schutthalden in Höhenlagen von 3100 bis 3400 Metern.[1]
- Silene muliensis C.Y.Wu: Dieser Endemit gedeiht in Wiesen und an Waldrändern in Höhenlagen von 2800 bis 4200 Metern nur in Muli Zang Zu Zizhixian in Sichuan.[1]
- Silene multicaulis Guss.: Sie kommt Italien, auf der Balkanhalbinsel und auf Kreta vor.[22][7]
- Silene multifurcata C L.Tang (Syn.: Melandrium multifurcatum (C.L.Tang) Kozhevn.): Dieser Endemit gedeiht im Gebirge in Höhenlagen zwischen 2600 und 3200 Metern nur in Cona Xian im südlichen Tibet.[1]
- Silene multifida (Adams) Rohrb.: Das Verbreitungsgebiet umfasst Armenien und die Türkei.[7]
- Vielblütiges Leimkraut[20] (Silene multiflora (Ehrh.) Pers., Syn.: Cucubalus multiflorus Ehrh., Silene steppicola Kleopow, Silene syvashica Kleopow): Das Verbreitungsgebiet umfasst Österreich, Ungarn, Lettland, die Slowakei, die Ukraine, Moldawien und das frühere Jugoslawien.[7]
- Silene muradica Schischk.: Die Heimat ist die Türkei.[7]
- Fliegenfallen-Leimkraut[20] (Silene muscipula L.): Die Heimat ist Südeuropa, Nordafrika, die Kanaren und Vorderasien.[7]
- Silene namlaensis (C.Marquand) Bocquet (Syn.: Lychnis namlaensis C.Marquand, Melandrium namlaense (C.Marquand) Pax & K. Hoffm.): Sie gedeiht auf alpinen Matten in Höhenlagen von 3600 bis 4500 Metern nur im zentralen sowie südöstlichen Tibet.[1]
- Silene nana Kar. & Kir.: Sie kommt in Südwestasien, Kasachstan, im nördlichen Xinjiang sowie Baluchistan vor.[1]
- Silene nangqenensis C.L.Tang (Syn.: Melandrium glandulosum var. hexapetalum (Maxim.) Y.W.Cui & L.H.Zhou, Melandrium glandulosum var. longistylum (Maxim.) Y.W.Cui & L.H.Zhou): Sie gedeiht auf alpinen Matten in Höhenlagen von 4200 bis 4600 Metern nur im südlichen Qinghai sowie östlichen Tibet.[1]
- Silene napuligera Franch. (Syn.: Melandrium napuligerum (Franch.) Hand.-Mazz., Melandrium rubicundum (Franch.) Hand.-Mazz., Silene rubicunda Franch. non A.Dietrich, Silene rubicunda var. revoluta Franch.): Sie gedeiht auf strauchbestandenen Grasländern in Höhenlagen von 1500 bis 3600 Metern in Tibet und in den chinesischen Provinzen Sichuan sowie Yunnan.[1]
- Silene neglecta Ten.: Die Heimat ist Spanien, Frankreich, Korsika, Sardinien, Sizilien, Italien, Algerien und Tunesien.[7]
- Hain-Leimkraut (Silene nemoralis Waldst. & Kit.): Sie kommt in Süd- und Mitteleuropa vor von Spanien bis Bulgarien.[7]
- Silene nepalensis Majumdar (Syn.: Lychnis multicaulis Wall. ex Benth., Melandrium brachypetalum var. tibetanum Rohrb., Melandrium multicaule (Wall. ex Benth.) Walp.): Sie kommt im Himalaja von Kaschmir bis Bhutan, im südlichen Tibet sowie im südwestlichen China (Qinghai, Sichuan, Yunnan) vor.[1]
- Silene nicaeensis All.: Das Verbreitungsgebiet umfasst Portugal, Spanien, Frankreich, die Balearen, Korsika, Sardinien und Sizilien, Algerien, Tunesien, Marokko, Griechenland und Zypern.[7]
- Silene niederi Boiss.: Sie kommt in Griechenland. vor[7]
- Silene nigrescens (Edgew. & Hook. f.) Majumdar (Syn.: Lychnis nigrescens Edgew. & Hook. f.): Sie kommt mit zwei Unterarten im Himalajagebiet in Assam und in Nepal, Pakistan, China sowie Myanmar vor.[6][1]
- Silene ningxiaensis C.L.Tang: Sie gedeiht im Gebirge in Höhenlagen von 1700 bis 2400 Metern in den chinesischen Provinzen Gansu, Nei Mongol sowie Ningxia.[1]
- Silene nivalis (Kit.) Rohrb. (Syn.: Lychnis nivalis Kit.): Sie kommt nur in Rumänien vor.[7]
- Silene nocteolens Webb & Berthel.: Dieser Endemit kommt nur auf Teneriffa vor.[7]
- Acker-Lichtnelke oder Nachtblühendes Leimkraut (Silene noctiflora L., Syn.: Cucubalus noctiflorus (L.) Mill., Elisanthe noctiflora (L.) Rupr., Lychnis noctiflora (L.) Schreb., Melandrium noctiflorum (L.) Fr., Silene orientalis Mill.): Sie kommt in Europa, Südwestasien, Kasachstan, Russland und China (Xinjiang) vor.[1]
- Nacht-Leimkraut[20] (Silene nocturna L.): Sie kommt in Südeuropa (nördlich bis in die Westalpen),[20] in Nordafrika und in Westasien vor.[6]
- Silene nodulosa Viv.: Die Heimat ist Korsika und Sardinien.[7]
- Silene nuncupanda Coode & Cullen: Die Heimat ist die Türkei.[7]
- Silene nutabunda Greuter: Die Heimat ist Griechenland.[7]
- Nickendes Leimkraut (Silene nutans L., Syn.: Cucubalus nutans Lam., Cucubalus rubens Roth, Silene brachypoda Rouy, Silene nutans var. brachypoda (Rouy) Molero, Silene nutans subsp. smithiana (Moss) Jeanm. & Bocquet, Silene nutans var. smithiana Moss, Viscago nutans Fourr.)
- Silene oblanceolata W.W.Sm (Syn.: Melandrium oblanceolatum (W.W.Sm.) Hand.-Mazz.): Sie gedeiht in steinigen Böden in Wäldern in Höhenlagen von 2400 bis 3600 Metern in den chinesischen Provinzen südwestliches Sichuan sowie nördliches Yunnan.[1]
- Silene obtusifolia Willd.: Die Heimat ist Spanien, Algerien und Marokko.[7]
- Silene odontopetala Fenzl (Syn.: Silene raddeana Trautv.): Die Heimat ist Ägypten, die Sinai-Halbinsel, Anatolien, Syrien und Libanon.[27][7] sowie der Irak und Iran.[26]
- Silene odoratissima Bunge (Syn.: Cheiropetalum radians Fr. ex Urb., Silene radians Kar. & Kir.): Sie kommt in China (Xinjiang), Kasachstan sowie Russland vor.[1]
- Silene oligantha Boiss. & Heldr.: Dieser Endemit kommt nur am Olymp in Griechenland vor.[21]
- Silene oligotricha Hub.-Mor.: Die Heimat ist die Türkei.[7]
- Silene olympica Boiss.: Die Heimat ist die Türkei.[7]
- Silene orbelica Greuter: Die Heimat ist das nordöstliche Griechenland.[7]
- Silene oreades Boiss. & Heldr.: Sie kommt im asiatischen Tiel der Türkei vor.[7]
- Silene oreophila Boiss.: Sie kommt in der Türkei, in Syrien und im nordöstlichen Irak vor.[7]
- Silene oreosinaica Chowdhuri: Die Heimat ist Ägypten.[7]
- Silene orientalimongolica Kozhevn. (Syn.: Melandrium orientalimongolicum (Kozhevn.) Y.Z.Zhao): Sie kommt wohl nur in den Steppen der Inneren Mongolei vor.[1]
- Silene oropediorum Coss.: Die Heimat ist Spanien, Algerien und Marokko.[7]
- Silene orphanidis Boiss.: Die Heimat ist Athos in Griechenland.[21]
- Ohrlöffel-Leimkraut (Silene otites (L.) Wibel, Syn.: Otites artemisetorum Klokov, Cucubalus otites L., Otites polaris (Kleopow) Stankov, Otites pseudotites (Rchb.) Klokov, Silene otites subsp. eu-otites Graebn., Silene otites (L.) Wibel var. otites)[1]
- Silene otodonta Franch.: Sie gedeiht in Wäldern in Höhenlagen von 2100 bis 2500 Metern in den chinesischen Provinzen Sichuan sowie Yunnan.[1]
- Silene oxyodonta Barbey: Die Heimat ist Israel und Jordanien.[37][7]
- Silene paeoniensis Bornm.: Die Heimat ist Makedonien.[7]
- Silene palaestina Boiss.: Die Heimat ist Ägypten, die Sinai-Halbinsel und Israel, Jordanien,[37] und der Libanon.[27][7]
- Silene paphlagonica Bornm.: Die Heimat ist die Türkei.[7]
- Silene papillosa Boiss.: Die Heimat sind die ostägäischen Inseln von Samos bis Rhodos,[22] das südliche Anatolien, Libanon, Syrien[27] und Zypern.[7]
- Seltsames Leimkraut[20] (Silene paradoxa L.): Die Heimat ist Frankreich, Korsika, Italien, die Balkanhalbinsel und Zypern.[7]
- Silene parnassica Boiss. & Spruner: Die Heimat ist Italien, Albanien, Griechenland und Makedonien.[7]
- Silene patagonica (Speg.) Bocquet (Syn.: Lychnis patagonica Speg.): Sie kommt in Argentinien sowie Chile vor.[6]
- Silene patula Desf.: Die Heimat ist Marokko, Algerien, Tunesien und Libyen.[7]
- Silene paucifolia Ledeb.: Sie kommt in Russland und Sibirien vor.
- Silene peduncularis Boiss.: Sie kommt von Transkaukasien bis zum Iran vor.[7]
- Hängendes Leimkraut (Silene pendula L.): Es ist in Italien beheimatet, kommt aber in Mittel-, Süd- und Osteuropa, im südlichen Afrika, in Neuseeland, in Nord- und Südamerika eingebürgert vor.[6]
- Silene pentelica Boiss.: Sie kommt in Griechenland in Attika, auf Euböa, den Kykladen und Ikaria vor.[22]
- Silene perlmanii W.L.Wagner et al.: Sie kommt auf Hawaii vor[6]
- Petrarcas Leimkraut (Silene petrarchae Ferrarini & Cecchi): Diese Endemit kommt nur in den äußersten Westalpen Frankreichs am Mt. Ventoux vor und wurde 2001 erstbeschrieben.[20]
- Silene pharnaceifolia Fenzl: Die Heimat ist die Türkei und der Libanon.[27][7]
- Silene phoenicodonta Franch.: Sie gedeiht in Gebüschen sowie entlang von Fließgewässern in Höhenlagen von 1600 bis 2600 Metern in den chinesischen Provinzen nordwestliches Yunnan und östliches sowie südliches Sichuan.[1]
- Silene phrygia Boiss.: Sie kommt im asiatischen Teil der Türkei vor.[7]
- Silene physalodes Boiss.: Die Heimat ist Syrien[27] und Israel.[37][7]
- Silene physocalyx Ledeb.: Sie wurde aus dem Kaukasusgebiet erstbeschrieben.
- Silene pinetorum Boiss. & Heldr.: Sie kommt nur auf Kreta vor.[22]
- Silene platyphylla Franch. (Syn.: Melandrium platyphyllum (Franch.) Hand.-Mazz., Melandrium praticolum (W.W.Sm.) Pax & K. Hoffm., Silene platyphylla var. praticola (W.W.Sm.) C.Y.Wu, Silene praticola W.W.Sm.): Sie gedeiht an Waldrändern sowie in Gebüschen in Höhenlagen von 2400 bis 2700 (selten bis zu 3200) Metern in den chinesischen Provinzen südwestliches Sichuan und westliches Yunnan.[1]
- Silene pomelii Batt.: Die Heimat ist Algerien und Marokko.[7]
- Silene pompeiopolitana Boiss.: Die Heimat ist die Türkei, Zypern und Kreta.[7]
- Silene portensis L.: Das Verbreitungsgebiet erstreckt sich über Portugal, Spanien, Frankreich, Italien, Korsika, Griechenland und Marokko.[7]
- Silene prilepensis Micevski: Sie kommt in Makedonien vor.[7]
- Silene prilipkoana Schischk.: Sie kommt von Transkaukasien bis zum Iran vor.[7]
- Silene principis Oxelman & Lidén (Syn.: Melandrium platypetalum (Bureau & Franch.) F.N.Williams, Silene platypetala Bureau & Franch.): Sie gedeiht auf strauchbestandenen Grasländern in Höhenlagen zwischen 1600 und 4000 Metern nur im westlichen Sichuan.[1]
- Silene procumbens Murray: Sie kommt im europäischen Russland, in der Ukraine,[7] in Kasachstan und in Sibirien vor.
- Silene propinqua Schischk.: Sie kommt in Vorderasien vor.[7]
- Silene psammitis Spreng.: Die Heimat ist Portugal, Spanien und Marokko.[7]
- Silene pseudoatocion Desf.: Die Heimat ist Spanien, die Balearen, Algerien und Marokko, eingeschleppt kommt sie auch in Ägypten vor.[7]
- Silene pseudobehen Boiss.: Die Heimat sind das westliche Anatolien, die ostägäischen Inseln Lesbos, Chios und Nisyros sowie die Kykladeninsel Thira.[22]
- Silene pseudofortunei Y.W.Tsui & C.L.Tang: Sie gedeiht auf Bergwiesen und in steinigen Gebüschen in Höhenlagen von 600 bis 1300 Metern in den chinesischen Provinzen südliches Shanxi sowie östliches Sichuan.[1]
- Silene pseudotenuis Schischk.: Sie kommt in China im nördlichen Xinjiang, in Kasachstan sowie Kirgisistan vor.[1]
- Silene pseudovestita Batt.: Die Heimat ist Algerien.[7]
- Silene pubicalycina C.Y.Wu: Sie gedeiht in Wäldern in Höhenlagen von etwa 3200 Metern im südöstlichen Tibet (Zayü Xian) und in den chinesischen Provinzen südwestliches Sichuan sowie nordwestliches Yunnan (Zhongdian Xian).[1]
- Silene pungens Boiss.: Sie kommt von der Türkei bis zum Iran vor.[7]
- Silene puranensis (L.H.Zhou) C.Y.Wu & H.Chuang (Syn.: Melandrium puranense L.H.Zhou): Dieser Endemit gedeiht auf Felsschutt in Höhenlagen von etwa 5000 Metern nur in Burang Xian im südwestlichen Tibet.[1]
- Silene pygmaea Adams: Sie kommt im Kaukasusgebiet vor.[6]
- Silene quadriloba Turcz. ex Kar. & Kir. (Syn.: Melandrium quadrilobum (Turcz. ex Kar. & Kir.) Schischk., Silene viscosa var. quadriloba Trautv.) Sie kommt in China in Xinjiang, Kasachstan, Russland und in der Mongolei vor.[1]
- Silene qiyunshanensis X.H.Guo & X.L.Liu: Dieser Endemit gedeiht auf Bergen im Geröll in Höhenlagen von etwa 400 Metern nur in China in Xiuning Xian in Anhui.[1]
- Silene radicosa Boiss. & Heldr.: Die Heimat ist Albanien, Griechenland und Makedonien.[7]
- Silene ramosissima Desf.: Die Heimat ist Portugal, Spanien, Algerien und Marokko.[7]
- Silene rectiramea B.L.Rob.: Sie kommt nur in Arizona vor.[6]
- Silene reichenbachii Vis.: Die Heimat ist Kroatien.[7]
- Silene reinwardtii Roth: Die Heimat ist Syrien, Libanon,[27] Israel und Jordanien.[37][7]
- Silene regia Sims: Sie kommt in den USA vor.[6]
- Silene repens Patrin (Syn.: Cucubalus congestus Willd. ex Cham. & Schltdl., Silene pachyrrhiza Franch., Silene purpurata Greene, Silene repens var. angustifolia Turcz. ex Regel, Silene repens subsp. australis C.L.Hitchc. & Maguire, Silene repens var. australis (C.L.Hitchc. & Maguire) C.L.Hitchc., Silene repens var. costata (F.N.Williams) B.Boivin, Silene repens var. glandulosa Y.W.Cui & L.H.Zhou, Silene repens var. latifolia Turcz., Silene repens subsp. purpurata (Greene) C.L.Hitchc. & Maguire, Silene repens var. sinensis (F.N.Williams) C.L.Tang, Silene repens var. vulgaris Turcz., Silene repens var. xilingensis Y.Z.Zhao, Silene scouleri var. costata F.N.Williams): Sie kommt in China, Japan, Korea, Russland, in der Mongolei und im nordwestlichen Nordamerika vor.[1]
- Silene requienii Otth: Die Heimat ist Korsika.[7]
- Silene reticulata Desf.: Die Heimat ist Algerien und Tunesien.[7]
- Silene reuteriana Boiss. & C.I.Blanche: Die Heimat ist der Libanon.[27][7]
- Silene reverchonii Batt.: Die Heimat ist Algerien.[7]
- Silene rhiphaena Pau & Font Quer: Die Heimat ist Marokko.[7]
- Silene rigens J.C.Manning & Goldblatt: Dieser Endemit wurde 2012 neu beschrieben und kommt nur zwischen Saldanha Bay über die Cape Flats bis Hermanus im Fynbos an der Küste des Westkap vor.[23][40]
- Silene rhynchocarpa Boiss.: Sie kommt von der Türkei bis zum nördlichen Irak und zum südwestlichen Iran vor.[7]
- Silene roemeri Friv.: Sie kommt in Italien und auf der Balkanhalbinsel vor.[6]
- Silene roopiana Kleopow: Sie kommt nur in Georgien vor.[7]
- Silene rosiflora Kingdon-Ward (Syn.: Silene salweenensis W.W.Sm): Sie gedeiht auf Wiesen an Waldrändern in Höhenlagen von 2800 bis 3000 Metern in den chinesischen Provinzen Sichuan sowie Yunnan.[1]
- Silene rosulata Soy.-Will. & Godr.: Die Heimat ist Sardinien (bei Segna Teresa Gallura), Algerien und Marokko.[7][21]
- Silene rothmaleri P.Silva: Die Heimat war Portugal.[7]
- Silene rouyana Batt.: Die Heimat ist Algerien und Marokko.[7]
- Silene rubella L.: Das Verbreitungsgebiet umfasst die Kanaren, Südeuropa, Nordafrika und Vorderasien bis zum Iran.[7]
- Silene rubricalyx (C.Marquand) Bocquet (Syn.: Lychnis rubricalyx C.Marquand, Melandrium rubricalyx (C.Marquand) Pax & K.Hoffm.): Sie gedeiht auf alpinen Matten in Höhenlagen zwischen 3400 und 3600 Metern im südwestlichen Sichuan sowie im östlichen Xizang.[1]
- Felsen-Leimkraut[20] (Silene rupestris L., Syn.: Atocion rupestre (L.) Oxelman)
- Silene ruprechtii Schischk.: Sie kommt vom Kaukasusgebiet bis zum nordwestlichen Iran vor.[7]
- Silene sabinosae Pit.: Sie kommt auf den Kanaren auf El Hierro vor.[7]
- Silene salamandra Pamp.: Dieser Endemit kommt nur auf Inseln der östlichen Ägäis vor.[7]
- Silene saldanhensis J.C.Manning & Goldblatt: Sie wurde 2012 neu beschrieben. Es sind nur drei Fundorte an der Küste des Westkaps von der Saldanha Bay bis Hopefield bekannt. Sie wird 2014 in der Roten Liste der gefährdeten Pflanzenarten Südafrikas als „Endangered“ = „stark gefährdet“ bewertet, da ihre Bestände an allen drei Standorten durch Habitatverlust zurückgehen.[23][41]
- Silene salicifolia C.L.Tang. Sie gedeiht in steinigen Waldböden in Höhenlagen von 2100 bis 2300 Metern nur in Sichuan.[1]
- Silene salsuginea Hub.-Mor.: Die Heimat ist die Türkei.[7]
- Silene samia Melzh. & Christod.: Die Heimat ist die ostägäische Insel Samos und die Marmaris-Halbinsel im südwestlichen Anatolien.[7]
- Silene samothracica (Rech.f.) Greuter: Sie kommt auf den ägäischen Inseln Samothrake, Chios und Samos vor.[22]
- Silene sangaria Coode & Cullen: Die Heimat ist die Türkei, sie kommt aber auch an sandigen Küsten des europäischen Teils vor.[7][21]
- Silene sartorii Boiss. & Heldr.: Sie kommt in Griechenland auf den Kykladen, an den Ägäisküsten Attikas und der Argolis-Halbinsel[22] und auf Kreta vor.[7]
- Silene saxatilis Sims: Sie kommt in Kleinasien und im Kaukasusraum vor.[7]
- Steinbrech-Leimkraut[20] (Silene saxifraga L.)[7]
- Silene scabrida Soy.-Will. & Godr.: Die Heimat ist Algerien und Tunesien.[7]
- Silene scabriflora Brot.: Die Heimat ist Portugal, Spanien und Marokko.[7]
- Silene schimperiana Boiss.: Sie kommt auf der Sinai-Halbinsel[7] und im Jemen vor.
- Silene schlumbergeri Boiss.: Dieser Endemit kommt nur im Antilibanon in Syrien.[27][7]
- Silene schmuckeri Wettst.: Dieser Endemit gedeiht nur in den Bergen des nordwestlichen Nordmazedonien.[21]
- Silene schwarzenbergeri Halácsy: Die Heimat ist Albanien, Griechenland und Nordmazedonien.[7]
- Silene sclerocarpa Dufour: Die Heimat ist Portugal, Spanien, die Balearen, Griechenland und Kreta.[7]
- Silene sclerophylla Chowdhuri: Sie kommt im asiatischen Teil der Türkei vor.[7]
- Silene scopulorum Franch. (Syn.: Lychnis scopulorum (Franch.) Diels, Melandrium scopulorum (Franch.) Hand.-Mazz.): Sie gedeiht auf alpinen Matten in Höhenlagen von 3000 bis 4000 Metern nur im nordwestlichen Yunnan.[1]
- Silene scouleri Hook.: Sie ist von Kanada über die USA bis Mexiko weitverbreitet.[6]
- Silene scythicina Coode & Cullen: Die Heimat ist die Türkei.[7]
- Einseitswendiges Leimkraut (Silene secundiflora Otth): Es kommt nur in Spanien, Algerien, Tunesien und Marokko vor.[6]
- Mauerpfeffer-Leimkraut (Silene sedoides Poir.): Es ist in Südeuropa, Nordafrika und Westasien verbreitet.[6]
- Silene seelyi C.V.Morton & J.W.Thomps.: Sie kommt nur im US-Bundesstaat Washington vor.[6]
- Silene sefidiana (Pau) Greuter & Burdet: Sie kommt im Libanon[27][7] und im Iran[26] vor.
- Silene sendtneri Boiss.: Die Heimat ist Kroatien, Albanien, Bulgarien, Griechenland und Makedonien.[7]
- Silene sennenii Pau: Die Heimat ist Spanien.[7]
- Silene seoulensis Nakai: Sie kommt in Korea und in den chinesischen Provinzen Heilongjiang, Jilin sowie Liaoning vor.[1]
- Silene sericea All.: Die Heimat ist Spanien, die Balearen, Frankreich, Korsika, Sardinien und Italien.[7]
- Silene sessionis Batt.: Die Heimat ist Algerien.[7]
- Silene sibirica (L.) Pers.: Sie ist in Osteuropa, in Zentralasien und in Sibirien verbreitet.[6]
- Silene siderophila Boiss. & Gaill.: Die Heimat ist der Libanon und Syrien.[27][7]
- Silene sieberi Fenzl: Dieser Endemit kommt nur auf Kreta vor.[7]
- Silene sisianica Boiss. & Buhse: Sie kommt nur in Armenien vor.[7]
- Silene skorpilii Velen.: Die Heimat ist Bulgarien, Griechenland, Nordmazedonien und die Türkei.[7]
- Silene solenantha Trautv.: Sie kommt im Kaukasusraum vor.[7]
- Silene songarica (Schrenk ex Fisch. & C.A.Mey.) Bocquet (Syn.: Lychnis brachypetala Fisch. ex Hornem., Lychnis mongolica Maxim., Melandrium auritipetalum Y.Z.Zhao & P.Ma, Melandrium baicalense Sukaczev ex Tolm., Melandrium brachypetalum (Fisch. ex Hornem.) Fenzl, Melandrium irikutense Kitag., Melandrium mongolicum (Maxim.) Grubov, Melandrium songaricum Fisch., C.A.Mey. & Avé-Lall., Silene duthiei Majumdar): Sie ist in der Mongolei, in Kasachstan, Russland und in den chinesischen Provinzen Jilin, Nei Mongol sowie Xinjiang verbreitet.[1]
- Silene sordida Hub.-Mor. & Reese: Sie kommt im asiatischen Teil der Türkei vor.[7]
- Silene spaldingii S.Watson: Sie ist in Kanada und in den USA verbreitet.[6]
- Silene spinescens Sm.: Sie kommt nur im südöstlichen Griechenland vor.[6][21]
- Silene splendens Boiss.: Sie kommt im asiatischen Teil der Türkei vor.[7]
- Silene squamigera Boiss.: Sie ist dem festländischen Griechenland, auf der ostägäischen Insel Lesbos und in West- und Süd-Anatolien verbreitet.[22] Ein isoliertes Vorkommen mit fraglichem Status gibt es in der Umgebung von Niš in Südost-Serbien.[22][7]
- Silene stellata W.T.Aiton: Sie ist in den USA verbreitet.[6]
- Silene stenobotrys Boiss. & Hausskn.: Sie kommt in Anatolien, Syrien, Libanon[27][7] sowie im Irak und in Iran vor.[26]
- Silene stenophylla Ledeb.: Sie konnte im sibirischen Permafrost über 30.000 Jahre überdauern. 2012 gelang es Forschern der Russischen Akademie der Wissenschaften, Pflanzenexemplare aus gefrorenen Resten heranzuziehen.[42]
- Silene stewartiana Diels: Dieser Endemit gedeiht auf alpinen Matten in China in Höhenlagen zwischen 2800 und 3900 Metern nur in Lijiang Naxi Zu Zizhixian im nordwestlichen Yunnan.[1]
- Silene stockenii Chater: Die Heimat ist spanische Provinz Cádiz.[21]
- Silene striata Rohrb.: Die Heimat ist Syrien und der Libanon.[27][7]
- Silene stricta L.: Sie ist auf der Iberischen Halbinsel und in Algerien sowie Marokko verbreitet.[7]
- Silene suaveolens Turcz. ex Kar. & Kir. (Syn.: Melandrium adenophorum Schischk., Melandrium griffithii (Boiss.) Rohrb., Melandrium suaveolens (Turcz. ex Kar. & Kir.) Schischk., Silene griffithii Boiss.): Sie ist in Xinjiang, Afghanistan, Kasachstan, Kirgisistan, Tadschikistan und in der Mongolei verbreitet.[1]
- Silene subciliata B.L.Rob.: Sie kommt in den US-Bundesstaaten Louisiana und Texas vor.[6]
- Silene subconica Friv.: Sie kommt in Frankreich (nicht einheimisch), Italien, in Sizilien, auf der Balkanhalbinsel, in Rumänien, der Ukraine, auf den ostägäischen Inseln und in Vorderasien vor.[7]
- Silene subcretacea F.N.Williams: Sie gedeiht auf alpinen Matten und kiesigen Bergwiesen nur in Tibet in Höhenlagen von (3000 bis) meist 3800 bis 4700 Metern.[1]
- Silene subintegra (Hayek) Greuter: Die Heimat ist Albanien, Griechenland, Makedonien und Bulgarien.[7]
- Fleischiges Leimkraut[43] (Silene succulenta Forssk.): Sie kommt auf Sardinien und Korsika, auf Kleininseln um Kreta, in Tunesien, Libyen, Ägypten, auf der Sinai-Halbinsel, in Israel,[37] und Libanon[27] vor.[7]
- Alpen-Lichtnelke (Silene suecica (Lodd.) Greuter & Burdet, Syn.: Lynchis alpina L., Lychnis suecica Lodd., Viscaria alpina (L.) G.Don)
- Silene suffrutescens M.Bieb.: Sie ist im Kaukasusraum verbreitet.
- Silene supina M.Bieb.: Sie ist auf der Balkanhalbinsel, in Rumänien und der Ukraine sowie in der Türkei und Armenien, im Kaukasusgebiet, in Syrien und im Iran[26] verbreitet.[7]
- Silene surculosa Hub.-Mor.: Die Heimat ist die Türkei.[7]
- Silene sveae Lidén & Oxelman: Dieser Endemit gedeiht auf Kiesbänken in Höhenlagen von etwa 3000 Metern nur in Dêqên Xian im nordwestlichen Yunnan.[1]
- Silene swertiifolia Boiss.: Sie kommt in der Türkei und in Syrien,[27] Israel und Jordanien[37] vor.[7]
- Silene syreistschikowii P.A.Smirn.: Die Heimat ist die Ukraine.[7]
- Silene sytnikii Krytzka, Novosad & Protop.: Sie kommt in der Ukraine vor.[7]
- Silene tachtensis Franch.
- Silene taimyrensis (Tolm.) Bocquet: Sie ist in Sibirien, im nördlichen Kanada und in Alaska verbreitet.[6]
- Silene taliewii Kleopow
- Silene talyschensis Schischk.: Sie kommt Kaukasusraum vor.[7]
- Tataren-Leimkraut (Silene tatarica (L.) Pers.): Sie ist in Europa in Estland, Lettland, Litauen, Schweden, Finnland, Norwegen, Polen, Deutschland und in der Ukraine verbreitet.[7]
- Silene tatarinowii Regel (Syn.: Melandrium tatarinowii (Regel) Y.W.Cui, Silene potaninii Maxim.): Sie gedeiht in Höhenlagen zwischen 800 und 2900 Metern in den chinesischen Provinzen Gansu, Guizhou, Hebei, Henan, Hunan, Nei Mongol, Ningxia, Shanxi, Shaanxi sowie Sichuan.[1]
- Silene tatianae Schischk.: Sie kommt in Vorderasien vor.[7]
- Silene telavivensis Zohary & Plitmann: Sie kommt nur in Israel vor.[37][7]
- Silene thirkeana C.Koch: Sie kommt in Vorderasien vor.[7]
- Silene thymifolia Sm.: Sie kommt in Rumänien, Bulgarien und in der Türkei an den sandigen Küsten des Schwarzen Meeres vor.[7][21]
- Silene tianschanica Schischk.: Sie kommt im Tian-Schan im nördlichen Xinjiang sowie in Kasachstan vor.[1]
- Silene tibetica Lidén & Oxelman: Dieser Endemit gedeiht in Höhenlagen von etwa 3000 Metern nur in Zanda Xian im südwestlichen Tibet.[1]
- Silene tomentosa Otth: Dieser Endemit kommt nur in Gibraltar vor.[21]
- Silene trachyphylla Franch.: Sie gedeiht zwischen Sträuchern in Höhenlagen von 3100 bis 3900 Metern in Tibet und in den chinesischen Provinzen Qinghai, Sichuan sowie Yunnan.[1]
- Silene tridentata Desf.: Sie kommt auf den Kanaren (möglicherweise nicht einheimisch), in Spanien, den Balearen, Frankreich (eingeschleppt), auf Zypern, in ganz Nordafrika, auf der Sinai-Halbinsel und in Israel und Jordanien[37] vor.[7]
- Silene tubicalyx Trinajstić & Zi.Pavletić: Sie kommt im Gebiet des früheren Jugoslawien vor.[7]
- Silene tubiformis C.L.Tang: Sie gedeiht in strauchbestandenen steinigen Grasländern in Höhenlagen von 700 bis 1000 Metern nur im nördlichen Sichuan.[1]
- Silene tubulosa Oxelman & Lidén: Sie gedeiht auf Granitfelsblöcken im tiefen Schatten von Birken-Wäldern, an grasigen Felswänden sowie steilen Hängen in Höhenlagen von 3600 bis 4100 Metern nur in Tibet.[1]
- Silene tunetana Murb.: Die Heimat ist Algerien und Tunesien.[7]
- Silene tunicoides Boiss.: Sie kommt im südwestlichen Anatolien und auf Rhodos vor.[22]
- Silene turbinata Guss.: Die Heimat ist Sizilien, Tunesien und Algerien.[7]
- Silene undulata Aiton: Sie enthält seit 2012 zwei Unterarten im südlichen Afrika:[23]
  - Silene undulata subsp. polyantha J.C.Manning & Goldblatt: Sie kommt in Eswatini in den südafrikanischen Provinzen südliches Mpumalanga und Südküste von KwaZulu-Natal vor.[23][44]
  - Silene undulata Aiton subsp. undulata (Syn.: Silene bellidifolia var. foliosa Fenzl, Silene bellidifolia var. stricta Fenzl, Silene bellidioides Sond., Silene caffra Fenzl, Silene caffra Fenzl ex C.Muell., Silene capensis Otth, Silene diurniflora Kunze, Silene eckloniana Sond., Silene meyeri Fenzl, Silene thunbergii E.Mey.): Sie wird auch Afrikanische Traumwurzel genannt. Sie ist in Südafrika sowie Lesotho verbreitet.[23][45]
- Silene ungeri Fenzl
- Einblütiges Leimkraut oder Strand-Leimkraut (Silene uniflora Roth, Syn.: Silene maritima With.)
- Kronlose Nelke (Silene uralensis (Rupr.) Bocquet): Sie ist in Nordeuropa, Russland und Nordamerika verbreitet.[6]
- Silene urvillei d'Urv.: Sie ist auf den ostägäischen Inseln Lesbos, Chios, Samus und Kos sowie in Südwest-Anatolien verbreitet.[22]
- Silene uscata Brot.: Sie ist auf der Iberischen Halbinsel und in Marokko verbreitet.[7]
- Walliser Leimkraut[20] (Silene vallesia L.): Es kommt in Europa in Frankreich, der Schweiz, Italien, Kroatien, Serbien, Nordmazedonien und in Albanien vor.[7]
- Silene variegata (Desf.) Boiss. & Heldr.: Sie kommt nur auf Kreta vor.[7]
- Silene velebitica (Degen) Wrigley: Die Heimat ist Kroatien.[7]
- Silene velutina Loisel.: Sie kommt nur in Korsika und Sardinien vor.[7]
- Silene velutinoides Pomel: Die Heimat ist Sardinien, Algerien und Marokko.[7]
- Silene vidaliana Pau & Font Quer: Die Heimat ist Marokko.[7]
- Silene villosa Forssk.: Sie ist von Marokko, Algerien, Tunesien, Libyen, Ägypten, der Sinai-Halbinsel und bis Israel[37] verbreitet.[7]
- Silene virescens Coss.: Die Heimat ist Marokko.[7]
- Grünblütiges Leimkraut[20] (Silene viridiflora L.): Sie ist in Mitteleuropa, Südeuropa, in Südosteuropa und in Vorderasien verbreitet.[7]
- Silene virginica L.: Sie ist in den US-Bundesstaaten Indiana, Michigan, New York, Ohio, Pennsylvania, West Virginia, Illinois, Iowa, Kansas, Missouri, Oklahoma, Alabama, Arkansas, Delaware, Georgia, Kentucky, Louisiana, Mississippi, North Carolina, South Carolina, Tennessee sowie Virginia weitverbreitet.[6]
- Gewöhnliche Pechnelke (Silene viscaria (L.) Jess., Syn.: Lychnis viscaria L., Viscaria vulgaris Bernh., Viscaria viscosa (Scop.) Asch.)
- Silene viscariopsis Bornm.: Sie kommt nur im südlichen Mazedonien bei Prilep vor.[19]
- Silene viscidula Franch. (Syn.: Melandrium lankongense (Franch.) Hand.-Mazz., Melandrium viscidulum (Franch.) F.N.Williams, Silene asclepiadea var. dumicola (W.W.Sm.) C.L.Tang, Silene bodinieri H.Lév., Silene dumicola W.W.Sm., Silene lankongensis Franch., Silene mairei H.Lév.): Sie gedeiht in strauchbestandenen Grasländern in Höhenlagen von (1200 bis) meist 1500 bis 3200 Meter in den chinesischen Provinzen Guizhou, Sichuan, südöstliches Xizang sowie Yunnan. Die unterirdischen Pflanzenteile werden in der chinesischen Medizin verwendet.[1]
- Klebrige Lichtnelke (Silene viscosa (L.) Pers.): Sie ist eine asiatische und osteuropäische Steppenpflanze, die früher auf Hiddensee vorkam.
- Silene vivianii Steud.: Sie ist in Marokko, Algerien, Tunesien, Libyen, Ägypten, der Sinai-Halbinsel, Israel, Jordanien[37] und in Syrien[27] verbreitet.[7]
- Silene volubilitana Braun-Blanq. & Maire: Die Heimat ist Marokko.[7]
- Taubenkropf-Leimkraut, Gewöhnlicher Taubenkropf, Aufgeblasenes Leimkraut oder Gewöhnliches Leimkraut (Silene vulgaris (Moench) Garcke, Syn.: Behen vulgaris Moench, Cucubalus behen L., Cucubalus latifolius Mill., Oberna behen (L.) Ikonn., Silene campanulata Saut., Silene cucubalus Wibel, Silene inflata Sm., Silene latifolia (Mill.) Britten & Rendle, Silene oleracea Ficinus nom. illeg., Silene venosa Asch.): Es ist in weiten Teilen Europas, Nordafrikas und Südwest-, Zentral- sowie Südasiens, auf vielen Mittelmeerinseln und Madeira beheimatet.[1][7] In weiten Teilen Nordamerikas ist es ein Neophyt.
- Silene waldsteinii Griseb.: Sie kommt nur auf der Balkanhalbinsel vor.[19]
- Silene wallichiana Klotzsch: Sie kommt in Armenien vor.[7]
- Silene wardii (C.Marquand) Bocquet: Sie gedeiht auf Felsschutt und sandigen durch Gletscherbäche gebildeten Flächen in Höhenlagen von etwa 4200 Meter im südöstlichen Tibet.[1]
- Silene wilfordii (Regel) H.Ohashi & H.Nakai (Syn.: Lychnis wilfordii (Regel) Maxim., Lychnis fulgens var. wilfordii Regel): Sie ist in Jilin, Japan, Nordkorea sowie Russlands Fernen Osten verbreitet.[28]
- Silene wolgensis (Hornem.) Otth (Syn.: Otites jenissensis Klokov, Otites orae-syvashicae Klokov, Otites wolgensis (Hornem.) Grossh., Silene densiflora var. wolgensis Jordanov & Panov, Silene otites var. wolgensis (Hornem.) Rohrb., Silene wolgensis (Willd.) Bess. ex Spreng., Viscago wolgensis Hornem.): Sie ist in Europa, Zentralasien und in Xinjiang verbreitet.[1]
- Silene yetii Bocquet (Syn.: Lychnis glandulosa Maxim., Melandrium glandulosum (Maxim.) F.N.Williams): Sie gedeiht auf alpinen Matten in Höhenlagen von 2700 bis 4800 (selten bis zu 5000) Metern in Tibet und in den chinesischen Provinzen Gansu, Qinghai sowie Sichuan.[1]
- Silene yunnanensis Franch.: Sie gedeiht in Wäldern und auf Feldern in Höhenlagen von meist 2700 bis 3400 (2400 bis 3900) Metern nur im nordwestlichen Yunnan.[1]
- Silene zawadzkii Herbich: Dieser Endemit kommt nur in den Ostkarpaten vor.[19]
- Silene zhongbaensis (L.H.Zhou) C.Y.Wu & C.L.Tang (Syn.: Melandrium zhongbaense L.H.Zhou): Dieser Endemit gedeiht nur in Höhenlagen von 4700 bis 5200 Metern nur in Zhongba Xian im südwestlichen Tibet.[1]
- Silene zhoui C.Y.Wu (Syn.: Melandrium integripetalum L.H.Zhou): Dieser Endemit gedeiht auf Wiesen nur auf Höhenlagen von etwa 5000 Metern nur in Lhasa Shi im südlichen Tibet.[1]

Es existieren auch Hybriden, dies erschwert manchmal die Artbestimmung.
Nicht mehr zu dieser Gattung wird gerechnet:
- Silene quadridentata (L.) Pers. → Heliosperma alpestre (Jacq.) Rchb.
- Alpen-Strahlensame[20] (Silene quadrifida L.) → Heliosperma alpestre (Jacq.) Rchb.

## Ergänzende Literatur
- Daniel B. Sloan, Bengt Oxelman, Anja Rautenberg, Douglas R. Taylor: Phylogenetic analysis of mitochondrial substitution rate variation in the angiosperm tribe Sileneae. In: BMC Evolutionary Biology. Band 9, 2009, S. 260, doi:10.1186/1471-2148-9-260.